# M48 Patton
M48 Patton – czołg średni produkcji amerykańskiej. Zastąpił M47. Większość podstawowych elementów jego konstrukcji pochodzi z poprzednich modeli produkcyjnych M46 oraz M47. M48 konstrukcyjnie stanowi wersję rozwojową M47.

## Geneza
Czołg średni M47 był prowizorium wprowadzonym z wielkim pośpiechem, ponieważ amerykańskie jednostki liniowe biorące udział w wojnie koreańskiej, pilnie potrzebowały zgodnego z duchem czasu wozu bojowego. Wojna pomiędzy komunistyczną Koreą Północną a zorientowaną prozachodnio Koreą Południową wskazywała wyraźnie na konkretne niebezpieczeństwo generalnej konfrontacji Wschód-Zachód, której głównym terenem działań według przewidywań analityków mogły stać się podzielone między dwa bloki ustrojowe tereny Europy. Dlatego celem amerykańskich konstruktorów czołgów było możliwie jak najszybsze opracowanie pojazdu bojowego, który byłby w stanie przeciwstawić się ilościowo liczniejszym czołgom sowieckim. Oprócz wprowadzenia sprawdzonych już rozwiązań, rozwijano istniejące już konstrukcje. Dlatego zaledwie po roku prac zespołu konstruktorów, firma Chrysler zaprezentowała w grudniu 1951 roku pierwsze prototypu przyszłego M48. Ponieważ w tym czasie trwała wojna koreańska, której wynik w tym okresie był nie do przewidzenia, oraz przy całkiem prawdopodobnym wybuchu III wojny światowej, powierzono już w marcu 1951 roku – jeszcze przed ukończeniem prototypów – także kilku innym firmom, m.in. Ford oraz General Motors, produkcję tego nowego czołgu. Pierwsze wyprodukowane pojazdy wykazywały wiele usterek, ponieważ zostały wyprodukowane jeszcze przed zakończeniem samych prób wozu. Około 120 z 900 czołgów M48, które do lipca 1952 roku opuściły hale produkcyjne, okazało się niezdatnymi do służby w jednostkach liniowych i zostały przeznaczone do celów szkoleniowych. Po usunięciu wad w następnych wersjach, M48 okazał się całkiem udaną konstrukcją czołgu średniego.
Do połowy lat dziewięćdziesiątych wszystkie M48 zostały wycofane ze służby w armii amerykańskiej, są jednak jeszcze używane przez wojska innych krajów.

## Budowa
W porównaniu z amerykańskimi czołgami II wojny światowej była to zupełnie nowa konstrukcja, ze znacznie grubszym opancerzeniem oraz o dużo większych gabarytach niż dotychczasowe amerykańskie czołgi średnie. Właśnie wymiary czołgu były jego dużą wadą. Pojazd był niezwykle wysoki (przeszło 3 metry) – o prawie metr więcej niż czołg T-54. Duża wysokość powodowała, że czołg miał wysoko położony środek ciężkości i przez to był stosunkowo wywrotny, a także łatwiejszy do wykrycia, i co za tym idzie również do trafienia. W zamian za to oferował wysoki (jak na czołg) komfort załodze. Minusem M48 wszystkich wersji był brak jakichkolwiek układów stabilizacji uzbrojenia – naprowadzanie działa w obu płaszczyznach odbywało się za pomocą układów elektrohydraulicznych, hydraulicznych (w zależności od wersji), niezależnie od wersji posiadał także możliwość naprowadzania ręcznego. Patton ma najpowszechniej stosowany na świecie układ konstrukcyjny – kadłub został podzielony na trzy części: przedział kierowcy (przednia część), przedział bojowy (środkowa część wozu; w tej części przebywał dowódca wozu, działonowy oraz ładowniczy działa) oraz przedział silnika. Kadłub wykonano metodą spawania z elementów odlewanych i płyt walcowanych, natomiast wieża jest jednoelementowym odlewem ze stali. Ponad działem znajdował się silny reflektor ksenonowy o mocy 1 miliona kandeli. Świecił zarówno światłem białym, jak i podczerwonym. Droga wiązki światła była zgodna z osią lufy pojazdu, więc reflektor mógł być wykorzystany do oświetlenia celu nocą lub w czasie niekorzystnych warunków atmosferycznych. Po obu stronach wieży, w pancernych osłonach umieszczono pryzmaty, które stanowiły część optyczną dalmierza.

## Wersje

### M48 Patton
Wbrew wszelkim trudnościom armia Stanów Zjednoczonych zdecydowała się jednak wprowadzić czołg do swojego uzbrojenia, nadając mu w kwietniu 1953 roku oznaczenie 90 mm Gun Tank M48 i nazwę Patton 48. W tym czasie wyprodukowano już około 900 wozów, dokonując jednocześnie niewielkich zmian oraz eliminując niektóre z problemów konstrukcyjnych. Najważniejszą wadą okazało się jednak bardzo duże zużycie paliwa (wynoszącym do 9 litrów paliwa na 1 km!), wskutek czego zasięg operacyjny wozu wynosił zaledwie 112 km. Jako prowizoryczne rozwiązanie tego problemu zastosowano zamocowanie uchwytów do przewożenia na zewnątrz beczek z paliwem, z oczywistych powodów do tego sposobu można się było uciekać jednak jedynie poza strefą walki. Uzbrojenie główne czołgu stanowiła 90 mm gwintowana armata, wyposażona w przedmuchiwacz lufy. Na początkowych egzemplarzach pojazdu wypróbowywano także rozmaite rodzaje hamulców wylotowych, starając się ograniczyć podmuch podnoszący przy strzale kurz, który zdradzał pozycję wozu. Pierwsze egzemplarze czołgu M48 posiadały hamulec cylindryczny, natomiast późniejsze hamulec w kształcie litery T, którego efektywność pozostawiała jednak wiele do życzenia. Zakończenie lufy armaty miało pozostać jednym z najbardziej charakterystycznych elementów wszystkich kolejnych wersji rozwojowych M48, uzbrojonych w armaty kalibru 90 mm. M48 nie posiadał systemu stabilizacji uzbrojenia, a naprowadzanie armaty w obu płaszczyznach odbywało się za pomocą układów elektrohydraulicznych. Z armaty ogień mógł prowadzić zarówno działonowy, jak i dowódca.

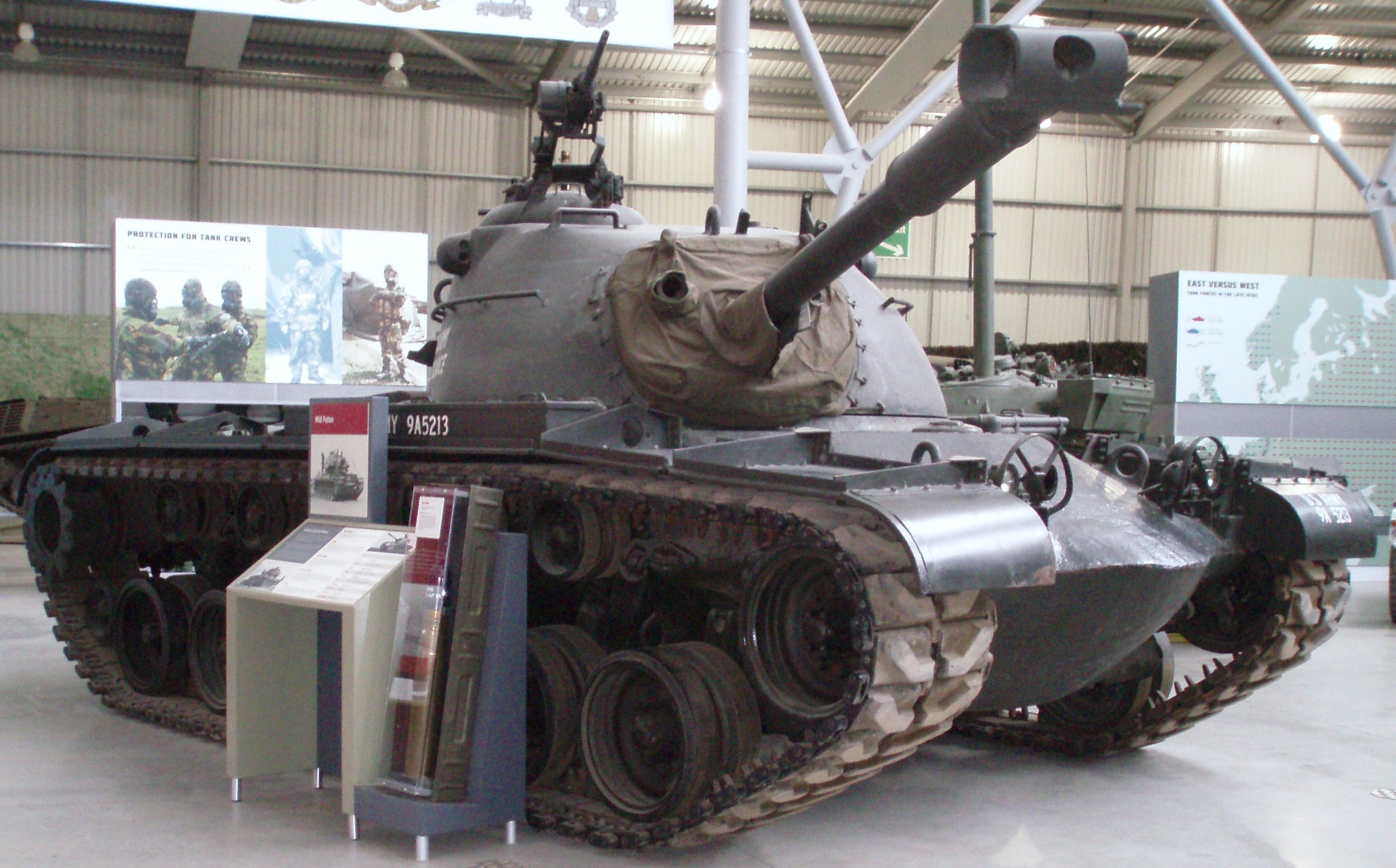
Zaokrąglony przód kadłuba, z miejscem dla kierowcy umieszczonym pośrodku; wieża osadzona pośrodku kadłuba, którego tył mieszczący przedział silnikowy, jest nieco wyższy od części przedniej

Dzięki rezygnacji z czołowego karabinu maszynowego (którego praktycznie nie montowano w konstrukcjach czołgów po zakończeniu II wojny światowej), załoga została zredukowana do czterech osób, powstało też miejsce do przechowywania większej ilości amunicji (60 sztuk dla działa, 5900 sztuk dla km i 500 sztuk dla km plot). Czołg wyposażono w układ ochrony przed skutkami użycia broni masowego rażenia, podgrzewacz przedziału bojowego, układ przeciwpożarowy w przedziale napędowym i urządzenia filtracyjne.
W trakcie wczesnej produkcji wprowadzono także dodatkowe wolne koło pasowe, umieszczone pomiędzy szóstym kołem nośnym i kołem napędowym, zapobiegające gubieniu gąsienic podczas skrętu, zmieniono kształt błotników na zaokrąglony, zwiększono klapę kierowcy i zmieniono sposób wysuwania mieszczących się tam peryskopów. W sierpniu 1953 roku wprowadzono także całkowicie przeprojektowaną wieżyczkę dowódcy, w której oprócz przyrządów obserwacyjnych umieszczono także karabin maszynowy kalibru.50.

#### M48C

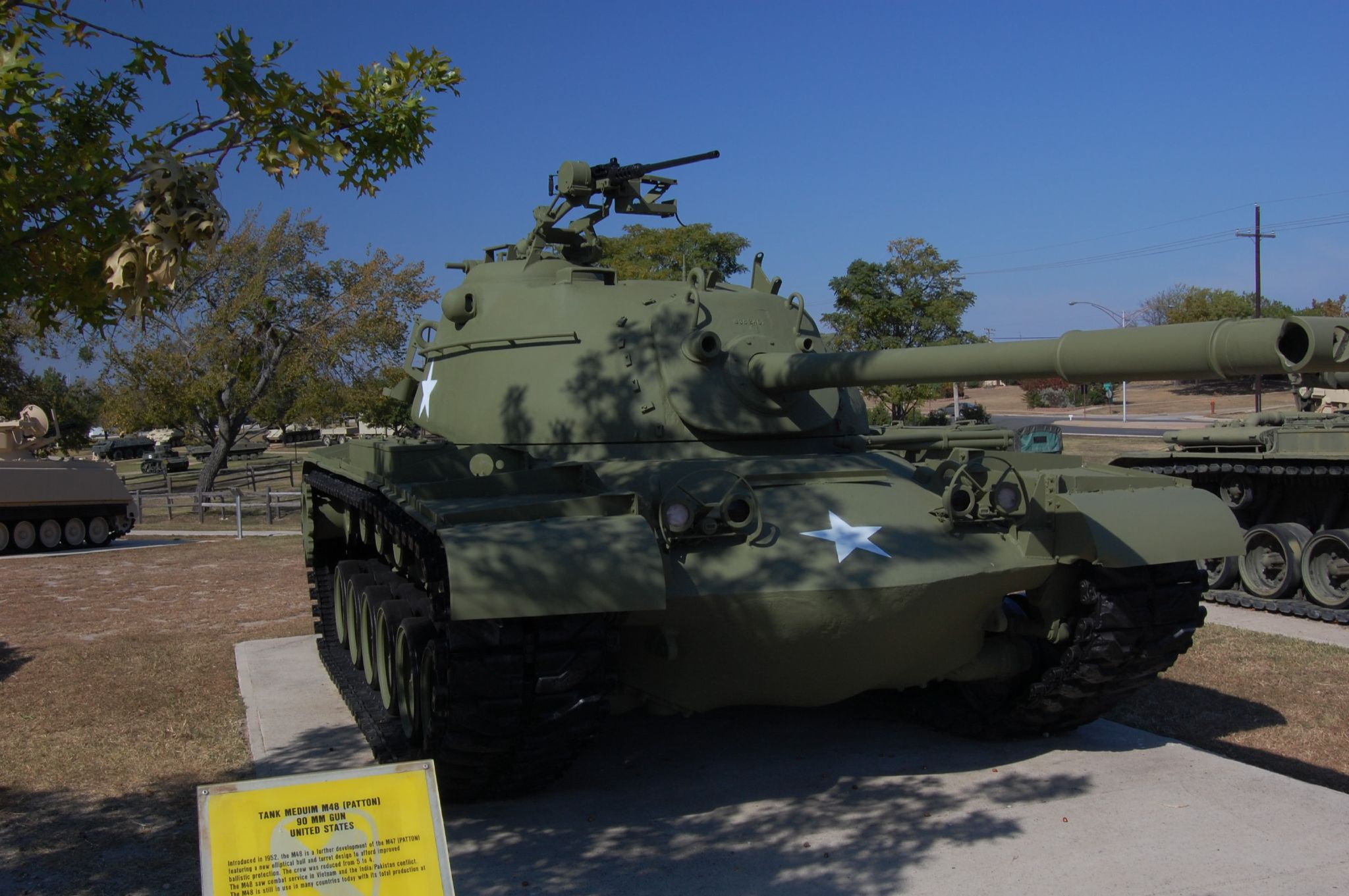
Pierwsze wersje czołgu wyposażone były w automatycznie podnoszone peryskopy kierowcy, wymagające jednak ręcznego chowania. W późniejszych wersjach przeprojektowano zarówno właz kierowcy, jak i jego przyrządy optyczne. W wersji M48A3 peryskopy zamontowane były na stałe. Ponadto niektóre czołgi wyposażano w peryskop kierowcy działający w podczerwieni, który montowano na włazie.

W przypadku około 120 egzemplarzy, które zjechały z linii produkcyjnej stwierdzono brak prawidłowej ochrony przed pociskami balistycznymi wskutek błędu w procesie produkcji, przez co czołg nie nadawał się do użycia w walce (sam defekt zlokalizowano w górnej części przedniej płyty pancerza, w okolicy włazu kierowcy). Oznaczono je literą ‘C’, która została wytłoczona po prawej stronie kadłuba, ponadto w niektórych przypadkach na jego przedniej płycie, pomiędzy osłonami przednich świateł umieszczono doskonale widoczny spaw w kształcie napisu: NON-BALLISTIC TRAINING TANKS ONLY lub TRAINING TANK NON-BALLISTIC. Czołg tej wersji przeznaczony był tylko do celów treningowych.
| M48 | M48 | M48 | M48 | M48 | M48 | M48 | M48 |
| --- | --- | --- | --- | --- | --- | --- | --- |
| Data zaakceptowania prototypu                                                                                                  | Data zaakceptowania prototypu | Data zaakceptowania prototypu | Data zaakceptowania prototypu | kwiecień 1952 | kwiecień 1952 | kwiecień 1952 | kwiecień 1952 |
| Producenci | Producenci | - Chrysler Corp. - Ford Motor Co. - Fisher Tank Arsenal | - Chrysler Corp. - Ford Motor Co. - Fisher Tank Arsenal | Załoga | Załoga | 4 osoby: - dowódca (prawa, tylna strona wieży) - działonowy (prawa, przednia strona wieży) - ładowniczy (lewa, tylna strona wieży) - kierowca (przednia, centralna strona kadłuba)           | 4 osoby: - dowódca (prawa, tylna strona wieży) - działonowy (prawa, przednia strona wieży) - ładowniczy (lewa, tylna strona wieży) - kierowca (przednia, centralna strona kadłuba)           |
| Wymiary: | | | | | | | |
| Masa bojowa | Masa bojowa | Masa bojowa | 45000 kg | Wysokość | Wysokość | Wysokość | 324,1 cm |
| Długość kadłuba (bez działa, z błotnikami)                                                                                     | Długość kadłuba (bez działa, z błotnikami) | Długość kadłuba (bez działa, z błotnikami) | 676,7 cm | Odległość na jaką wystaje działo | Odległość na jaką wystaje działo | Odległość na jaką wystaje działo | 184 cm |
| Szerokość | Szerokość | Szerokość | 363,2 cm | Rozstaw osi | Rozstaw osi | Rozstaw osi | 292,1 cm |
| Prześwit | Prześwit | Prześwit | 41,9 cm | Wysokość umieszczenia działa od poziomu gruntu | Wysokość umieszczenia działa od poziomu gruntu | Wysokość umieszczenia działa od poziomu gruntu | ~200 cm |
| Średnica pierścienia wieży | Średnica pierścienia wieży | Średnica pierścienia wieży | 216 cm | Nacisk jednostkowy | Nacisk jednostkowy | Nacisk jednostkowy | 0,7874 kg/cm² |
| Uzbrojenie: | | | | | | | |
| Typ | Umiejscowienie | Zapas amunicji | Kąt obrotu (tryb pracy) | Kąt obrotu (tryb pracy) | Prędkość obrotu | Kąt wychylenia | Prędkość wychylenia |
| 90mm działo M41 | wieżyczka | 60 sztuk | 360° (ręczny i elektryczno-hydrauliczny) | 360° (ręczny i elektryczno-hydrauliczny) | 24°/s | +19° ÷ -9° (ręczny i elektryczno-hydrauliczny) | 4°/s |
| km M2HB kalibru.50 (12,7 mm)                                                                                                   | montowany na podstawie słupkowej przy włazie dowódcy na wieży (jako karabin plot; demontowalny)                                                                                              | 500 sztuk | 360° (ręczny) | 360° (ręczny) | – | ręczny | – |
| Browning M1919A4E1 kal. .30 (7,62 mm)                                                                                          | sprzężony współosiowo z działem | 5900 sztuk | 360° (ręczny i elektryczno-hydrauliczny) | 360° (ręczny i elektryczno-hydrauliczny) | 24°/s | +19° ÷ -9° (ręczny i elektryczno-hydrauliczny) | 4°/s |
| Dalmierz | | | | | | | |
| T46E1, stereoskopowy | | | | | | | |
| Pancerz | | | | | | | |
| Kadłub | | | | | | | |
| Spawany z elementów odlewanych i płyt walcowanych.                                                                             | | | | | | | |
| Miejsce | Miejsce | Miejsce | Grubość | Grubość | Grubość | Kąt nachylenia | Kąt nachylenia |
| przód (górna część) | przód (górna część) | przód (górna część) | 110 mm | 110 mm | 110 mm | 60° | 60° |
| przód (dolna część) | przód (dolna część) | przód (dolna część) | 61 do 100 mm | 61 do 100 mm | 61 do 100 mm | 53° | 53° |
| boki (przednia część) | boki (przednia część) | boki (przednia część) | równowartość 76 mm | równowartość 76 mm | równowartość 76 mm | 0° | 0° |
| boki (tylna część) | boki (tylna część) | boki (tylna część) | równowartość 51 mm | równowartość 51 mm | równowartość 51 mm | 0° | 0° |
| tył (część wyższa) | tył (część wyższa) | tył (część wyższa) | 35,1 mm | 35,1 mm | 35,1 mm | 30° | 30° |
| tył (część niższa) | tył (część niższa) | tył (część niższa) | 25 mm | 25 mm | 25 mm | 60° | 60° |
| strop | strop | strop | 57,2 mm | 57,2 mm | 57,2 mm | 90° | 90° |
| dno (przednia część) | dno (przednia część) | dno (przednia część) | 38 mm | 38 mm | 38 mm | 90° | 90° |
| dno (centralna część) | dno (centralna część) | dno (centralna część) | 31,8 mm | 31,8 mm | 31,8 mm | 90° | 90° |
| dno (tylna część) | dno (tylna część) | dno (tylna część) | 13 mm | 13 mm | 13 mm | 90° | 90° |
| Wieża | | | | | | | |
| Jednoelementowy odlew | | | | | | | |
| Płyta | Płyta | Płyta | Grubość | Grubość | Grubość | Kąt nachylenia | Kąt nachylenia |
| osłona jarzma działa | osłona jarzma działa | osłona jarzma działa | 110 mm | 110 mm | 110 mm | 30° | 30° |
| przód | przód | przód | równowartość 180 mm | równowartość 180 mm | równowartość 180 mm | 0° | 0° |
| boki | boki | boki | równowartość 76 mm | równowartość 76 mm | równowartość 76 mm | 0° | 0° |
| tył | tył | tył | równowartość 51 mm | równowartość 51 mm | równowartość 51 mm | 0° | 0° |
| strop | strop | strop | 13 mm | 13 mm | 13 mm | 90° | 90° |
| Układ napędowy | | | | | | | |
| Silnik | Continental AV-1790-5B, -7, -7B, lub -7C; 12-cylindrowy, 4-suwowy, benzynowy (benzyna 80-oktanowa), widlasty o kącie rozwidlenia 90 stopni, chłodzony powietrzem o pojemności skokowej 29.4l | Continental AV-1790-5B, -7, -7B, lub -7C; 12-cylindrowy, 4-suwowy, benzynowy (benzyna 80-oktanowa), widlasty o kącie rozwidlenia 90 stopni, chłodzony powietrzem o pojemności skokowej 29.4l | Continental AV-1790-5B, -7, -7B, lub -7C; 12-cylindrowy, 4-suwowy, benzynowy (benzyna 80-oktanowa), widlasty o kącie rozwidlenia 90 stopni, chłodzony powietrzem o pojemności skokowej 29.4l | Continental AV-1790-5B, -7, -7B, lub -7C; 12-cylindrowy, 4-suwowy, benzynowy (benzyna 80-oktanowa), widlasty o kącie rozwidlenia 90 stopni, chłodzony powietrzem o pojemności skokowej 29.4l | Continental AV-1790-5B, -7, -7B, lub -7C; 12-cylindrowy, 4-suwowy, benzynowy (benzyna 80-oktanowa), widlasty o kącie rozwidlenia 90 stopni, chłodzony powietrzem o pojemności skokowej 29.4l | Continental AV-1790-5B, -7, -7B, lub -7C; 12-cylindrowy, 4-suwowy, benzynowy (benzyna 80-oktanowa), widlasty o kącie rozwidlenia 90 stopni, chłodzony powietrzem o pojemności skokowej 29.4l | Continental AV-1790-5B, -7, -7B, lub -7C; 12-cylindrowy, 4-suwowy, benzynowy (benzyna 80-oktanowa), widlasty o kącie rozwidlenia 90 stopni, chłodzony powietrzem o pojemności skokowej 29.4l |
| Moc | rzeczywista: 704 KM przy 2800 obr./min przewidywana: 810 KM przy 2800 obr./min | rzeczywista: 704 KM przy 2800 obr./min przewidywana: 810 KM przy 2800 obr./min | Moment obrotowy | rzeczywisty: 1953 Nm przy 2000 obr./min przewidywany: 2183 Nm przy 2200 obr./min | rzeczywisty: 1953 Nm przy 2000 obr./min przewidywany: 2183 Nm przy 2200 obr./min | Pojemność zbiorników paliwa | 757 l |
| Transmisja | General Motors CD-850-4A lub -4B; 2 zakresy jazdy do przodu, 1 do tyłu | General Motors CD-850-4A lub -4B; 2 zakresy jazdy do przodu, 1 do tyłu | General Motors CD-850-4A lub -4B; 2 zakresy jazdy do przodu, 1 do tyłu | General Motors CD-850-4A lub -4B; 2 zakresy jazdy do przodu, 1 do tyłu | General Motors CD-850-4A lub -4B; 2 zakresy jazdy do przodu, 1 do tyłu | General Motors CD-850-4A lub -4B; 2 zakresy jazdy do przodu, 1 do tyłu | General Motors CD-850-4A lub -4B; 2 zakresy jazdy do przodu, 1 do tyłu |
| Układ kierowniczy | mechaniczny, kierownica | mechaniczny, kierownica | mechaniczny, kierownica | mechaniczny, kierownica | mechaniczny, kierownica | mechaniczny, kierownica | mechaniczny, kierownica |
| Układ hamulcowy | hamulce wielotarczowe | hamulce wielotarczowe | hamulce wielotarczowe | hamulce wielotarczowe | hamulce wielotarczowe | hamulce wielotarczowe | hamulce wielotarczowe |
| Układ zawieszenia | | | | | | | |
| Typ | Typ | Koła nośne | Koła nośne | Koła nośne | Rolki podtrzymujące | Rolki podtrzymujące | Rolki podtrzymujące |
| drążki skrętne | drążki skrętne | 6 sztuk (na stronę), resorowane niezależnie | 6 sztuk (na stronę), resorowane niezależnie | 6 sztuk (na stronę), resorowane niezależnie | 5 sztuk (na stronę) | 5 sztuk (na stronę) | 5 sztuk (na stronę) |
| Koło napędowe | Koło napędowe | Układ napinający gąsienice | Układ napinający gąsienice | Układ napinający gąsienice | Amortyzatory | Amortyzatory | Amortyzatory |
| 11-zębowe, umiejscowione z tyłu                                                                                                | 11-zębowe, umiejscowione z tyłu | koło napinające, umiejscowione z przodu; luźne koło pasowe umiejscowione pomiędzy ostatnim kołem nośnym a kołem napędowym                                                                    | koło napinające, umiejscowione z przodu; luźne koło pasowe umiejscowione pomiędzy ostatnim kołem nośnym a kołem napędowym                                                                    | koło napinające, umiejscowione z przodu; luźne koło pasowe umiejscowione pomiędzy ostatnim kołem nośnym a kołem napędowym                                                                    | tak; przy pierwszym, drugim oraz szóstym kole nośnym | tak; przy pierwszym, drugim oraz szóstym kole nośnym | tak; przy pierwszym, drugim oraz szóstym kole nośnym |
| Układ gąsienicowy | | | | | | | |
| T96 | | | | | | | |
| zęby prowadzące umieszczone centralnie, ogniwa metalowe, powleczone gumą, łączone przy pomocy dwóch szpilek                    | | | | | | | |
| Szerokość | 71 cm | Odstęp | 17,6 cm | Liczba ogniw | 79 | Długość linii kontaktu z podłożem | 400,1 cm |
| T97 | | | | | | | |
| zęby prowadzące umieszczone centralnie; ogniwa metalowe, z integralnymi nakładkami gumowymi, łączone przy pomocy dwóch szpilek | | | | | | | |
| Szerokość | 71 cm | Odstęp | 17,6 cm | Liczba ogniw | 79 | Długość linii kontaktu z podłożem | 400,1 cm |
| Osiągi | | | | | | | |
| Maksymalna prędkość na drodze                                                                                                  | Maksymalna prędkość na drodze | Maksymalna prędkość na drodze | 45 km/h | Pokonywanie rowów | Pokonywanie rowów | Pokonywanie rowów | o szerokości do 259 cm |
| Maksymalny przechył boczny | Maksymalny przechył boczny | Maksymalny przechył boczny | 40% | Maksymalny kąt podjazdu | Maksymalny kąt podjazdu | Maksymalny kąt podjazdu | 60% |
| Pokonywanie pionowych ścian | Pokonywanie pionowych ścian | Pokonywanie pionowych ścian | do wysokości 91 cm | Minimalny promień skrętu | Minimalny promień skrętu | Minimalny promień skrętu | – (wokół własnej osi) |
| Maksymalna głębokość brodzenia                                                                                                 | Maksymalna głębokość brodzenia | Maksymalna głębokość brodzenia | 120 cm | Zasięg | Zasięg | Zasięg | ~110 km |

### M48A1
Pierwszej wersji produkcyjnej czołgu wyprodukowano około 3 tys. egzemplarzy. Czołgi ze zmienionym włazem kierowcy (który został powiększony) i przeprojektowaną wieżyczką dowódcy otrzymały oznaczenie M48A1, w ciągu kolejnych lat do tego standardu doprowadzono wszystkie wozy wcześniejszych serii produkcyjnych. Zamiast odsłoniętego stanowiska karabinu maszynowego, dowódca otrzymał całkowicie obudowaną wieżyczkę obserwacyjną ze zintegrowanym karabinem maszynowym obsługiwanym z wnętrza pojazdu. Oprócz wymienionych zmian ta wersja była wyposażana w nieznacznie zmienione układy przeniesienia napędu, noszące oznaczenia CD-850-4A lub -4B. W trakcie eksploatacji wprowadzono kolejne ulepszenia, zwiększające walory użytkowe pojazdu. Jednym z ważniejszych było zamontowanie nad wylotami spalin płyty osłaniającej. Okazało się bowiem, że gorące spaliny zapiekają podpórkę lufy zablokowanej w położeniu marszowym. Identyczne deflektory zamontowano potem na wcześniej wyprodukowanych czołgach. Jedną z najlepiej widocznych zmian wprowadzonych w tej wersji był też wykonany z grubych prętów kosz doczepiony do tyłu wieży, przeznaczony do przewożenia ekwipunku.
| M48A1 | M48A1 | M48A1 | M48A1 | M48A1 | M48A1 | M48A1 | M48A1 |
| --- | --- | --- | --- | --- | --- | --- | --- |
| Producenci | Producenci | - Chrysler Corp. - Ford Motor Co. - Fisher Tank Arsenal | - Chrysler Corp. - Ford Motor Co. - Fisher Tank Arsenal | Załoga | Załoga | 4 osoby: - dowódca (prawa, tylna strona wieży) - działonowy (prawa, przednia strona wieży) - ładowniczy (lewa, tylna strona wieży) - kierowca (przednia, centralna strona kadłuba)            | 4 osoby: - dowódca (prawa, tylna strona wieży) - działonowy (prawa, przednia strona wieży) - ładowniczy (lewa, tylna strona wieży) - kierowca (przednia, centralna strona kadłuba)            |
| Wymiary: | | | | | | | |
| Masa bojowa | Masa bojowa | Masa bojowa | 47200 kg | Wysokość (do końca peryskopu kopuły dowódcy) | Wysokość (do końca peryskopu kopuły dowódcy) | Wysokość (do końca peryskopu kopuły dowódcy) | 308,9 cm |
| Długość kadłuba (bez działa, z błotnikami)                                                                                     | Długość kadłuba (bez działa, z błotnikami) | Długość kadłuba (bez działa, z błotnikami) | 696,7 cm | Odległość na jaką wystaje działo | Odległość na jaką wystaje działo | Odległość na jaką wystaje działo | 184 cm |
| Szerokość | Szerokość | Szerokość | 363,2 cm | Rozstaw osi | Rozstaw osi | Rozstaw osi | 292,1 cm |
| Prześwit | Prześwit | Prześwit | 41,9 cm | Wysokość umieszczenia działa od poziomu gruntu | Wysokość umieszczenia działa od poziomu gruntu | Wysokość umieszczenia działa od poziomu gruntu | ~200 cm |
| Średnica pierścienia wieży | Średnica pierścienia wieży | Średnica pierścienia wieży | 216 cm | Nacisk jednostkowy | Nacisk jednostkowy | Nacisk jednostkowy | 0,828 kg/cm² |
| Uzbrojenie: | | | | | | | |
| Typ | Umiejscowienie | Zapas amunicji | Kąt obrotu (tryb pracy) | Kąt obrotu (tryb pracy) | Prędkość obrotu | Kąt wychylenia | Prędkość wychylenia |
| 90mm działo M41 | wieżyczka | 60 sztuk | 360° (ręczny i elektryczno-hydrauliczny) | 360° (ręczny i elektryczno-hydrauliczny) | 24°/s | +19° ÷ -9° (ręczny i elektryczno-hydrauliczny) | 4°/s |
| km M2HB kalibru.50 (12,7 mm)                                                                                                   | kopuła M1 na wieży | 500 sztuk | 360° (ręczny i hydrauliczny) | 360° (ręczny i hydrauliczny) | – | ręczny i hydrauliczny | – |
| Browning M1919A4E1 kal. .30 (7,62 mm)                                                                                          | sprzężony współosiowo z działem | 5900 sztuk | 360° (ręczny i elektryczno-hydrauliczny) | 360° (ręczny i elektryczno-hydrauliczny) | 24°/s | +19° ÷ -9° (ręczny i elektryczno-hydrauliczny) | 4°/s |
| Dalmierz | | | | | | | |
| T46E1, stereoskopowy | | | | | | | |
| Noktowizor | | | | | | | |
| T41 (działający w podczerwieni), zintegrowany z peryskopem kierowcy                                                            | | | | | | | |
| Pancerz | | | | | | | |
| Kadłub | | | | | | | |
| Spawany z elementów odlewanych i płyt walcowanych.                                                                             | | | | | | | |
| Miejsce | Miejsce | Miejsce | Grubość | Grubość | Grubość | Kąt nachylenia | Kąt nachylenia |
| przód (górna część) | przód (górna część) | przód (górna część) | 110 mm | 110 mm | 110 mm | 60° | 60° |
| przód (dolna część) | przód (dolna część) | przód (dolna część) | 61 do 100 mm | 61 do 100 mm | 61 do 100 mm | 53° | 53° |
| boki (przednia część) | boki (przednia część) | boki (przednia część) | równowartość 76 mm | równowartość 76 mm | równowartość 76 mm | 0° | 0° |
| boki (tylna część) | boki (tylna część) | boki (tylna część) | równowartość 51 mm | równowartość 51 mm | równowartość 51 mm | 0° | 0° |
| tył (część wyższa) | tył (część wyższa) | tył (część wyższa) | 35,1 mm | 35,1 mm | 35,1 mm | 30° | 30° |
| tył (część niższa) | tył (część niższa) | tył (część niższa) | 25 mm | 25 mm | 25 mm | 60° | 60° |
| strop | strop | strop | 57,2 mm | 57,2 mm | 57,2 mm | 90° | 90° |
| dno (przednia część) | dno (przednia część) | dno (przednia część) | 38 mm | 38 mm | 38 mm | 90° | 90° |
| dno (tylna część) | dno (tylna część) | dno (tylna część) | 25 mm | 25 mm | 25 mm | 90° | 90° |
| Wieża | | | | | | | |
| Jednoelementowy odlew | | | | | | | |
| Płyta | Płyta | Płyta | Grubość | Grubość | Grubość | Kąt nachylenia | Kąt nachylenia |
| osłona jarzma działa | osłona jarzma działa | osłona jarzma działa | 110 mm | 110 mm | 110 mm | 30° | 30° |
| przód | przód | przód | równowartość 180 mm | równowartość 180 mm | równowartość 180 mm | 0° | 0° |
| boki | boki | boki | równowartość 76 mm | równowartość 76 mm | równowartość 76 mm | 0° | 0° |
| tył | tył | tył | równowartość 51 mm | równowartość 51 mm | równowartość 51 mm | 0° | 0° |
| strop | strop | strop | 25 mm | 25 mm | 25 mm | 90° | 90° |
| Układ napędowy | | | | | | | |
| Silnik | Continental AV-1790-5B, -7, -7B, lub -7C; 12-cylindrowy, 4-suwowy, benzynowy (benzyna 80-oktanowa), widlasty o kącie rozwidlenia 90 stopni, chłodzony powietrzem o pojemności skokowej 29.4 l | Continental AV-1790-5B, -7, -7B, lub -7C; 12-cylindrowy, 4-suwowy, benzynowy (benzyna 80-oktanowa), widlasty o kącie rozwidlenia 90 stopni, chłodzony powietrzem o pojemności skokowej 29.4 l | Continental AV-1790-5B, -7, -7B, lub -7C; 12-cylindrowy, 4-suwowy, benzynowy (benzyna 80-oktanowa), widlasty o kącie rozwidlenia 90 stopni, chłodzony powietrzem o pojemności skokowej 29.4 l | Continental AV-1790-5B, -7, -7B, lub -7C; 12-cylindrowy, 4-suwowy, benzynowy (benzyna 80-oktanowa), widlasty o kącie rozwidlenia 90 stopni, chłodzony powietrzem o pojemności skokowej 29.4 l | Continental AV-1790-5B, -7, -7B, lub -7C; 12-cylindrowy, 4-suwowy, benzynowy (benzyna 80-oktanowa), widlasty o kącie rozwidlenia 90 stopni, chłodzony powietrzem o pojemności skokowej 29.4 l | Continental AV-1790-5B, -7, -7B, lub -7C; 12-cylindrowy, 4-suwowy, benzynowy (benzyna 80-oktanowa), widlasty o kącie rozwidlenia 90 stopni, chłodzony powietrzem o pojemności skokowej 29.4 l | Continental AV-1790-5B, -7, -7B, lub -7C; 12-cylindrowy, 4-suwowy, benzynowy (benzyna 80-oktanowa), widlasty o kącie rozwidlenia 90 stopni, chłodzony powietrzem o pojemności skokowej 29.4 l |
| Moc | rzeczywista: 704 KM przy 2800 obr./min przewidywana: 810 KM przy 2800 obr./min | rzeczywista: 704 KM przy 2800 obr./min przewidywana: 810 KM przy 2800 obr./min | Moment obrotowy | rzeczywisty: 1953 Nm przy 2000 obr./min przewidywany: 2183 Nm przy 2200 obr./min | rzeczywisty: 1953 Nm przy 2000 obr./min przewidywany: 2183 Nm przy 2200 obr./min | Pojemność zbiorników paliwa | 757 l |
| Transmisja | General Motors CD-850-4A lub -4B; 2 zakresy jazdy do przodu, 1 do tyłu | General Motors CD-850-4A lub -4B; 2 zakresy jazdy do przodu, 1 do tyłu | General Motors CD-850-4A lub -4B; 2 zakresy jazdy do przodu, 1 do tyłu | General Motors CD-850-4A lub -4B; 2 zakresy jazdy do przodu, 1 do tyłu | General Motors CD-850-4A lub -4B; 2 zakresy jazdy do przodu, 1 do tyłu | General Motors CD-850-4A lub -4B; 2 zakresy jazdy do przodu, 1 do tyłu | General Motors CD-850-4A lub -4B; 2 zakresy jazdy do przodu, 1 do tyłu |
| Układ kierowniczy | mechaniczny, kierownica | mechaniczny, kierownica | mechaniczny, kierownica | mechaniczny, kierownica | mechaniczny, kierownica | mechaniczny, kierownica | mechaniczny, kierownica |
| Układ hamulcowy | hamulce wielotarczowe | hamulce wielotarczowe | hamulce wielotarczowe | hamulce wielotarczowe | hamulce wielotarczowe | hamulce wielotarczowe | hamulce wielotarczowe |
| Układ zawieszenia | | | | | | | |
| Typ | Typ | Koła nośne | Koła nośne | Koła nośne | Rolki podtrzymujące | Rolki podtrzymujące | Rolki podtrzymujące |
| drążki skrętne | drążki skrętne | 6 sztuk (na stronę), resorowane niezależnie | 6 sztuk (na stronę), resorowane niezależnie | 6 sztuk (na stronę), resorowane niezależnie | 5 sztuk (na stronę) | 5 sztuk (na stronę) | 5 sztuk (na stronę) |
| Koło napędowe | Koło napędowe | Układ napinający gąsienice | Układ napinający gąsienice | Układ napinający gąsienice | Amortyzatory | Amortyzatory | Amortyzatory |
| 11-zębowe, umiejscowione z tyłu                                                                                                | 11-zębowe, umiejscowione z tyłu | koło napinające, umiejscowione z przodu; luźne koło pasowe umiejscowione pomiędzy ostatnim kołem nośnym a kołem napędowym                                                                     | koło napinające, umiejscowione z przodu; luźne koło pasowe umiejscowione pomiędzy ostatnim kołem nośnym a kołem napędowym                                                                     | koło napinające, umiejscowione z przodu; luźne koło pasowe umiejscowione pomiędzy ostatnim kołem nośnym a kołem napędowym                                                                     | tak; przy pierwszym, drugim oraz szóstym kole nośnym | tak; przy pierwszym, drugim oraz szóstym kole nośnym | tak; przy pierwszym, drugim oraz szóstym kole nośnym |
| Układ gąsienicowy | | | | | | | |
| T97E2 | | | | | | | |
| zęby prowadzące umieszczone centralnie; ogniwa metalowe, z integralnymi nakładkami gumowymi, łączone przy pomocy dwóch szpilek | | | | | | | |
| Szerokość | 71 cm | Odstęp | 17,6 cm | Liczba ogniw | 79 | Długość linii kontaktu z podłożem | 400,1 cm |
| Osiągi | | | | | | | |
| Maksymalna prędkość na drodze                                                                                                  | Maksymalna prędkość na drodze | Maksymalna prędkość na drodze | 45 km/h | Pokonywanie rowów | Pokonywanie rowów | Pokonywanie rowów | o szerokości do 259 cm |
| Maksymalny przechył boczny | Maksymalny przechył boczny | Maksymalny przechył boczny | 40% | Maksymalny kąt podjazdu | Maksymalny kąt podjazdu | Maksymalny kąt podjazdu | 60% |
| Pokonywanie pionowych ścian | Pokonywanie pionowych ścian | Pokonywanie pionowych ścian | do wysokości 91 cm | Minimalny promień skrętu | Minimalny promień skrętu | Minimalny promień skrętu | – (wokół własnej osi) |
| Maksymalna głębokość brodzenia                                                                                                 | Maksymalna głębokość brodzenia | Maksymalna głębokość brodzenia | 120 cm | Zasięg | Zasięg | Zasięg | ~110 km |

### M48A2/M48A2C
Niezależnie od wprowadzonych zmian i ulepszeń największym problemem czołgu pozostawał jego niewielki zasięg, uzależniony od stosunkowo słabego, a jednocześnie zużywającego bardzo duże ilości paliwa silnika. Wspomniany wcześniej zestaw przewożonych na zewnątrz dodatkowych zbiorników paliwa był, w najlepszym razie, jedynie tymczasowym rozwiązaniem tego problemu. Wyeliminowanie tej wady nie było proste, wiązało się bowiem z całkowitym przeprojektowaniem przedziału silnika i systemu zasilania paliwem. Niejako przy okazji zadbano o zmniejszenie sygnatury cieplnej czołgu, który nawet dla ówczesnych prymitywnych urządzeń pracujących w podczerwieni był świetnie widocznym celem. Armia zdecydowała się zmienić silnik czołgu, mając nadzieję, że zdecydowanie zwiększy to efektywność pojazdu. W październiku 1953 roku rozpoczęto niezwykle szybko postępujące prace badawcze, których celem było zabudowanie w czołgu nowego silnika i układu przeniesienia napędu. Jako docelowe elementy wybrano nowy silnik Continental AVI-1790-8 i przekładnię XT-1400.

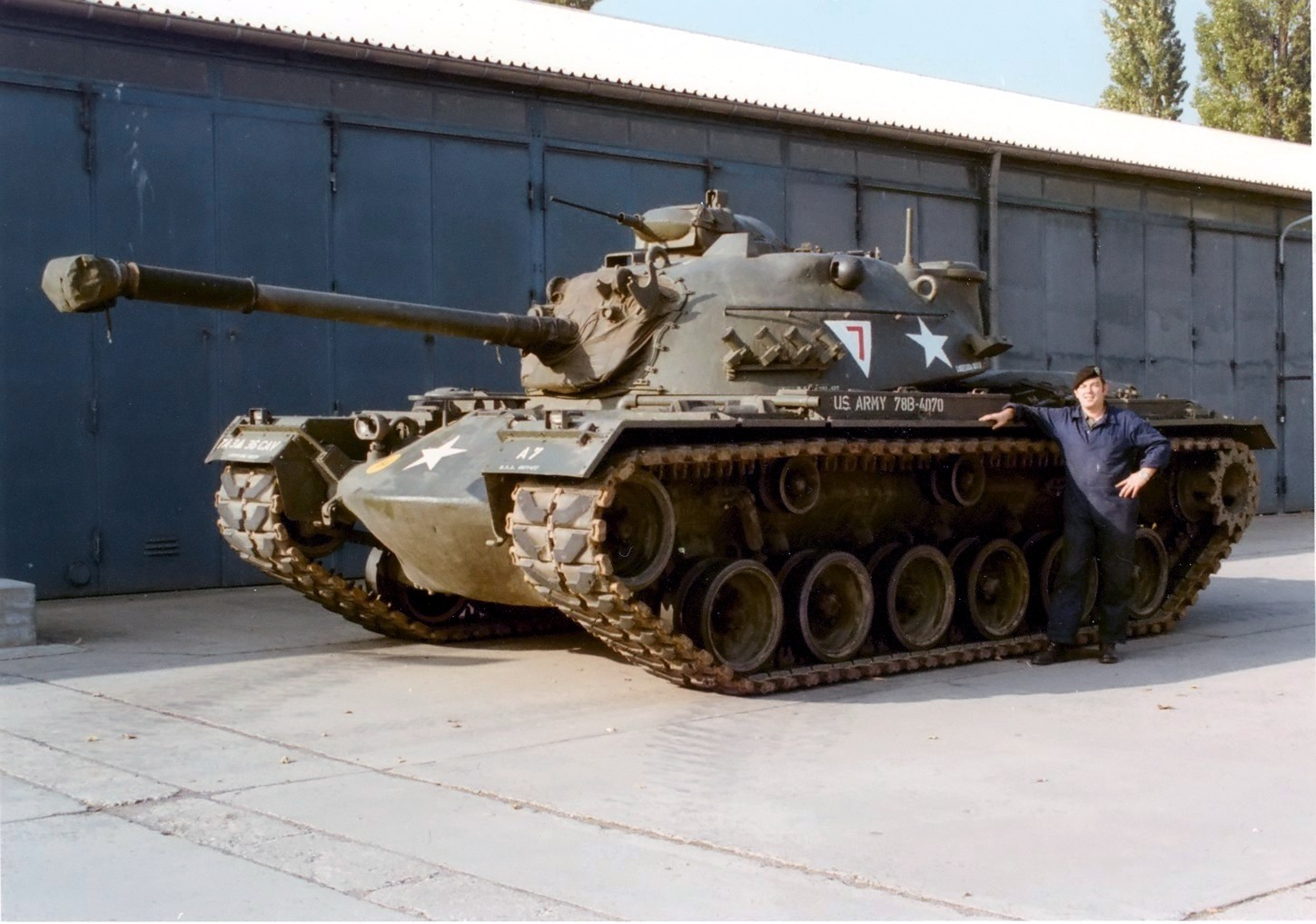
Nad malunkiem odwróconego białego trójkąta z cyfrą 7, widoczny przyrząd pomiarowy dalmierza, umieszczony pod pancerną osłoną

Okazało się, że konieczne było przeprojektowanie tylnej części kadłuba. W trakcie prób armia nie zaakceptowała nowych rozwiązań, podjęto więc decyzję o zamontowaniu innej przekładni – unowocześnionej CD-850-5. Już zmiana silnika, w którym gaźniki zastąpiono układem wtrysku paliwa, pozwoliła zwiększyć ilość zabieranego paliwa z 757 do 1270 litrów. Zmodyfikowany czołg oznaczono jako M48A2, wprowadzono go do produkcji w 1955 r. W trakcie służby okazało się, że nowy system zasilania paliwem jest tylko nieznacznie oszczędniejszy od poprzedniego, jednak zwiększenie zbiorników paliwa niemal dwukrotnie zwiększyło zasięg operacyjny czołgu. W porównaniu do wcześniejszych egzemplarzy wersji M48A2 miał przebudowany tył kadłuba – zdecydowano się na wprowadzenie podwójnych drzwi pancernych, aby ułatwić dostęp do silnika. Zmiana silnika wymusiła podniesienie górnej płyty nad układem napędowym (okazało się to konieczne dla zapewnienia odpowiedniego chłodzenia).

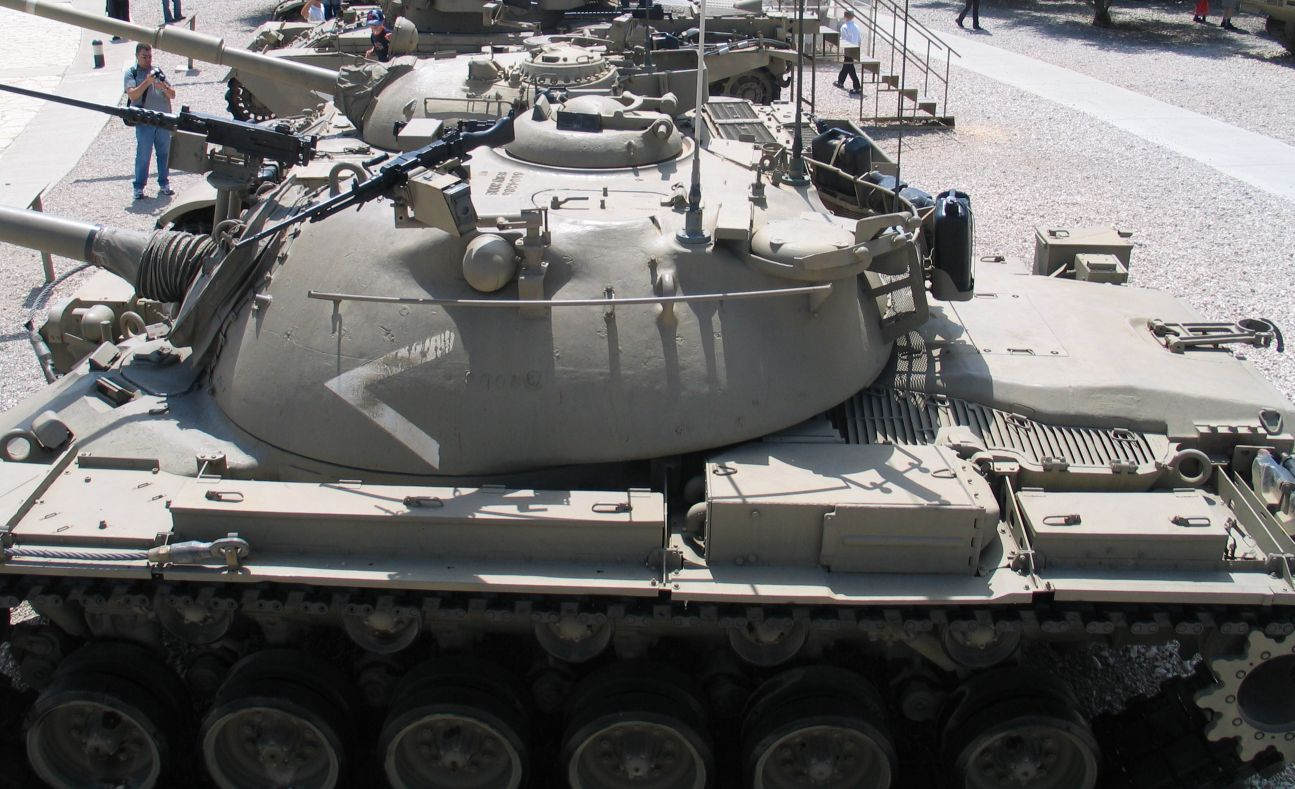
Wieża zaokrąglona, z przedłużonym tyłem, na którym umocowany był kosz do przewożenia ekwipunku

Jednocześnie usunięto większość żaluzji z pokrywy silnika, co znacznie zmniejszyło podczerwoną sygnaturę wozu. Ponadto mniejsze gabaryty silnika pozwoliły na przeniesienie wylotu spalin z górnej płyty pancerza na tył czołgu. Bardzo charakterystyczne kształt otrzymała tylna płyta kadłuba, na którą przeniesiono pudełkowate żaluzje przedziału silnikowego. To rozwiązanie zastosowano w kolejnych wersjach, a także w większości wczesnych wersji wozu M60. Kolejną widoczną zmianą w stosunku do wersji wcześniejszej było zmniejszenie liczby rolek napinających z pięciu do trzech (jedynie w wozach przeznaczonych dla korpusu marines wozy M48A2 były produkowane nadal z niezmienioną liczbą rolek). Zmianę tę wprowadzono, aby zmniejszyć wagę pojazdu. Po raz kolejny zmieniono także kształt błotników, których zakończenia w najnowszej wersji były płaskie. M48A2 był pierwszą wersją tego czołgu, w której wyeliminowano praktycznie wszystkie wady, które charakteryzowały egzemplarze wyprodukowane kilka lat wcześniej. W trakcie produkcji egzemplarzy seryjnych dokonano jeszcze jednej istotnej zmiany – na miejsce kłopotliwego dalmierza M13A1 wprowadzono M17C – dowódca do wykonywania dokładnych pomiarów celu otrzymał zbiegający się stereoskopowy dalmierz optyczny, którego działanie było podobne do kamery 35 mm. Poprzez ręczne manipulowanie przyrządami dalmierza, pryzmaty te były obracane, aż do momentu, kiedy obrazy z obu przyrządów zbiegały się w wizjerze dalmierza. Ponieważ dokładna odległość pomiędzy urządzeniami optycznymi była znana, zastosowanie odpowiednich wzorów trygonometrycznych pozwalało obliczyć odległość w metrach pomiędzy pojazdem a celem. Dane te były prezentowane na wskaźnikach dalmierza, a także wprowadzane do komputera balistycznego poprzez obracanie pokrętłem. Komputer balistyczny, jaki został użyty w tym pojeździe był tak naprawdę złożonymi w całość kilkoma niezależnymi od siebie podzespołami urządzeń – wiele danych trzeba było wprowadzać ręcznie, łącznie z parametrami celu oraz typem stosowanego pocisku. Przelicznik następnie łączył dane o odległości do celu z parametrami pocisku (każdy ze stosowanych typów miał różną prędkość wylotową) i przesyłał je do mechanizmów naprowadzających uzbrojenie. Komputer zbierał wprowadzone dane, wykonywał niezbędne obliczenia i w końcu automatycznie regulował ustawienie działa tak, aby pocisk doleciał do celu. Ruch działa odbywał się niezależnie od ustawionego wizjera działonowego, więc mógł on przez cały czas obserwować cel. Zgrana i dobrze przeszkolona załoga (podczas manewrów) była w stanie trafić za pierwszym razem w cel z 90% skutecznością, jednak wymagało to doskonałej komunikacji i pracy zespołowej. Dodatkowo dla tej wersji czołgu przewidziano zamontowanie odrzucanych zbiorników z paliwem, które zwiększały jego zasięg do 400 km. Doświadczona załoga była w stanie zatrzymać pojazd jadący około 30 km/h, namierzyć cel i trafić go z odległości około 1800 metrów w zaledwie 7 sekund. Ten system kierowania ogniem, jak na tamte czasy był jednym z najbardziej zaawansowanych i precyzyjnych. Wersję czołgu, zewnętrznie różniącą się tylko brakiem wolnego koła pasowego, oznaczono jako M48A2C. Produkcja obu tych wariantów czołgu M48 zakończyła się dopiero w 1959 roku.
| M48A2 | M48A2 | M48A2 | M48A2 | M48A2 | M48A2 | M48A2 | M48A2 |
| --- | --- | --- | --- | --- | --- | --- | --- |
| Data wprowadzenia | Data wprowadzenia | 1956 | 1956 | Liczba odebranych egzemplarzy | Liczba odebranych egzemplarzy | 2328 | 2328 |
| Producenci | Producenci | - ALCO Products, Inc. - Chrysler Corp. | - ALCO Products, Inc. - Chrysler Corp. | Załoga | Załoga | 4 osoby: - dowódca (prawa, tylna strona wieży) - działonowy (prawa, przednia strona wieży) - ładowniczy (lewa, tylna strona wieży) - kierowca (przednia, centralna strona kadłuba)             | 4 osoby: - dowódca (prawa, tylna strona wieży) - działonowy (prawa, przednia strona wieży) - ładowniczy (lewa, tylna strona wieży) - kierowca (przednia, centralna strona kadłuba)             |
| Wymiary: | | | | | | | |
| Masa bojowa | Masa bojowa | Masa bojowa | 47600 kg | Wysokość (do końca peryskopu kopuły dowódcy) | Wysokość (do końca peryskopu kopuły dowódcy) | Wysokość (do końca peryskopu kopuły dowódcy) | 308,9 cm |
| Długość kadłuba (bez działa, z błotnikami)                                                                                     | Długość kadłuba (bez działa, z błotnikami) | Długość kadłuba (bez działa, z błotnikami) | 687,1 cm | Odległość na jaką wystaje działo | Odległość na jaką wystaje działo | Odległość na jaką wystaje działo | 181 cm |
| Szerokość | Szerokość | Szerokość | 363,2 cm | Rozstaw osi | Rozstaw osi | Rozstaw osi | 292,1 cm |
| Prześwit | Prześwit | Prześwit | 41,9 cm | Wysokość umieszczenia działa od poziomu gruntu | Wysokość umieszczenia działa od poziomu gruntu | Wysokość umieszczenia działa od poziomu gruntu | ~200 cm |
| Średnica pierścienia wieży | Średnica pierścienia wieży | Średnica pierścienia wieży | 216 cm | Nacisk jednostkowy | Nacisk jednostkowy | Nacisk jednostkowy | 0,835 kg/cm² |
| Uzbrojenie: | | | | | | | |
| Typ | Umiejscowienie | Zapas amunicji | Kąt obrotu (tryb pracy) | Kąt obrotu (tryb pracy) | Prędkość obrotu | Kąt wychylenia | Prędkość wychylenia |
| 90mm działo M41 | wieżyczka | 64 sztuki | 360° (ręczny i elektryczno-hydrauliczny) | 360° (ręczny i elektryczno-hydrauliczny) | 24°/s | +19° ÷ -9° (ręczny i elektryczno-hydrauliczny) | 4°/s |
| km M2HB kalibru.50 (12,7 mm)                                                                                                   | kopuła M1 na wieży | 1360 sztuk | 360° (ręczny i hydrauliczny) | 360° (ręczny i hydrauliczny) | – | ręczny i hydrauliczny | – |
| km M73 kal. .30 (7,62 mm) | sprzężony współosiowo z działem | 5950 sztuk | 360° (ręczny i elektryczno-hydrauliczny) | 360° (ręczny i elektryczno-hydrauliczny) | 24°/s | +19° ÷ -9° (ręczny i elektryczno-hydrauliczny) | 4°/s |
| Dalmierz | | | | | | | |
| M13A1/M17C, stereoskopowy | | | | | | | |
| Noktowizor | | | | | | | |
| M24 (działający w podczerwieni), zintegrowany z peryskopem kierowcy                                                            | | | | | | | |
| Pancerz | | | | | | | |
| Kadłub | | | | | | | |
| Spawany z elementów odlewanych i płyt walcowanych.                                                                             | | | | | | | |
| Miejsce | Miejsce | Miejsce | Grubość | Grubość | Grubość | Kąt nachylenia | Kąt nachylenia |
| przód (górna część) | przód (górna część) | przód (górna część) | 110 mm | 110 mm | 110 mm | 60° | 60° |
| przód (dolna część) | przód (dolna część) | przód (dolna część) | 61 do 100 mm | 61 do 100 mm | 61 do 100 mm | 53° | 53° |
| boki (przednia część) | boki (przednia część) | boki (przednia część) | równowartość 76 mm | równowartość 76 mm | równowartość 76 mm | 0° | 0° |
| boki (tylna część) | boki (tylna część) | boki (tylna część) | równowartość 51 mm | równowartość 51 mm | równowartość 51 mm | 0° | 0° |
| tył (drzwi pancerne komory silnika)                                                                                            | tył (drzwi pancerne komory silnika) | tył (drzwi pancerne komory silnika) | równowartość 25 mm | równowartość 25 mm | równowartość 25 mm | 0° | 0° |
| tył (część niższa) | tył (część niższa) | tył (część niższa) | 30 do 41 mm | 30 do 41 mm | 30 do 41 mm | 30 do 60° | 30 do 60° |
| strop | strop | strop | 57,2 mm | 57,2 mm | 57,2 mm | 90° | 90° |
| dno (przednia część) | dno (przednia część) | dno (przednia część) | 38 mm | 38 mm | 38 mm | 90° | 90° |
| dno (tylna część) | dno (tylna część) | dno (tylna część) | 25 mm | 25 mm | 25 mm | 90° | 90° |
| Wieża | | | | | | | |
| Jednoelementowy odlew | | | | | | | |
| Płyta | Płyta | Płyta | Grubość | Grubość | Grubość | Kąt nachylenia | Kąt nachylenia |
| osłona jarzma działa | osłona jarzma działa | osłona jarzma działa | 110 mm | 110 mm | 110 mm | 30° | 30° |
| przód | przód | przód | równowartość 180 mm | równowartość 180 mm | równowartość 180 mm | 0° | 0° |
| boki | boki | boki | równowartość 76 mm | równowartość 76 mm | równowartość 76 mm | 0° | 0° |
| tył | tył | tył | równowartość 51 mm | równowartość 51 mm | równowartość 51 mm | 0° | 0° |
| strop | strop | strop | 25 mm | 25 mm | 25 mm | 90° | 90° |
| Układ napędowy | | | | | | | |
| Silnik | Continental AVI-1790-8, 12-cylindrowy, 4-suwowy, z wtryskiem paliwa, benzynowy (benzyna 80-oktanowa), widlasty o kącie rozwidlenia 90 stopni, chłodzony powietrzem o pojemności skokowej 29.4l | Continental AVI-1790-8, 12-cylindrowy, 4-suwowy, z wtryskiem paliwa, benzynowy (benzyna 80-oktanowa), widlasty o kącie rozwidlenia 90 stopni, chłodzony powietrzem o pojemności skokowej 29.4l | Continental AVI-1790-8, 12-cylindrowy, 4-suwowy, z wtryskiem paliwa, benzynowy (benzyna 80-oktanowa), widlasty o kącie rozwidlenia 90 stopni, chłodzony powietrzem o pojemności skokowej 29.4l | Continental AVI-1790-8, 12-cylindrowy, 4-suwowy, z wtryskiem paliwa, benzynowy (benzyna 80-oktanowa), widlasty o kącie rozwidlenia 90 stopni, chłodzony powietrzem o pojemności skokowej 29.4l | Continental AVI-1790-8, 12-cylindrowy, 4-suwowy, z wtryskiem paliwa, benzynowy (benzyna 80-oktanowa), widlasty o kącie rozwidlenia 90 stopni, chłodzony powietrzem o pojemności skokowej 29.4l | Continental AVI-1790-8, 12-cylindrowy, 4-suwowy, z wtryskiem paliwa, benzynowy (benzyna 80-oktanowa), widlasty o kącie rozwidlenia 90 stopni, chłodzony powietrzem o pojemności skokowej 29.4l | Continental AVI-1790-8, 12-cylindrowy, 4-suwowy, z wtryskiem paliwa, benzynowy (benzyna 80-oktanowa), widlasty o kącie rozwidlenia 90 stopni, chłodzony powietrzem o pojemności skokowej 29.4l |
| Moc | rzeczywista: 690 KM przy 2800 obr./min przewidywana: 825 KM przy 2800 obr./min | rzeczywista: 690 KM przy 2800 obr./min przewidywana: 825 KM przy 2800 obr./min | Moment obrotowy | rzeczywisty: 1993 Nm przy 2200 obr./min przewidywany: 2265 Nm przy 2200 obr./min | rzeczywisty: 1993 Nm przy 2200 obr./min przewidywany: 2265 Nm przy 2200 obr./min | Pojemność zbiorników paliwa | 1270 l |
| Transmisja | General Motors CD-850-5; 2 zakresy jazdy do przodu, 1 do tyłu | General Motors CD-850-5; 2 zakresy jazdy do przodu, 1 do tyłu | General Motors CD-850-5; 2 zakresy jazdy do przodu, 1 do tyłu | General Motors CD-850-5; 2 zakresy jazdy do przodu, 1 do tyłu | General Motors CD-850-5; 2 zakresy jazdy do przodu, 1 do tyłu | General Motors CD-850-5; 2 zakresy jazdy do przodu, 1 do tyłu | General Motors CD-850-5; 2 zakresy jazdy do przodu, 1 do tyłu |
| Układ kierowniczy | mechaniczny, kierownica | mechaniczny, kierownica | mechaniczny, kierownica | mechaniczny, kierownica | mechaniczny, kierownica | mechaniczny, kierownica | mechaniczny, kierownica |
| Układ hamulcowy | hamulce wielotarczowe | hamulce wielotarczowe | hamulce wielotarczowe | hamulce wielotarczowe | hamulce wielotarczowe | hamulce wielotarczowe | hamulce wielotarczowe |
| Układ zawieszenia | | | | | | | |
| Typ | Typ | Koła nośne | Koła nośne | Koła nośne | Rolki podtrzymujące | Rolki podtrzymujące | Rolki podtrzymujące |
| drążki skrętne | drążki skrętne | 6 sztuk (na stronę), resorowane niezależnie | 6 sztuk (na stronę), resorowane niezależnie | 6 sztuk (na stronę), resorowane niezależnie | 3 sztuki (na stronę) (zamówienia realizowane dla marines nadal posiadały 5 rolek) | 3 sztuki (na stronę) (zamówienia realizowane dla marines nadal posiadały 5 rolek) | 3 sztuki (na stronę) (zamówienia realizowane dla marines nadal posiadały 5 rolek) |
| Koło napędowe | Koło napędowe | Układ napinający gąsienice | Układ napinający gąsienice | Układ napinający gąsienice | Amortyzatory | Amortyzatory | Amortyzatory |
| 11-zębowe, umiejscowione z tyłu                                                                                                | 11-zębowe, umiejscowione z tyłu | koło napinające, umiejscowione z przodu; luźne koło pasowe umiejscowione pomiędzy ostatnim kołem nośnym a kołem napędowym (w wersji M48A2C zostało ono usunięte)                               | koło napinające, umiejscowione z przodu; luźne koło pasowe umiejscowione pomiędzy ostatnim kołem nośnym a kołem napędowym (w wersji M48A2C zostało ono usunięte)                               | koło napinające, umiejscowione z przodu; luźne koło pasowe umiejscowione pomiędzy ostatnim kołem nośnym a kołem napędowym (w wersji M48A2C zostało ono usunięte)                               | tak; przy pierwszym, drugim oraz szóstym kole nośnym | tak; przy pierwszym, drugim oraz szóstym kole nośnym | tak; przy pierwszym, drugim oraz szóstym kole nośnym |
| Układ gąsienicowy | | | | | | | |
| T97E2 | | | | | | | |
| zęby prowadzące umieszczone centralnie; ogniwa metalowe, z integralnymi nakładkami gumowymi, łączone przy pomocy dwóch szpilek | | | | | | | |
| Szerokość | 71 cm | Odstęp | 17,6 cm | Liczba ogniw | 79 | Długość linii kontaktu z podłożem | 400,1 cm |
| Osiągi | | | | | | | |
| Maksymalna prędkość na drodze                                                                                                  | Maksymalna prędkość na drodze | Maksymalna prędkość na drodze | 48 km/h | Pokonywanie rowów | Pokonywanie rowów | Pokonywanie rowów | o szerokości do 259 cm |
| Maksymalny przechył boczny | Maksymalny przechył boczny | Maksymalny przechył boczny | 40% | Maksymalny kąt podjazdu | Maksymalny kąt podjazdu | Maksymalny kąt podjazdu | 60% |
| Pokonywanie pionowych ścian | Pokonywanie pionowych ścian | Pokonywanie pionowych ścian | do wysokości 91 cm | Minimalny promień skrętu | Minimalny promień skrętu | Minimalny promień skrętu | – (wokół własnej osi) |
| Maksymalna głębokość brodzenia                                                                                                 | Maksymalna głębokość brodzenia | Maksymalna głębokość brodzenia | 100 cm | Zasięg | Zasięg | Zasięg | ~260 km |

### M48A3 (M48A1E2) (NSN2350-00-895-9154)

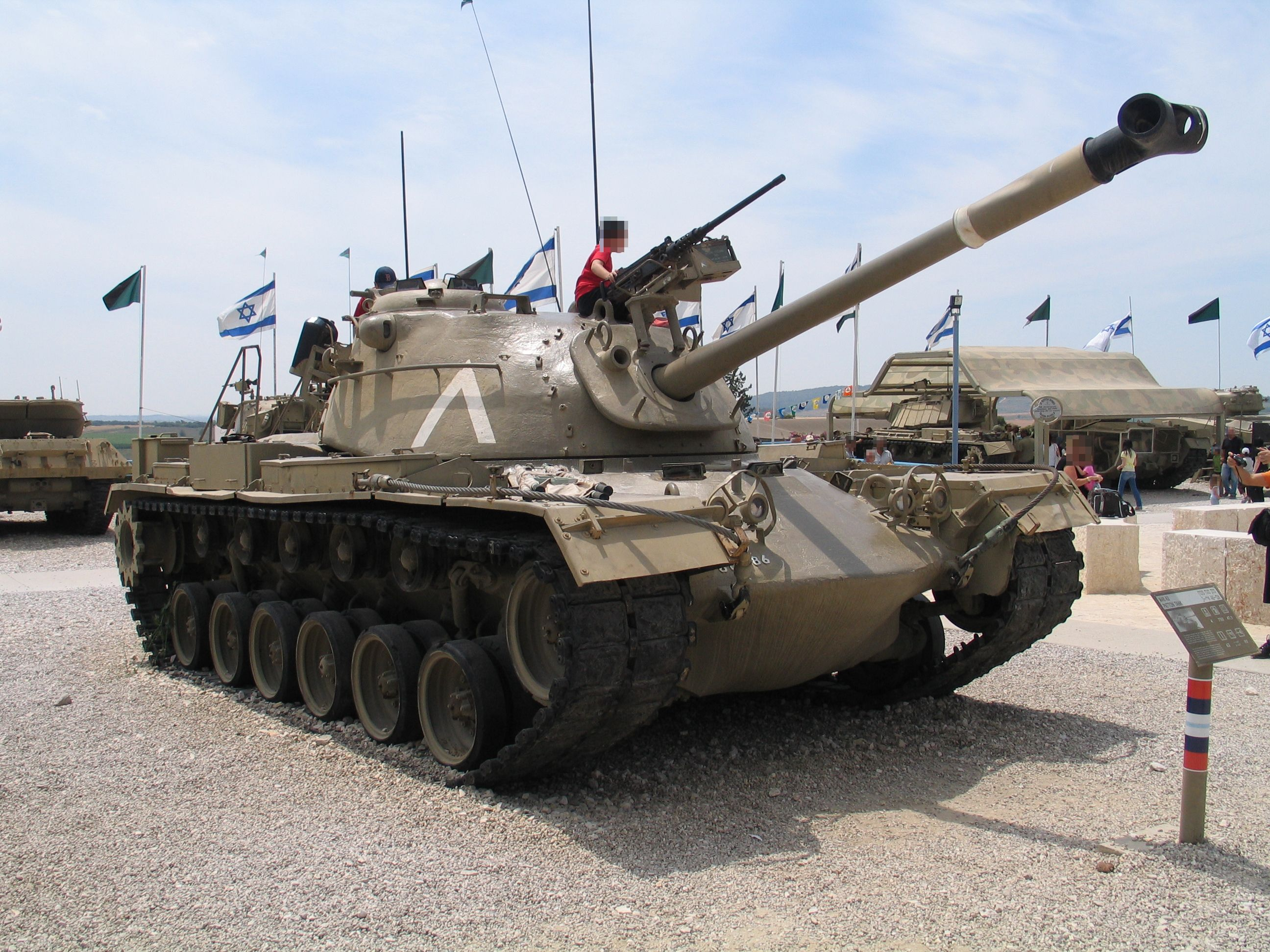
Wersja M48A3 posiadała ponownie pięć rolek powrotnych – zmniejszenie ich liczby do trzech w poprzedniej wersji wozu była charakterystyczną cechą pozwalającą już na pierwszy rzut oka odróżnić wozy USArmy (trzy rolki) od czołgów tej samej wersji korpusu marines (pięć rolek).

W połowie lat 50. wywiad amerykański zdobył dane na temat nowego radzieckiego czołgu T-54, który pod każdym względem górował nad Pattonami. Nie tylko był silniej uzbrojony, ale miał także lepsze opancerzenie. W związku z wprowadzeniem tego pojazdu do uzbrojenia wojsk ZSRR, armia USA zdecydowała się uruchomić program gruntownej modyfikacji głównego czołgu swoich sił zbrojnych. W jego wyniku skonstruowano czołg podobny do M48 Patton, uzbrojony jednak w armatę 105 mm, posiadający zmienioną wieżyczkę dowódcy, a także nowy silnik Diesla AVDS-1790-2. Po wprowadzeniu do produkcji oznaczono go symbolem M60, zakończono także produkcję wozu M48. Nie zaprzestano jednak dalszych modyfikacji tego pojazdu. Silnik zainstalowany w M60 okazał się tak dobry, że zdecydowano o zamontowaniu go w czołgach M48A1. Zaletą takiego rozwiązania było zdecydowane zmniejszenie skłonności do zapłonu silnika napędzanego olejem napędowym, zmniejszenie zużycia paliwa oraz standaryzacja jednostek napędowych w używanych wozach. Pierwsze sześć egzemplarzy rozpoczęło próby w marcu 1960 roku. Miesiąc później nowej wersji pojazdu nadano oficjalne oznaczenie M48A1E1. Miała ona kadłub podobny do wersji M48A2, natomiast w wieży zamontowano armatę 105 mm M68, z którą sprzężono współosiowo karabin maszynowy 7,62 mm. 

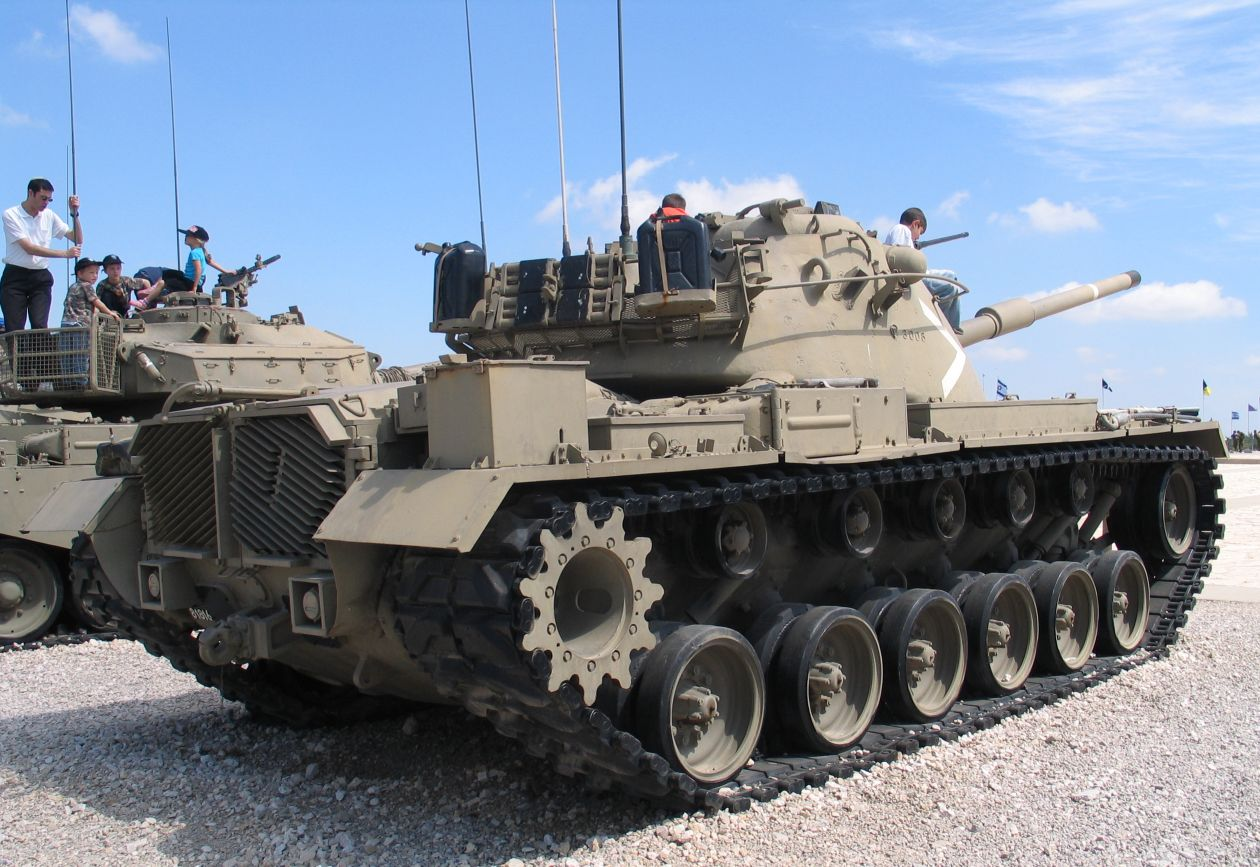
W późniejszych egzemplarzach M48A3, kosz z metalowych prętów, umocowany na tyle wieży, został dodatkowo osłonięty blachą. W koszu załoga przewoziła najczęściej części zapasowe, wyposażenie osobiste czy racje żywnościowe.

Zainstalowano także system celowniczy z M60, składający się ze stereoskopowego dalmierza, zmodyfikowanego komputera balistycznego i zmienionych przyrządów optycznych. Bez większych zmian pozostawiono natomiast układ jezdny. W wyniku prób okazało się, że tak zmieniony M48 nie tylko niemal dorównywał wozom M60, ale był także najlepszą z dotychczasowych wersji pojazdu M48. Armia podjęła więc decyzję o zmodernizowaniu około 600 sztuk M48A1, jedynie ze względów oszczędnościowych zdecydowano pozostawić starą armatę 90 mm (w magazynach posiadano bardzo duży zapas amunicji do tej armaty). Dwa z sześciu wozów testowych poddano ponownemu przezbrojeniu i nadano im oznaczenie M48A1E2. Dostawy tak zmodyfikowanych czołgów rozpoczęły się w lutym 1963 roku. Ogółem programowi modernizacyjnemu poddano około 600 M48 należących do armii i 419 maszyn korpusu marines. Wozy napędzane silnikami AVDS-1790-2A zewnętrznie odróżniały się od maszyn M48A2 dodatkowymi filtrami powietrza i ponownie dodanymi wolnymi kołami pasowymi. Nowa wersja cechowała się także zdecydowanie zwiększonym zasięgiem działania – duże zbiorniki wewnętrzne w połączeniu z dość oszczędną jednostką napędową pozwalały przejechać około 480 km. W trakcie eksploatacji, w wyniku doświadczeń polowych, zwłaszcza wyniesionych z walk w Wietnamie, wprowadzono dalsze ulepszenia, zmieniono m.in. hamulce i system uszczelnienia wieży. Na niektórych pojazdach zamontowano także nowy przyrząd obserwacyjny dowódcy – G-305.

#### M48A3 (Mod. B)
Dodano opancerzoną ramę żaluzji tylnych drzwi pancernych do komory silnika, a także osłony tylnych świateł pojazdu. Nieznacznie podniesiono także kopułę z włazem dowódcy.
| M48A3 | M48A3 | M48A3 | M48A3 | M48A3 | M48A3 | M48A3 | M48A3 |
| --- | --- | --- | --- | --- | --- | --- | --- |
| Data wprowadzenia | Data wprowadzenia | luty 1963 | luty 1963 | Liczba odebranych egzemplarzy | Liczba odebranych egzemplarzy | 1019 uzyskanych poprzez modernizację M48A1 | 1019 uzyskanych poprzez modernizację M48A1 |
| Producenci | Producenci | - Anniston Army Depot - Red River Army Depot | - Anniston Army Depot - Red River Army Depot | Załoga | Załoga | 4 osoby: - dowódca (prawa, tylna strona wieży) - działonowy (prawa, przednia strona wieży) - ładowniczy (lewa, tylna strona wieży) - kierowca (przednia, centralna strona kadłuba)                     | 4 osoby: - dowódca (prawa, tylna strona wieży) - działonowy (prawa, przednia strona wieży) - ładowniczy (lewa, tylna strona wieży) - kierowca (przednia, centralna strona kadłuba)                     |
| Wymiary: | | | | | | | |
| Masa bojowa | Masa bojowa | Masa bojowa | 48500 kg | Wysokość (do końca peryskopu kopuły dowódcy) | Wysokość (do końca peryskopu kopuły dowódcy) | Wysokość (do końca peryskopu kopuły dowódcy) | 328,4 cm |
| Długość kadłuba (bez działa, z błotnikami)                                                                                     | Długość kadłuba (bez działa, z błotnikami) | Długość kadłuba (bez działa, z błotnikami) | 687,1 cm | Odległość na jaką wystaje działo | Odległość na jaką wystaje działo | Odległość na jaką wystaje działo | 181 cm |
| Szerokość | Szerokość | Szerokość | 363,2 cm | Rozstaw osi | Rozstaw osi | Rozstaw osi | 292,1 cm |
| Prześwit | Prześwit | Prześwit | 41,9 cm | Wysokość umieszczenia działa od poziomu gruntu | Wysokość umieszczenia działa od poziomu gruntu | Wysokość umieszczenia działa od poziomu gruntu | ~200 cm |
| Średnica pierścienia wieży | Średnica pierścienia wieży | Średnica pierścienia wieży | 216 cm | Nacisk jednostkowy | Nacisk jednostkowy | Nacisk jednostkowy | 0,849 kg/cm² |
| Uzbrojenie: | | | | | | | |
| Typ | Umiejscowienie | Zapas amunicji | Kąt obrotu (tryb pracy) | Kąt obrotu (tryb pracy) | Prędkość obrotu | Kąt wychylenia | Prędkość wychylenia |
| 90mm działo M41 | wieżyczka | 62 sztuki | 360° (ręczny i elektryczno-hydrauliczny) | 360° (ręczny i elektryczno-hydrauliczny) | 24°/s | +19° ÷ -9° (ręczny i elektryczno-hydrauliczny) | 4°/s |
| km M2HB kalibru.50 (12,7 mm)                                                                                                   | kopuła M1 na wieży | 600 sztuk | 360° (ręczny i hydrauliczny) | 360° (ręczny i hydrauliczny) | – | ręczny i hydrauliczny | – |
| km M73 kal. .30 (7,62 mm) | sprzężony współosiowo z działem | 5900 sztuk | 360° (ręczny i elektryczno-hydrauliczny) | 360° (ręczny i elektryczno-hydrauliczny) | 24°/s | +19° ÷ -9° (ręczny i elektryczno-hydrauliczny) | 4°/s |
| Dalmierz | | | | | | | |
| M17A1, stereoskopowy | | | | | | | |
| Noktowizor | | | | | | | |
| M24 (działający w podczerwieni), zintegrowany z peryskopem kierowcy                                                            | | | | | | | |
| Pancerz | | | | | | | |
| Kadłub | | | | | | | |
| Spawany z elementów odlewanych i płyt walcowanych.                                                                             | | | | | | | |
| Miejsce | Miejsce | Miejsce | Grubość | Grubość | Grubość | Kąt nachylenia | Kąt nachylenia |
| przód (górna część) | przód (górna część) | przód (górna część) | 110 mm | 110 mm | 110 mm | 60° | 60° |
| przód (dolna część) | przód (dolna część) | przód (dolna część) | 61 do 100 mm | 61 do 100 mm | 61 do 100 mm | 53° | 53° |
| boki (przednia część) | boki (przednia część) | boki (przednia część) | równowartość 76 mm | równowartość 76 mm | równowartość 76 mm | 0° | 0° |
| boki (tylna część) | boki (tylna część) | boki (tylna część) | równowartość 51 mm | równowartość 51 mm | równowartość 51 mm | 0° | 0° |
| tył (drzwi pancerne komory silnika)                                                                                            | tył (drzwi pancerne komory silnika) | tył (drzwi pancerne komory silnika) | równowartość 25 mm | równowartość 25 mm | równowartość 25 mm | 0° | 0° |
| tył (część niższa) | tył (część niższa) | tył (część niższa) | 30 do 41 mm | 30 do 41 mm | 30 do 41 mm | 30 do 60° | 30 do 60° |
| strop | strop | strop | 57,2 mm | 57,2 mm | 57,2 mm | 90° | 90° |
| dno (przednia część) | dno (przednia część) | dno (przednia część) | 38 mm | 38 mm | 38 mm | 90° | 90° |
| dno (tylna część) | dno (tylna część) | dno (tylna część) | 25 mm | 25 mm | 25 mm | 90° | 90° |
| Wieża | | | | | | | |
| Jednoelementowy odlew. | | | | | | | |
| Płyta | Płyta | Płyta | Grubość | Grubość | Grubość | Kąt nachylenia | Kąt nachylenia |
| osłona jarzma działa | osłona jarzma działa | osłona jarzma działa | 110 mm | 110 mm | 110 mm | 30° | 30° |
| przód | przód | przód | równowartość 180 mm | równowartość 180 mm | równowartość 180 mm | 0° | 0° |
| boki | boki | boki | równowartość 76 mm | równowartość 76 mm | równowartość 76 mm | 0° | 0° |
| tył | tył | tył | równowartość 51 mm | równowartość 51 mm | równowartość 51 mm | 0° | 0° |
| strop | strop | strop | 25 mm | 25 mm | 25 mm | 90° | 90° |
| Układ napędowy | | | | | | | |
| Silnik | Continental AVDS-1790-2A, 12-cylindrowy, 4-suwowy, turbodoładowany, wysokoprężny (olej napędowy 40-oktanowy), widlasty o kącie rozwidlenia 90 stopni, chłodzony powietrzem o pojemności skokowej 29.4l | Continental AVDS-1790-2A, 12-cylindrowy, 4-suwowy, turbodoładowany, wysokoprężny (olej napędowy 40-oktanowy), widlasty o kącie rozwidlenia 90 stopni, chłodzony powietrzem o pojemności skokowej 29.4l | Continental AVDS-1790-2A, 12-cylindrowy, 4-suwowy, turbodoładowany, wysokoprężny (olej napędowy 40-oktanowy), widlasty o kącie rozwidlenia 90 stopni, chłodzony powietrzem o pojemności skokowej 29.4l | Continental AVDS-1790-2A, 12-cylindrowy, 4-suwowy, turbodoładowany, wysokoprężny (olej napędowy 40-oktanowy), widlasty o kącie rozwidlenia 90 stopni, chłodzony powietrzem o pojemności skokowej 29.4l | Continental AVDS-1790-2A, 12-cylindrowy, 4-suwowy, turbodoładowany, wysokoprężny (olej napędowy 40-oktanowy), widlasty o kącie rozwidlenia 90 stopni, chłodzony powietrzem o pojemności skokowej 29.4l | Continental AVDS-1790-2A, 12-cylindrowy, 4-suwowy, turbodoładowany, wysokoprężny (olej napędowy 40-oktanowy), widlasty o kącie rozwidlenia 90 stopni, chłodzony powietrzem o pojemności skokowej 29.4l | Continental AVDS-1790-2A, 12-cylindrowy, 4-suwowy, turbodoładowany, wysokoprężny (olej napędowy 40-oktanowy), widlasty o kącie rozwidlenia 90 stopni, chłodzony powietrzem o pojemności skokowej 29.4l |
| Moc | rzeczywista: 643 KM przy 2400 obr./min przewidywana: 750 KM przy 2400 obr./min | rzeczywista: 643 KM przy 2400 obr./min przewidywana: 750 KM przy 2400 obr./min | Moment obrotowy | rzeczywisty: 2136 Nm przy 1750 obr./min przewidywany: 2319 Nm przy 1800 obr./min | rzeczywisty: 2136 Nm przy 1750 obr./min przewidywany: 2319 Nm przy 1800 obr./min | Pojemność zbiorników paliwa | 1460 l |
| Transmisja | General Motors CD-850-6A; 2 zakresy jazdy do przodu, 1 do tyłu | General Motors CD-850-6A; 2 zakresy jazdy do przodu, 1 do tyłu | General Motors CD-850-6A; 2 zakresy jazdy do przodu, 1 do tyłu | General Motors CD-850-6A; 2 zakresy jazdy do przodu, 1 do tyłu | General Motors CD-850-6A; 2 zakresy jazdy do przodu, 1 do tyłu | General Motors CD-850-6A; 2 zakresy jazdy do przodu, 1 do tyłu | General Motors CD-850-6A; 2 zakresy jazdy do przodu, 1 do tyłu |
| Układ kierowniczy | mechaniczny, kierownica | mechaniczny, kierownica | mechaniczny, kierownica | mechaniczny, kierownica | mechaniczny, kierownica | mechaniczny, kierownica | mechaniczny, kierownica |
| Układ hamulcowy | hamulce wielotarczowe | hamulce wielotarczowe | hamulce wielotarczowe | hamulce wielotarczowe | hamulce wielotarczowe | hamulce wielotarczowe | hamulce wielotarczowe |
| Układ zawieszenia | | | | | | | |
| Typ | Typ | Koła nośne | Koła nośne | Koła nośne | Rolki podtrzymujące | Rolki podtrzymujące | Rolki podtrzymujące |
| drążki skrętne | drążki skrętne | 6 sztuk (na stronę), resorowane niezależnie | 6 sztuk (na stronę), resorowane niezależnie | 6 sztuk (na stronę), resorowane niezależnie | 5 sztuki (na stronę) | 5 sztuki (na stronę) | 5 sztuki (na stronę) |
| Koło napędowe | Koło napędowe | Układ napinający gąsienice | Układ napinający gąsienice | Układ napinający gąsienice | Amortyzatory | Amortyzatory | Amortyzatory |
| 11-zębowe, umiejscowione z tyłu                                                                                                | 11-zębowe, umiejscowione z tyłu | koło napinające, umiejscowione z przodu | koło napinające, umiejscowione z przodu | koło napinające, umiejscowione z przodu | tak; przy pierwszym, drugim oraz szóstym kole nośnym | tak; przy pierwszym, drugim oraz szóstym kole nośnym | tak; przy pierwszym, drugim oraz szóstym kole nośnym |
| Układ gąsienicowy | | | | | | | |
| T97E2 | | | | | | | |
| zęby prowadzące umieszczone centralnie; ogniwa metalowe, z integralnymi nakładkami gumowymi, łączone przy pomocy dwóch szpilek | | | | | | | |
| Szerokość | 71 cm | Odstęp | 17,6 cm | Liczba ogniw | 79 | Długość linii kontaktu z podłożem | 400,1 cm |
| Osiągi | | | | | | | |
| Maksymalna prędkość na drodze                                                                                                  | Maksymalna prędkość na drodze | Maksymalna prędkość na drodze | 48 km/h | Pokonywanie rowów | Pokonywanie rowów | Pokonywanie rowów | o szerokości do 259 cm |
| Maksymalny przechył boczny | Maksymalny przechył boczny | Maksymalny przechył boczny | 40% | Maksymalny kąt podjazdu | Maksymalny kąt podjazdu | Maksymalny kąt podjazdu | 60% |
| Pokonywanie pionowych ścian | Pokonywanie pionowych ścian | Pokonywanie pionowych ścian | do wysokości 91 cm | Minimalny promień skrętu | Minimalny promień skrętu | Minimalny promień skrętu | – (wokół własnej osi) |
| Maksymalna głębokość brodzenia                                                                                                 | Maksymalna głębokość brodzenia | Maksymalna głębokość brodzenia | 120 cm | Zasięg | Zasięg | Zasięg | ~480 km |

### M48A4

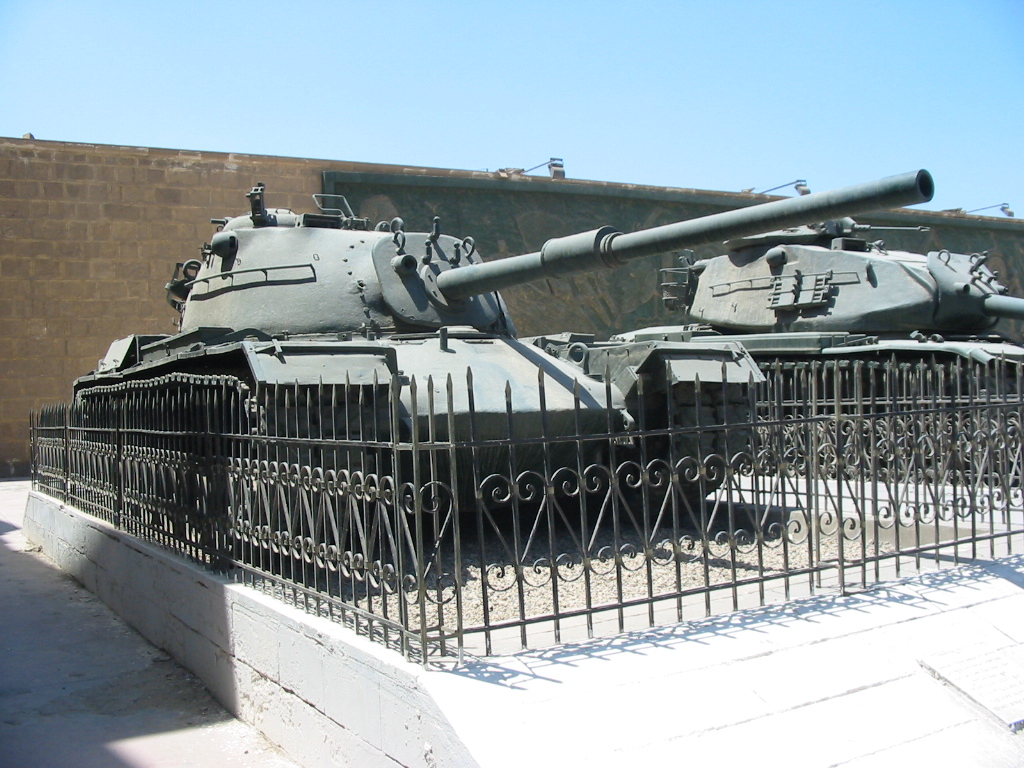

Na początku lat 60. dowództwo armii USA wprowadziło projekt przezbrojenia części czołgów M60 w wieżę pozwalającą na wykorzystanie systemu rakietowego Shillelagh. Gdyby projekt doszedł do skutku, zwolniłyby się bardzo liczne nowe wieże czołgów M60 z wbudowaną w nie armatą 105 mm. Powstał wtedy projekt ich zamontowania na starszych czołgach M48A1, które poddano by jednoczesnej modernizacji do standardu M48A3 za pomocą gotowych zestawów modernizacyjnych. Wykonano dwa prototypy takiej modernizacji, oznaczonej symbolem M48A1E3, po czym po przeprowadzeniu prób zdecydowano o podjęciu modernizacji oznaczonej M48A4. Z powodu trudności we wdrożeniu programu Shillelagh do realizacji tej wersji jednak nie doszło. Choć pojazd programu Shillelagh ostatecznie wszedł do produkcji, zmiana uzbrojenia starszych M48 została wprowadzona w innym trybie. Nazwy M48A4 praktycznie nie używano w odniesieniu do czołgów amerykańskich.
Nazwa M48A4 pojawia się w źródłach w odniesieniu do zmodyfikowanych czołgów Patton użytkowanych w Izraelu. Na początku lat 60. rząd Izraela zabiegał o dostarczenie dużej liczby M48, mających być przeciwwagą dla egipskich i syryjskich T-54. Oficjalnie rząd Stanów Zjednoczonych nie zgodził się na sprzedaż tych wozów, jednak w wyniku tajnej operacji do Izraela dotarło 106 wozów M48A2 i M48A2C2 z RFN. Oczywiście te wozy były gorsze od wyprodukowanych w ZSRR T-54 – miały przede wszystkim słabsze armaty. Poddano je modernizacji polegającej na przezbrojeniu w armaty M66 kalibru 105 mm, jednak do chwili wybuchu wojny w 1967 r. zdołano zmodernizować w ten sposób zaledwie kilka czołgów. Po jej zakończeniu rząd USA zmienił stanowisko w sprawie dostaw broni dla Izraela i państwo to otrzymało blisko tysiąc czołgów M48A2. Armia izraelska zdecydowała wówczas o modernizacji całego posiadanego parku tych maszyn. Zmieniono im silniki (na wysokoprężne AVDS-1790-2A) i armatę (na 105 mm M66). Wprowadzono zupełnie nową wieżyczkę dowódcy – nowy element był znacznie niższy i bardziej przestronny, wyglądem przypominał nieco wieżyczkę montowaną w pierwszej produkcyjnej serii M48. Wymianie uległ karabin maszynowy montowany na wieży – Izraelczycy zamontowali tam broń kalibru.30, uważając, że jest ona bardziej skuteczna przeciwko celom żywym i nieopancerzonym.

### M48A5 (NSN2350-00-582-5595)

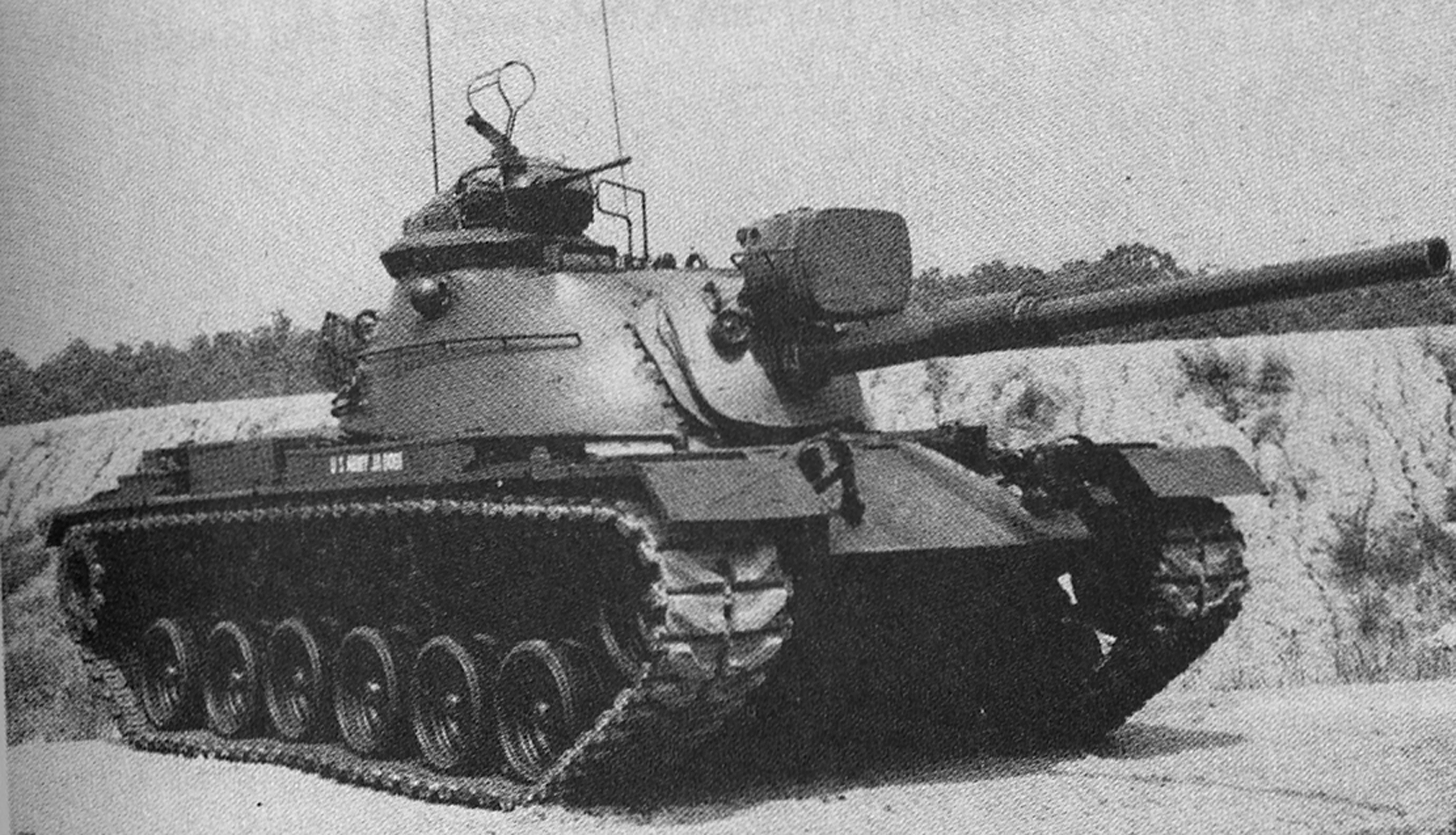
Bezpośrednio nad jarzmem armaty często montowany był silny reflektor światła białego/podczerwonego, pozwalający na oświetlenie i podświetlenie celów.

Pierwsza połowa lat 70. przyniosła kolejny kryzys sił pancernych Stanów Zjednoczonych, wywołany trzema czynnikami. Pierwszym z nich było niepowodzenie programu MBT-70, kosztownego zarówno ekonomicznie, jak i politycznie. Drugim były opóźnienia w produkcji czołgu M60A2, natomiast trzecim konieczność wzmocnienia sił pancernych, zwłaszcza w Europie, poważnie uszczuplonych przekazaniem niemal 1000 wozów M48A2 Izraelowi, który musiał uzupełnić straty poniesione w trakcie wojny sześciodniowej i wojny Jom Kipur. Zdecydowano, że najszybszym sposobem uzupełnienia braków będzie doprowadzenie maszyn standardu M48 do standardu M60A1. Tak powstały wóz oznaczono M48A5. Programem modernizacyjnym objęto pozostające w rezerwie sprzętowej czołgi M48, M48A1 i M48A2, a także służące w jednostkach czynnych M48A4. Modernizacja tych ostatnich była stosunkowo prosta, wymagała jedynie wymiany uzbrojenia głównego i zastosowania 11 zestawów części. Inaczej sprawa wyglądała w przypadku przebudowy najstarszych czołgów. W przypadku M48 i M48A1 zmienić należało także silnik (zmodernizowane wozy otrzymały silnik AVDS-1790-2D), a co za tym idzie, każdy wóz musiał mieć zmieniony tył kadłuba. W trakcie modernizacji praktycznie wszystkie pojazdy (także te przebudowane wcześniej) otrzymały wiele dodatkowych usprawnień, np. wieżę podobną do tej zmodyfikowanej przez Izraelczyków. Opierając się na doświadczeniach wietnamskich i z wojen bliskowschodnich, karabin maszynowy.50 zamieniono na karabin maszynowy M60D kalibru 7,62 mm. Poza tymi zmianami głównym założeniem była zmiana uzbrojenia głównego na 105 mm armatę M68 (brytyjska armata L7 firmy Royal Ordnance Factory, produkowana na licencji w Stanach Zjednoczonych), wyposażona w przedmuchiwacz. Ulepszono także system kierowania ogniem. Już na początku 1976 roku M48A5 zaczął trafiać do jednostek rezerwowych i Gwardii Narodowej. Otrzymały go także regularne oddziały wojsk pancernych, ale tylko te stacjonujące w Korei Południowej. Ocenia się, że przebudowie do standardu M48A5 poddano 2069 wozów. Warto też zaznaczyć, że dla niektórych z czołgów modernizowanych do standardu M48A5 była to już trzecia przebudowa.
| M48A5 | M48A5 | M48A5 | M48A5 | M48A5 | M48A5 | M48A5 | M48A5 |
| --- | --- | --- | --- | --- | --- | --- | --- |
| Data wprowadzenia | Data wprowadzenia | październik 1975 | październik 1975 | Liczba odebranych egzemplarzy | Liczba odebranych egzemplarzy | 2069 uzyskanych poprzez modernizację M48A1 oraz M48A3 | 2069 uzyskanych poprzez modernizację M48A1 oraz M48A3 |
| Producenci | Producenci | Anniston Army Depot | Anniston Army Depot | Załoga | Załoga | 4 osoby: - dowódca (prawa, tylna strona wieży) - działonowy (prawa, przednia strona wieży) - ładowniczy (lewa, tylna strona wieży) - kierowca (przednia, centralna strona kadłuba)                     | 4 osoby: - dowódca (prawa, tylna strona wieży) - działonowy (prawa, przednia strona wieży) - ładowniczy (lewa, tylna strona wieży) - kierowca (przednia, centralna strona kadłuba)                     |
| Wymiary: | | | | | | | |
| Masa bojowa | Masa bojowa | Masa bojowa | 49000 kg | Wysokość (do końca peryskopu kopuły dowódcy) | Wysokość (do końca peryskopu kopuły dowódcy) | Wysokość (do końca peryskopu kopuły dowódcy) | 306,1 cm |
| Długość kadłuba (bez działa, z błotnikami)                                                                                     | Długość kadłuba (bez działa, z błotnikami) | Długość kadłuba (bez działa, z błotnikami) | 687,1 cm | Odległość na jaką wystaje działo | Odległość na jaką wystaje działo | Odległość na jaką wystaje działo | 244 cm |
| Szerokość | Szerokość | Szerokość | 363,2 cm | Rozstaw osi | Rozstaw osi | Rozstaw osi | 292,1 cm |
| Prześwit | Prześwit | Prześwit | 41,9 cm | Wysokość umieszczenia działa od poziomu gruntu | Wysokość umieszczenia działa od poziomu gruntu | Wysokość umieszczenia działa od poziomu gruntu | ~200 cm |
| Średnica pierścienia wieży | Średnica pierścienia wieży | Średnica pierścienia wieży | 216 cm | Nacisk jednostkowy | Nacisk jednostkowy | Nacisk jednostkowy | 0,856 kg/cm² |
| Uzbrojenie: | | | | | | | |
| Typ | Umiejscowienie | Zapas amunicji | Kąt obrotu (tryb pracy) | Kąt obrotu (tryb pracy) | Prędkość obrotu | Kąt wychylenia | Prędkość wychylenia |
| 105mm działo M68 | wieżyczka | 54 sztuki (19 uzbrojonych) | 360° (ręczny i hydrauliczny) | 360° (ręczny i hydrauliczny) | 24°/s | +19° ÷ -9° (ręczny i hydrauliczny) | 4°/s |
| 2 km M60D kalibru.30 (7,62 mm)                                                                                                 | montowany na podstawach słupkowych na wieży(jako karabin plot; demontowalny) | 10000 sztuk | 360° (ręczny) | 360° (ręczny) | – | ręczny | – |
| km M219 lub M240 kal. .30 (7,62 mm)                                                                                            | sprzężony współosiowo z działem | 10000 sztuk | 360° (ręczny i hydrauliczny) | 360° (ręczny i hydrauliczny) | 24°/s | +19° ÷ -9° (ręczny i hydrauliczny) | 4°/s |
| Dalmierz | | | | | | | |
| M17B1C, stereoskopowy | | | | | | | |
| Noktowizor | | | | | | | |
| M24 (działający w podczerwieni), zintegrowany z peryskopem kierowcy                                                            | | | | | | | |
| Pancerz | | | | | | | |
| Kadłub | | | | | | | |
| Spawany z elementów odlewanych i płyt walcowanych.                                                                             | | | | | | | |
| Miejsce | Miejsce | Miejsce | Grubość | Grubość | Grubość | Kąt nachylenia | Kąt nachylenia |
| przód (górna część) | przód (górna część) | przód (górna część) | 110 mm | 110 mm | 110 mm | 60° | 60° |
| przód (dolna część) | przód (dolna część) | przód (dolna część) | 61 do 100 mm | 61 do 100 mm | 61 do 100 mm | 53° | 53° |
| boki (przednia część) | boki (przednia część) | boki (przednia część) | równowartość 76 mm | równowartość 76 mm | równowartość 76 mm | 0° | 0° |
| boki (tylna część) | boki (tylna część) | boki (tylna część) | równowartość 51 mm | równowartość 51 mm | równowartość 51 mm | 0° | 0° |
| tył (drzwi pancerne komory silnika)                                                                                            | tył (drzwi pancerne komory silnika) | tył (drzwi pancerne komory silnika) | równowartość 25 mm | równowartość 25 mm | równowartość 25 mm | 0° | 0° |
| tył (część niższa) | tył (część niższa) | tył (część niższa) | 30 do 41 mm | 30 do 41 mm | 30 do 41 mm | 30 do 60° | 30 do 60° |
| strop | strop | strop | 57,2 mm | 57,2 mm | 57,2 mm | 90° | 90° |
| dno (przednia część) | dno (przednia część) | dno (przednia część) | 38 mm | 38 mm | 38 mm | 90° | 90° |
| dno (tylna część) | dno (tylna część) | dno (tylna część) | 25 mm | 25 mm | 25 mm | 90° | 90° |
| Wieża | | | | | | | |
| Jednoelementowy odlew. | | | | | | | |
| Płyta | Płyta | Płyta | Grubość | Grubość | Grubość | Kąt nachylenia | Kąt nachylenia |
| osłona jarzma działa | osłona jarzma działa | osłona jarzma działa | 110 mm | 110 mm | 110 mm | 30° | 30° |
| przód | przód | przód | równowartość 180 mm | równowartość 180 mm | równowartość 180 mm | 0° | 0° |
| boki | boki | boki | równowartość 76 mm | równowartość 76 mm | równowartość 76 mm | 0° | 0° |
| tył | tył | tył | równowartość 51 mm | równowartość 51 mm | równowartość 51 mm | 0° | 0° |
| strop | strop | strop | 25 mm | 25 mm | 25 mm | 90° | 90° |
| Układ napędowy | | | | | | | |
| Silnik | Continental AVDS-1790-2D, 12-cylindrowy, 4-suwowy, turbodoładowany, wysokoprężny (olej napędowy 40-oktanowy), widlasty o kącie rozwidlenia 90 stopni, chłodzony powietrzem o pojemności skokowej 29.4l | Continental AVDS-1790-2D, 12-cylindrowy, 4-suwowy, turbodoładowany, wysokoprężny (olej napędowy 40-oktanowy), widlasty o kącie rozwidlenia 90 stopni, chłodzony powietrzem o pojemności skokowej 29.4l | Continental AVDS-1790-2D, 12-cylindrowy, 4-suwowy, turbodoładowany, wysokoprężny (olej napędowy 40-oktanowy), widlasty o kącie rozwidlenia 90 stopni, chłodzony powietrzem o pojemności skokowej 29.4l | Continental AVDS-1790-2D, 12-cylindrowy, 4-suwowy, turbodoładowany, wysokoprężny (olej napędowy 40-oktanowy), widlasty o kącie rozwidlenia 90 stopni, chłodzony powietrzem o pojemności skokowej 29.4l | Continental AVDS-1790-2D, 12-cylindrowy, 4-suwowy, turbodoładowany, wysokoprężny (olej napędowy 40-oktanowy), widlasty o kącie rozwidlenia 90 stopni, chłodzony powietrzem o pojemności skokowej 29.4l | Continental AVDS-1790-2D, 12-cylindrowy, 4-suwowy, turbodoładowany, wysokoprężny (olej napędowy 40-oktanowy), widlasty o kącie rozwidlenia 90 stopni, chłodzony powietrzem o pojemności skokowej 29.4l | Continental AVDS-1790-2D, 12-cylindrowy, 4-suwowy, turbodoładowany, wysokoprężny (olej napędowy 40-oktanowy), widlasty o kącie rozwidlenia 90 stopni, chłodzony powietrzem o pojemności skokowej 29.4l |
| Moc | rzeczywista: 643 KM przy 2400 obr./min przewidywana: 750 KM przy 2400 obr./min | rzeczywista: 643 KM przy 2400 obr./min przewidywana: 750 KM przy 2400 obr./min | Moment obrotowy | rzeczywisty: 2136 Nm przy 1750 obr./min przewidywany: 2319 Nm przy 1800 obr./min | rzeczywisty: 2136 Nm przy 1750 obr./min przewidywany: 2319 Nm przy 1800 obr./min | Pojemność zbiorników paliwa | 1460 l |
| Transmisja | General Motors CD-850-6A; 2 zakresy jazdy do przodu, 1 do tyłu | General Motors CD-850-6A; 2 zakresy jazdy do przodu, 1 do tyłu | General Motors CD-850-6A; 2 zakresy jazdy do przodu, 1 do tyłu | General Motors CD-850-6A; 2 zakresy jazdy do przodu, 1 do tyłu | General Motors CD-850-6A; 2 zakresy jazdy do przodu, 1 do tyłu | General Motors CD-850-6A; 2 zakresy jazdy do przodu, 1 do tyłu | General Motors CD-850-6A; 2 zakresy jazdy do przodu, 1 do tyłu |
| Układ kierowniczy | mechaniczny, kierownica | mechaniczny, kierownica | mechaniczny, kierownica | mechaniczny, kierownica | mechaniczny, kierownica | mechaniczny, kierownica | mechaniczny, kierownica |
| Układ hamulcowy | hamulce wielotarczowe | hamulce wielotarczowe | hamulce wielotarczowe | hamulce wielotarczowe | hamulce wielotarczowe | hamulce wielotarczowe | hamulce wielotarczowe |
| Układ zawieszenia | | | | | | | |
| Typ | Typ | Koła nośne | Koła nośne | Koła nośne | Rolki podtrzymujące | Rolki podtrzymujące | Rolki podtrzymujące |
| drążki skrętne | drążki skrętne | 6 sztuk (na stronę), resorowane niezależnie | 6 sztuk (na stronę), resorowane niezależnie | 6 sztuk (na stronę), resorowane niezależnie | 5 sztuki (na stronę) | 5 sztuki (na stronę) | 5 sztuki (na stronę) |
| Koło napędowe | Koło napędowe | Układ napinający gąsienice | Układ napinający gąsienice | Układ napinający gąsienice | Amortyzatory | Amortyzatory | Amortyzatory |
| 11-zębowe, umiejscowione z tyłu                                                                                                | 11-zębowe, umiejscowione z tyłu | koło napinające, umiejscowione z przodu | koło napinające, umiejscowione z przodu | koło napinające, umiejscowione z przodu | tak; przy pierwszym, drugim oraz szóstym kole nośnym | tak; przy pierwszym, drugim oraz szóstym kole nośnym | tak; przy pierwszym, drugim oraz szóstym kole nośnym |
| Układ gąsienicowy | | | | | | | |
| T97E2 | | | | | | | |
| zęby prowadzące umieszczone centralnie; ogniwa metalowe, z integralnymi nakładkami gumowymi, łączone przy pomocy dwóch szpilek | | | | | | | |
| Szerokość | 71 cm | Odstęp | 17,6 cm | Liczba ogniw | 79 | Długość linii kontaktu z podłożem | 400,1 cm |
| T142 | | | | | | | |
| zęby prowadzące umieszczone centralnie; ogniwa metalowe, z wymiennymi nakładkami gumowymi, łączone przy pomocy dwóch szpilek   | | | | | | | |
| Szerokość | 71 cm | Odstęp | 17,6 cm | Liczba ogniw | 78-79 | Długość linii kontaktu z podłożem | 400,1 cm |
| Osiągi | | | | | | | |
| Maksymalna prędkość na drodze                                                                                                  | Maksymalna prędkość na drodze | Maksymalna prędkość na drodze | 48 km/h | Pokonywanie rowów | Pokonywanie rowów | Pokonywanie rowów | o szerokości do 259 cm |
| Maksymalny przechył boczny | Maksymalny przechył boczny | Maksymalny przechył boczny | 40% | Maksymalny kąt podjazdu | Maksymalny kąt podjazdu | Maksymalny kąt podjazdu | 60% |
| Pokonywanie pionowych ścian | Pokonywanie pionowych ścian | Pokonywanie pionowych ścian | do wysokości 91 cm | Minimalny promień skrętu | Minimalny promień skrętu | Minimalny promień skrętu | – (wokół własnej osi) |
| Maksymalna głębokość brodzenia                                                                                                 | Maksymalna głębokość brodzenia | Maksymalna głębokość brodzenia | 120 cm | Zasięg | Zasięg | Zasięg | ~480 km |

### Rozmieszczenie amunicji na przykładzie wozów w wersji M48A3 i M48A5
| M48A3 | M48A5 |
| --- | --- |
| | |
| Diagram prezentujący rozmieszczenie amunicji w późnych egzemplarzach M48A3 pochodzący z instrukcji wozu. Daje to nam ogólny obraz rozmieszczenia oraz ilości amunicji na pokładzie czołgu Patton. Schemat ten nie zmienił się zbytnio od poprzednich wersji czołgu. Amunicja dla uzbrojenia głównego nadal przechowywana była w poziomych tubach znajdujących po obu stronach kierowcy – 11 sztuk po jego lewej stronie i 19 po prawej. W wieży, na jej lewej stronie, w tyle umieszczono 8 sztuk amunicji dla armaty 90 mm, oraz kolejne 16, które przechowywane były w skrytce w dnie wieży, po lewej stronie łoża armaty (były to pociski uzbrojone, gotowe do użycia). Osiem dodatkowych sztuk amunicji znajdowało się w poziomym schowku, umieszczonym pod działem. Dawało to w sumie 62 sztuki pocisków dla armaty kalibru 90 mm. Wersje poprzednie różniły się ilością pocisków, jakie można była przechowywać w czołgu: w przypadku wersji M48A2 były to 64 sztuki, natomiast w M48 oraz M48A1 – 60. Amunicję dla karabinu maszynowego kalibru.50 umieszczono z tyłu wieżyczki oraz w skrytce w dnie czołgu; razem z załadowanym km-em dawało to zapas amunicji w liczbie 600 sztuk. Amunicję dla karabinu maszynowego kal. 7,62 sprzężonego z działem rozmieszczono w następujących miejscach: po prawej stronie od ładowniczego działa, w skrytce w dnie czołgu oraz w przedniej części wieży, po lewej stronie – łącznie 5900 sztuk. Na ilustracji przedstawiono również przyjęte miejsca przechowywania amunicji innej niż przeznaczona dla uzbrojenia czołgu. Oprócz amunicji dla działa głównego, karabinów maszynowych kal. 7,62 i.50 przewidziano także oddzielne miejsce (w tylnej części wieży) dla granatów ręcznych oraz na skrzynki z amunicją do pistoletów maszynowych M3 załogi. | Diagram zamieszczony w instrukcji wozu przedstawia gdzie przechowywano amunicję dla działa kalibru 105 mm w wieży i kadłubie czołgu. Ogólne rozmieszczenie jest dość podobne do tego z wcześniejszych wersji z działem o mniejszym kalibrze, poczyniono jednak niewielkie zmiany. Jedynie pięć pocisków umieszczono poziomo pod częścią zamkową działa. Zmniejszyła się także liczba przechowywanych pocisków po stronie prawej i lewej kierowcy do odpowiednio: 9 i 12. W porównaniu do wcześniejszych wersji zwiększono liczbę pocisków znajdujących się w tylnej, lewej stronie wieżyczki z 8 do 9, a także w podłodze wieży, gdzie w nowej wersji było ich już 19 (wcześniej tylko 16). Skrzynki z nabojami dla karabinów maszynowych kal. 7,62 ulokowane były podobnie jak w wersjach wcześniejszych: w łukowatej skrzynce umieszczonej na lewej ściance wieży, po prawej stronie ładowniczego działa oraz w dnie czołgu. Dodano jednak miejsce dla skrzynek w tylnej części wieżyczki, nad miejscem przeznaczonym do przechowywania amunicji do pistoletów maszynowych załogi i granatów ręcznych. W sumie czołgi w wersji M48A5 przewoziły na pokładzie: 54 pociski dla działa 105 mm oraz 10000 naboi dla karabinów maszynowych kal. 7,62. |

## Wersje specjalistyczne

### M48 AVLB

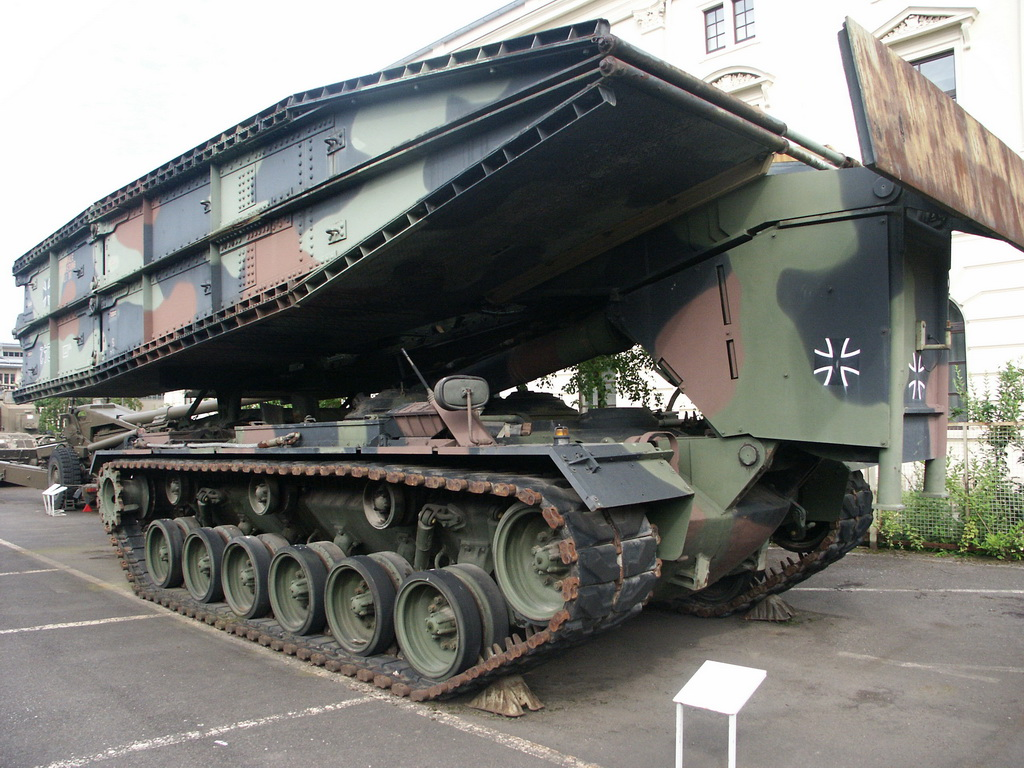
Czołg mostowy M48 AVLB w muzeum w Dreźnie. Most złożony do pozycji marszowej. Dobrze widoczna łapa stabilizująca pojazd w trakcie rozkładania mostu.

Wraz z wprowadzeniem czołgu M48 jako standardowego wyposażenia amerykańskich jednostek pancernych opracowano również na jego podwoziu most samobieżny zbudowany z dwóch części połączanych zawiasami i rozkładanych nożycowo w pionie, posiadający dwa pasy ruchu złączone na sztywno. Hydrauliczne siłowniki umożliwiają szybkie ułożenie i złożenie mostu. Na początku 1961 roku pierwsze składane mosty samobieżne AVLB (Armoured Vehicle Launched Bridge) zaczęły trafiać do jednostek saperskich. Jako pojazd transportujący wykorzystano podwozie zwykłego czołgu M48, w którym w miejsce wieży zamontowano hydraulicznie sterowane mechanizmy poruszające most. Załoga składała się z kierowcy oraz operatora obsługującego urządzenia sterujące, którzy zajmują stanowiska w umieszczonym z przodu przedziale roboczym wyposażonym w dwie kopuły obserwacyjne. W początkowym okresie użytkowania przy każdej kopule zamontowany był karabin maszynowy kal. 12,7 mm, z których później zrezygnowano powierzając ochronę mostu pojazdom towarzyszącym. Składany most o długości całkowitej 19 metrów został wykonany ze stopów lekkich metali i posiadał masę około 13 t. Mógł zostać ułożony na przeszkodzie o szerokości do 18 metrów, a jego nośność obliczana była na 54 t. Podczas rozkładania mostu najpierw unoszone są do pozycji pionowej obie połowy złączonego zawiasowo przęsła przez hydrauliczny siłownik, następnie następuje swobodne opuszczanie obu części do pozycji poziomej. Dzięki szerokiej podporze całość utrzymuje przy tym równowagę. Cała operacja przebiega w czasie około 3 minut, co skraca czas podczas którego wysoko sterczący most (na wysokość około 10 m) zdradza miejsce przeprawy. Po zakończeniu czynności układania mechanizmy zostają odłączone i pojazd może przejechać na drugą stronę, gdzie operacja zostanie przeprowadzona w odwrotnej kolejności w celu złożenia mostu do dalszego transportu.

Już od 1983 roku stopniowo zaczęto używać do transportu mostu (oprócz M48) w znacznie większych ilościach podobne podwozie czołgu M60 Patton. Do 1989 roku zostało wprowadzonych na wyposażenie batalionów saperów amerykańskiej armii ponad 1100 samobieżnych mostów czołgowych AVLB.

### Sergeant York Division Air Defense Gun System (DIVAD)

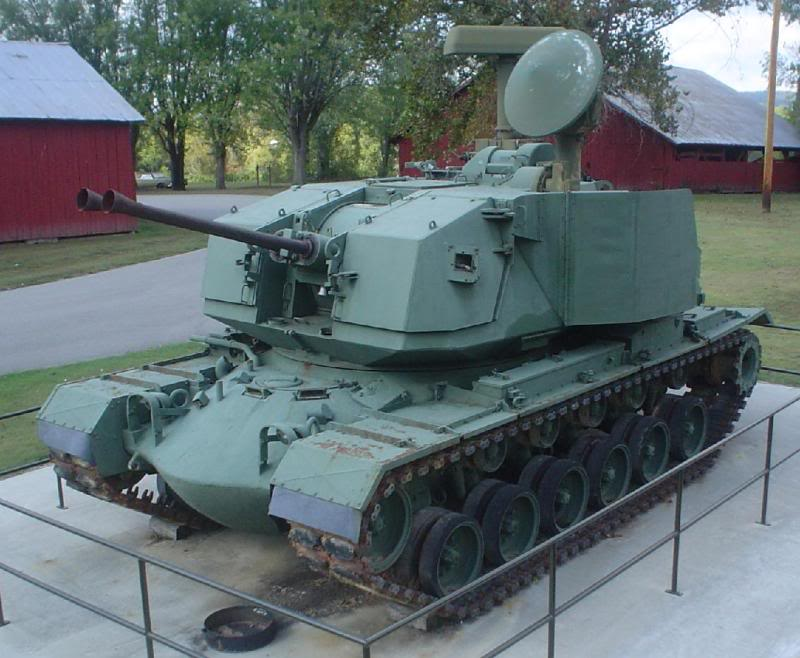

Projekt samobieżnego działo przeciwlotniczego opracowany na przełomie lat 70. i 80. XX wieku przez przedsiębiorstwo Ford Aerospace w ramach programu DIVAD (DIVision Air Defense – obrona przeciwlotnicza dywizji). Pojazd został zaprojektowany z myślą o zastąpieniu pojazdów przeciwlotniczych M163 VADS i M48 Chaparral jeszcze przed 1985 rokiem. M247 zbudowano na zmodyfikowanym podwoziu czołgu M48A5 Patton i wyposażono w dwie szybkostrzelne armaty przeciwlotnicze Bofors 40 mm L/70 kierowane radarowo. Armaty te były w pełni stabilizowane, więc pojazd mógł prowadzić skuteczny ogień przeciwlotniczy także podczas przemieszczania się. Skuteczny zasięg ostrzału plot wynosił 12500 m, a szybkostrzelność około 600 strz./min. W sumie na pojeździe przewożone było 580 pocisków do armat(HE oraz HE-FRAG przeznaczonymi do zwalczania celów powietrznych oraz AP stosowanymi przeciwko celom naziemnym, opancerzonym); przeładowanie dział zajmowało załodze mniej niż 15 minut. Tak jak czołg M48A5, M247 był wyposażony w system chroniący załogę przed użyciem broni ABC. Pojazd wyposażono w radar śledzący i namierzający cele Westinghouse AN/APG-68 (który z kolei był zmodyfikowaną wersją radaru użytego w myśliwcach F-16) – jego skuteczny zasięg wynosił około 40 km. Sergeant York był także wyposażony w dalmierz laserowy oraz w cyfrowy system kierowania ogniem. Pancerz kadłuba pojazdu pochodzący z czołgu M48A5 zapewniał przyzwoitą ochronę załodze, także przed małokalibrowymi pociskami przeciwpancernymi, jednak wieża jaką zastosowano chroniła jedynie przed pociskami wystrzeliwanymi z broni ręcznej oraz przed odłamkami pocisków artyleryjskich. Niezadowalające parametry pojazdu (m.in. niewystarczający zasięg uzbrojenia, problemy z radarem naprowadzającym oraz zbyt niska prędkość maksymalna niepozwalająca na współdziałanie z czołgami M1 Abrams i bojowymi wozami piechoty M2 Bradley), a także liczne problemy techniczne doprowadziły do wstrzymania prac nad programem w 1985 roku. Z planowanych 618, łącznie zbudowano jedynie 50 egzemplarzy pojazdu. Wkrótce potem M247 został wycofany z jednostek.

### M48DB (M48 Dozer Blade)
Czołg saperski wyposażony w hydraulicznie sterowany lemiesz spycharki M8 lub M8A1 umocowany z przodu pojazdu. Pojazd został zbudowany na podwoziu czołgu M48A2.

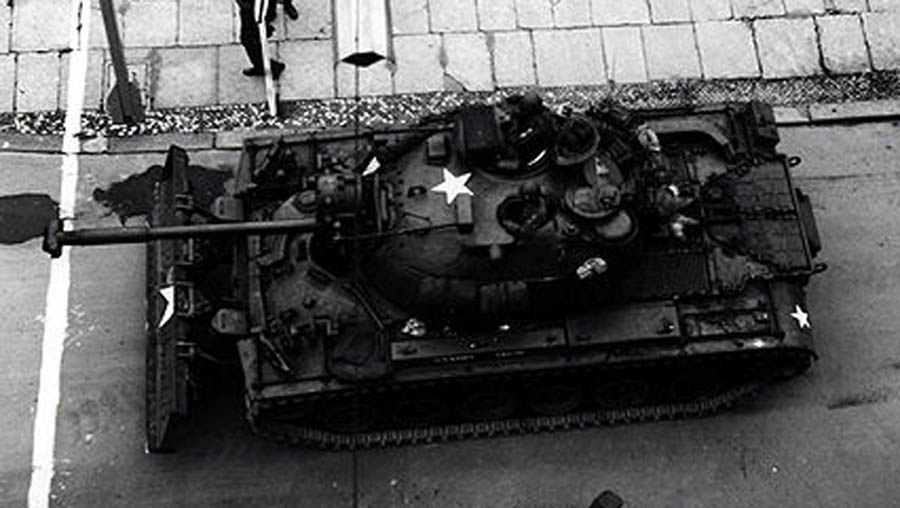
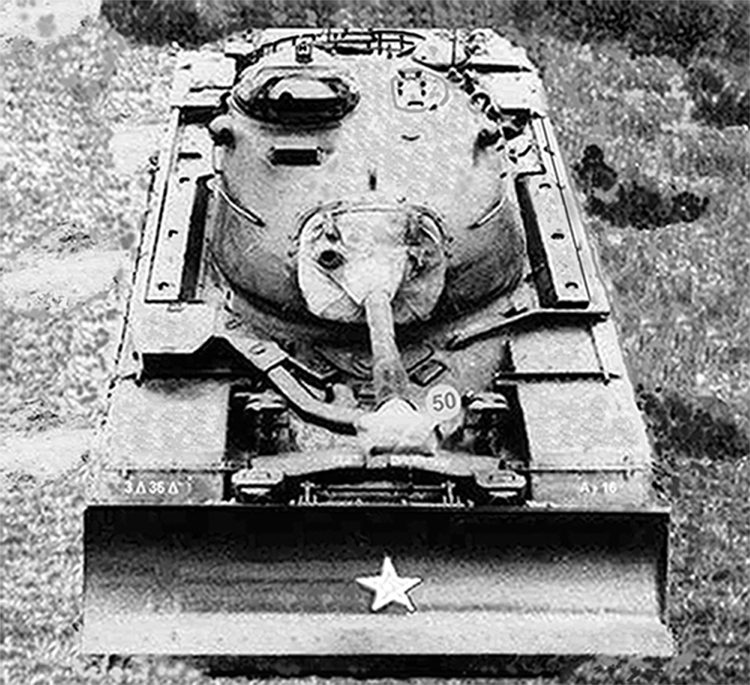

### M67 „Zippo”

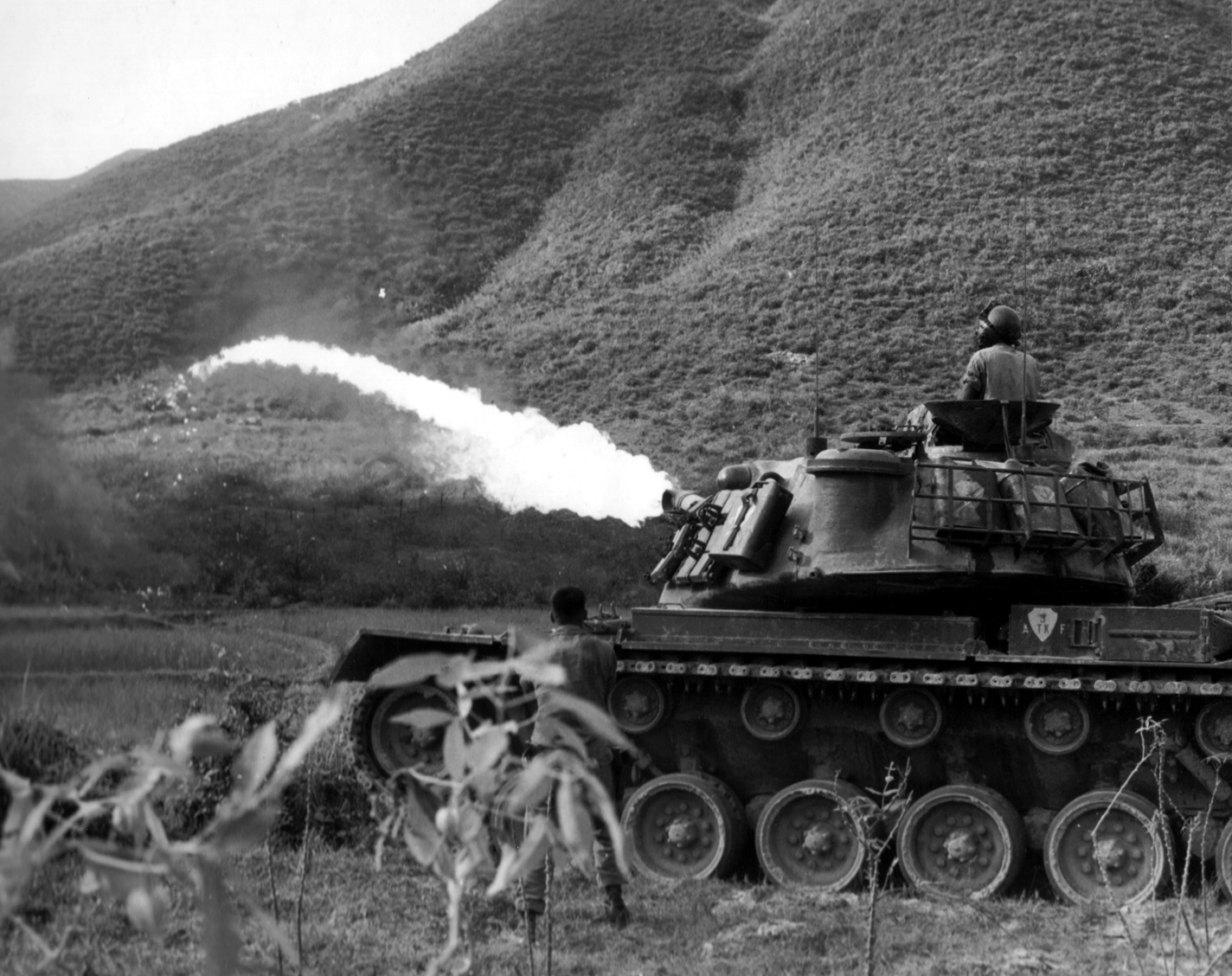

Wersja czołgu wyposażona w miotacz ognia. Nazwa pochodzi od popularnej marki producenta zapalniczek. Zaprojektowany w latach 1952–1954 na podwoziu czołgu M48 (M48A1, M48A2 lub M48A3) z inicjatywy dowództwa marines. W okresie trwania produkcji, od roku 1955 do (zależnie od źródeł) 1956 lub 1959, z taśm produkcyjnych zjechało 109 czołgów M67, które zasiliły szeregi USArmy oraz marines.
Jednak armia Stanów Zjednoczonych używała tego pojazdu na małą skalę i stosunkowo szybko zamieniła je na lżejsze i bardziej mobilne samobieżne miotacze ognia M132.
Czołgiem jaki zdecydowano się zmodyfikować był M48A2. Na kadłubie czołgu zamontowano wieżę z miotaczem ognia M7A1-6, w której dodatkowo wprowadzono kilka zmian. Miotacz ognia mógł być zamontowany w miejscu uzbrojenia głównego lub jako zestaw modyfikacyjny T-89 (produkowany przez Chryslera) uzbrojenie główne. Zestaw T-89 pozwalał w przeciągu zaledwie 8 godzin, zamienienie standardowej wieży czołgu M48 do standardu odpowiadającemu samobieżnego miotacza ognia M67 (zbiornik z około 1380 litrami mieszanki zapalającej montowano w miejscu zasobników z amunicją dla działa głównego). Tankowanie pojazdu było przeprowadzane przez dwuipółtonową ciężarówkę, którą odpowiednio dostosowano do tego celu, dzięki czemu ograniczenia w zasięgu M67 mogły być w łatwy sposób niwelowane poprzez odpowiednie rozmieszczenie na obszarze działań ciężarówek tankujących. Miotacz ognia umieszczono w atrapie działa kal. 90 mm, w której nawiercono otwory, aby umożliwić dostęp powietrza do zapalanej mieszanki oraz zdejmowaną pokrywę górną, w celu łatwego dostępu do modułu zapalającego. Wymagane było także kilka zmian w zewnętrznym wyglądzie czołgu. Na przykład osłony lamp zostały spłaszczone, a dostanie się do czołgu, było możliwe tylko przez właz dowódcy, gdyż elementy sterujące miotaczem ognia znajdowały się pod włazem ładowniczego, uniemożliwiając jego użycie. Pionowe pole ostrzału mieściło się w zakresie od +45° do –12°. Dysza o średnicy ⅞ cala (ok. 2,22 cm) w połączeniu z podawaniem mieszanki pod ciśnieniem ok. 20 atmosfer skutkowało podawaniem zagęszczonej, palącej się substancji na odległość nawet 255 metrów. Zastosowanie wymiennych dysz o średnicach ⅞ cala (ok. 2,22 cm) i ¾ cala (ok. 1,91 cm), pozwalało podawać (nieprzerwanie) palącą się mieszankę przez odpowiednio 55 i 61 sekund. Załogę czołgu M67 stanowiły trzy osoby. Działonowy obsługiwał miotacz ognia oraz sprzężony z nim karabin maszynowy, umiejscowiony w miejscu analogicznym do wersji podstawowej czołgu. Dowództwo USMC postanowiło zwiększyć możliwości bojowe czołgu M67, poprzez zmodyfikowanie wersji M48A3; M67, które powstały po wprowadzeniu zmian do M4A3 nosiły oznaczenie M67A2. Jednostki marines poddały modernizacji posiadane przez siebie wozy na początku lat 60. M67 szczególnie eksploatowany był podczas konfliktu w Wietnamie. Ostatecznie pozostałe jeszcze w służbie wozy były sukcesywnie wycofywane z jednostek w latach 1972–1974, po opuszczeniu przez marines terenów Wietnamu.

### M88, M88A1, M88A2 Hercules

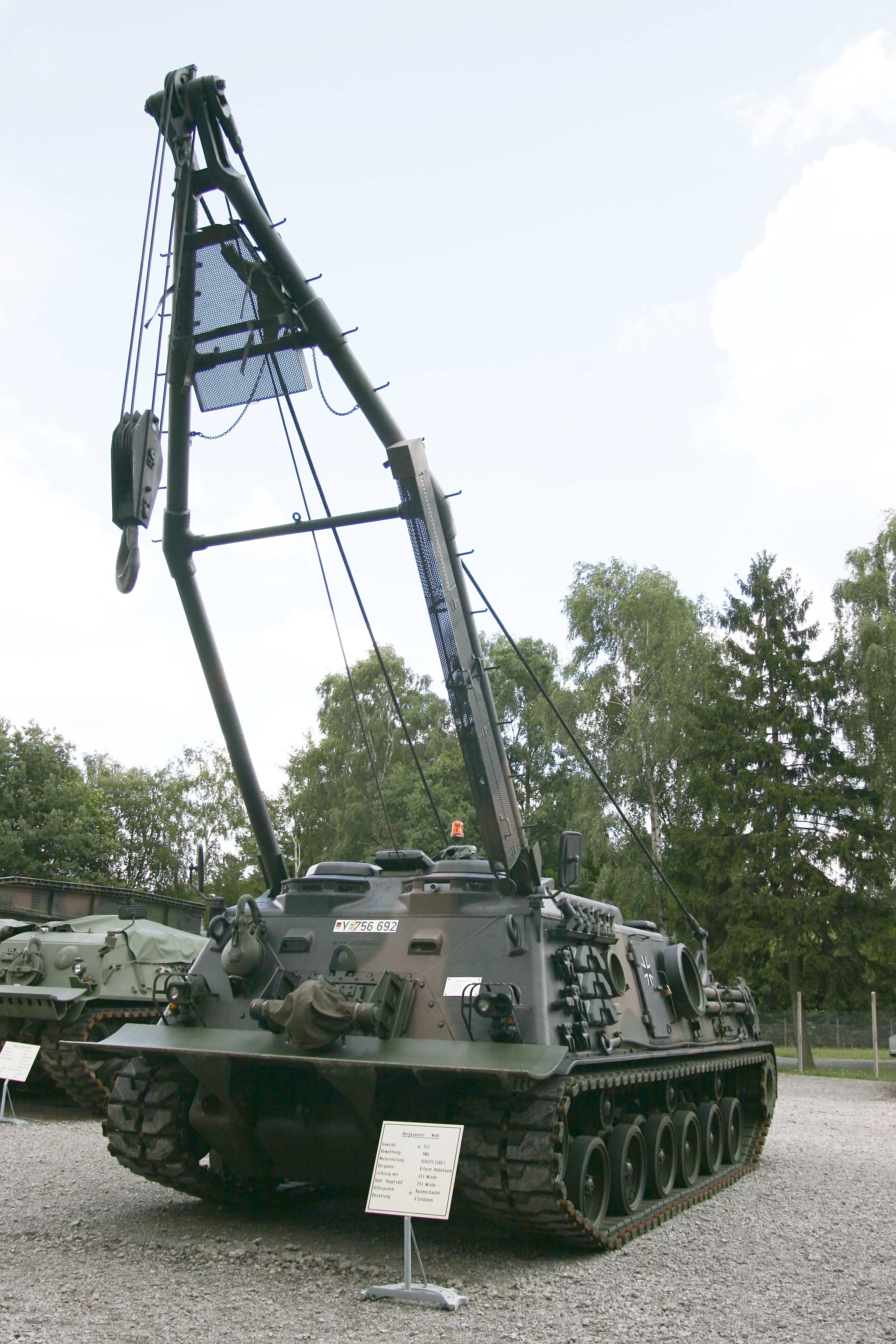
M88A1 z podniesionym masztem

M88 Recovery Vehicle to wóz zabezpieczenia technicznego opracowany na podwoziu czołgu M48, z jego pomocą uszkodzony sprzęt mógł być odholowany ze strefy działań bojowych do warsztatów na zapleczu w celu dokonania niezbędnych napraw. Z uwagi na standaryzację sprzętu, armia postanowiła oprzeć nowy pojazd na rodzinie czołgów M48 i w kwietniu 1956 roku zamówiła zbudowanie trzech prototypów pojazdu T88 w firmie Bowen-McLaughlin York (BMY), będącej producentem poprzedniego wozu tej klasy M74 ARV. Kadłub wydłużono oraz podwyższono, zabudowując w przedniej części wysoką nadbudówkę. Zwyciężył on w porównaniu z pojazdem bazującym na podwoziu eksperymentalnego czołgu T95 i w lutym 1959 został standaryzowany pod oznaczeniem M88. W 1961 roku rozpoczęto produkcję seryjną. Do 1964 roku dostarczono wojsku 1075 sztuk pojazdów ewakuacyjnych M88. Produkcję jeszcze wznowiono w 1970 roku. W 1972 roku opracowano znacznie ulepszone pojazdy w wersji M88A1 z silnikiem wysokoprężnym AVDS-1790-2DR czołgu M60. Dzięki tej zmianie ich zasięg działania zwiększył się z 360 do 450 km. Od 1975 do 1989 roku 878 pojazdów pierwszej serii zostało przebudowanych do standardu A1 i wyprodukowano 2169 nowych. Konstrukcyjnie M88A1 nie odbiega zbytnio od podobnych pojazdów tego typu. Na zmodyfikowanym podwoziu czołgu M48 zamontowano dość dużą pancerną nadbudowę z umieszczonym z przodu przedziałem załogowym dla czteroosobowej obsługi. W późnych wozach M88A1 dodano także system chroniący załogę przed użyciem broni ABC oraz generator zasłony dymnej, których brakowało we wcześniejszej wersji. Pojazd wyposażony jest w dwie wciągarki o sile uciągu 40 ton, aparaturę do spawania elektrycznego i gazowego, dobrze wyposażony w odpowiednie narzędzia warsztat oraz pompę do tankowania i wypompowywania paliwa w warunkach polowych. Z przodu pojazdu umocowany był hydraulicznie sterowany lemiesz spycharki. W pojeździe zainstalowano także APU, dzięki któremu zasilanie elektryczne i hydrauliczne dla sprzętów wchodzących w wyposażenie wozu było możliwe nawet w przypadku, kiedy silnik maszyny nie pracował. Problematyczny maszt starego typu został zachowany, jednak jego konstrukcja została ulepszona.

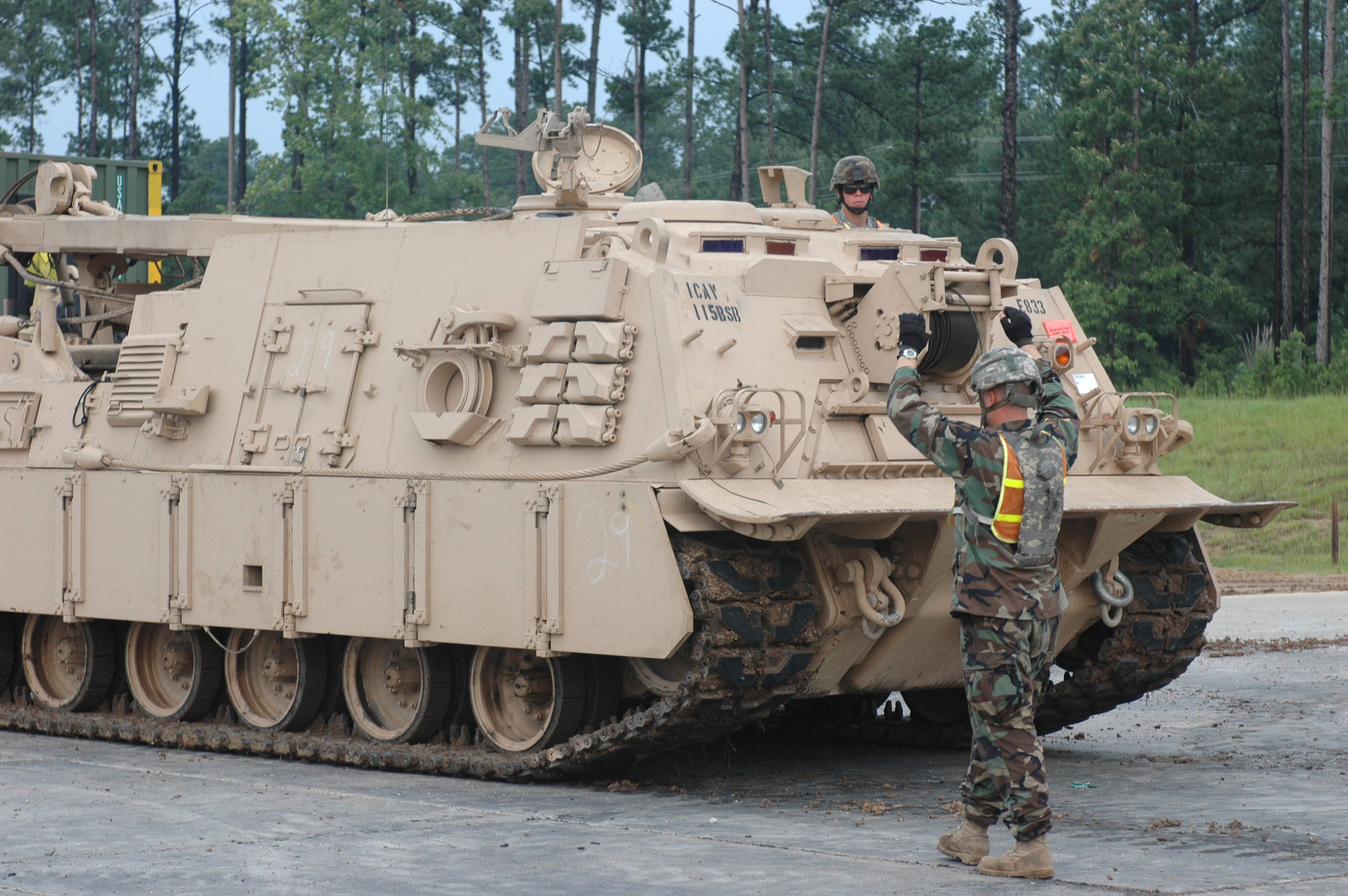
M88A2 Hercules

Wprowadzenie 60-tonowych czołgów M1 Abrams była dla M88A1 dużym wyzwaniem, gdyż do jego ewakuacji w ciężkim terenie potrzeba było aż dwóch wozów ratowniczych. Ze względu na dużą ilość używanych M88A1, zamiast nowych wozów wprowadzono program zwiększający ich możliwości do wersji M88A2 Hercules (Heavy Equipment Recovery Combat Utility Lift and Evacuation System). United Defence przedstawiło w 1994 taką przekonstruowaną wersję z trzyosobową załogą, wzmocnionym opancerzeniem oraz nowym silnikiem Diesla o mocy 1065 KM (783 kW). Dzięki nowej hydraulice moc urządzeń dźwigających i pociągowych wzrosła o około 50% – maszt był w stanie unieść po zmianach 35 ton, a siła uciągowa wyciągarki głównej wzrosła do 63504 kg. Nieznacznie zwiększyły się także wymiary wozu: 8,6m × 3,7m × 3,2m, w porównaniu do 8,3m × 3,4m × 3,2m wersji poprzedniej. Poprawiono także działaniu układów: hamulcowego oraz kierowniczego. Postanowiono także zwiększyć ochronę czołgu: dodano ekrany pancerne chroniące gąsienice, a także dano możliwość zamontowania dodatkowych paneli opancerzenia. Wozy w wersji M88A2 produkowane są od 11 lipca 1997 roku.

## Użycie bojowe

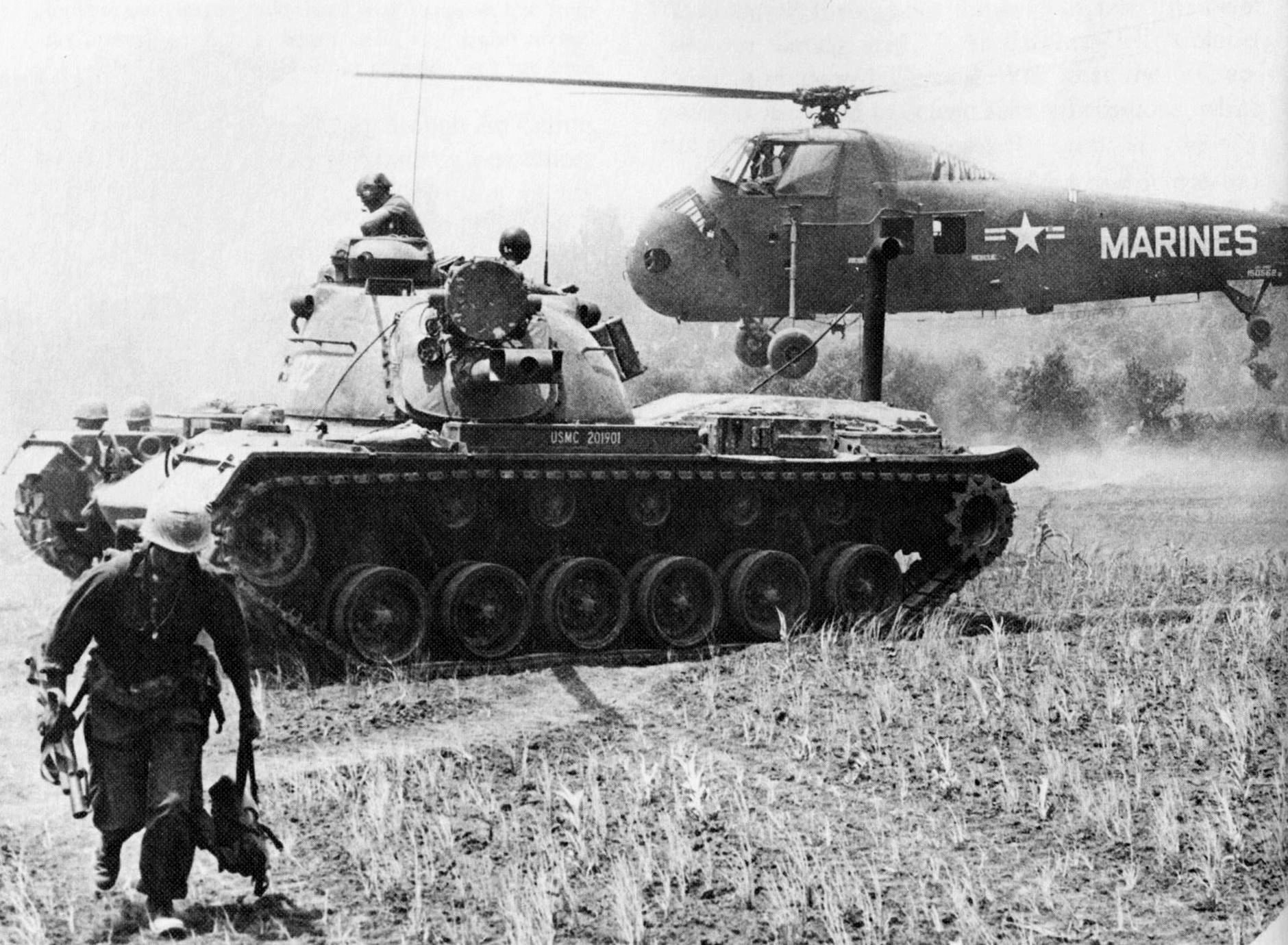
Czołg M48 osłaniający lądowisko w trakcie przyziemienia śmigłowca MAG-16, w celu podjęcia i ewakuacji rannych ze strefy walki

Czołgi M48 po raz pierwszy znalazły się w strefie walki latem 1958 roku, w trakcie działań w Libanie, w których wojska Amerykańskie wspierały rząd libański przeciwko powstańcom popieranym przez Syrię. W operacji wzięły udział czołgi M48A1 3. Pułku Pancernego Marines, wspierające działania jednostek amerykańskiego korpusu piechoty morskiej – nie uczestniczyły jednak bezpośrednio w walkach.
Po raz kolejny Pattony zastosowano bojowo w grudniu 1964 r., kiedy oddział pancerny marines trafił do wietnamskiego portu Đà Nẵng. Czołgi weszły w skład sił szybkiego reagowania, których zadaniem było przeciwdziałanie infiltracji rejonu przez oddziały Vietcongu. Większe siły pancerne znalazły się w Wietnamie dopiero w marcu i kwietniu następnego roku, po decyzji rządu amerykańskiego, który zdecydował się bardziej aktywnie poprzeć rząd południowowietnamski. Czołgi, które brały udział w operacjach wokół Đà Nẵng, to M48A3. Pierwsze większe starcie z przeciwnikiem miało miejsce w trakcie operacji „Starlite” w połowie sierpnia. Trzy pułki marines, każdy wspierany przez pluton czołgów, okrążyły w pobliżu Chu Lai 1. Pułk Wietkongu. W wyniku operacji oddział komunistyczny praktycznie zniszczono, a w walce nie utracono ani jednego czołgu, choć siedem odniosło uszkodzenia różnego stopnia. Pierwsze starcie udowodniło także, że broń pancerna nadaje się do działań w warunkach wietnamskich. Dowodem na to był jeden z epizodów „Starlite”: pozbawiona osłony piechoty, amerykańska kolumna pancerna została zaskoczona przez wroga w trakcie marszu przez dżunglę. Żołnierze Wietkongu, pomimo przewagi liczebnej i terenowej nie zdołali jednak jej zniszczyć przed nadejściem posiłków.

### Konflikt pakistańsko-indyjski
Pierwsze walki, w których Pattony walczyły w roli, do której je stworzono (przeciwko innym czołgom) miały miejsce w trakcie krótkotrwałej wojny pakistańsko-indyjskiej latem 1965 roku. Indie zaatakowały Pakistan w odwecie za wspieranie przez to państwo separatystów w Kaszmirze. Przeciwko hinduskim kolumnom pancernym ciągnącym w kierunku Lahore skierowała się pakistańska 1. Dywizja Pancerna, wyposażona w czołgi M47 i M48. Jej wozy uderzyły w południową flankę hinduskiego ugrupowania. Atakowi brakowało jednak zdecydowania i impetu, Hindusi zatem mieli czas na przegrupowanie i przygotowanie pułapki. 10 września 1965 r. Pakistańczycy rozpoczęli działania ofensywne, skierowane przeciwko wojskom hinduskim znajdującym się w rejonie Asal Uttar. Pakistańskie M48, nacierające w terenie niesprzyjającym działaniom pancernym (pola ogrodzone murami ograniczającymi widoczność) i bez wsparcia własnej piechoty, zostały zdziesiątkowane ogniem artylerii przeciwpancernej i hinduskich czołgów. Wojska indyjskie zatrzymały także natarcie pakistańskie, którego celem było okrążenie pozycji obrońców. Rankiem następnego dnia na polach wokół Asal Uttar czerniły się wypalone wraki blisko 100 czołgów pakistańskiej dywizji pancernej. Było ich tak dużo, że teren ten nazywano potem Patton Nagar, czyli „Cmentarzem Pattonów”. Mniej więcej w tym samym czasie inne indyjskie ugrupowanie, w skład którego wchodziła hinduska 1. Dywizja Pancerna, nacierało w rejonie Sijalkot. Celem działania wojsk było wbicie pancernego klina pomiędzy jednostki pakistańskie, broniące tego obszaru. W tym rejonie pakistańskie M48 dokonały prawdziwego pogromu atakujących Hindusów. Bitwa trwała tydzień, zakończyła się odparciem napastników. Straty pakistańskie wyniosły około jednej trzeciej strat hinduskich. Reputacja Pattona poważnie ucierpiała w wyniku starć pancernych wojny pakistańsko-indyjskiej. Obecnie historycy wojskowości są jednak zgodni, że mierne dokonania M48 nie wynikały ze słabości czołgu jako takiego, a były raczej następstwem nieudolnego planowania taktycznego dowódców pakistańskich. Z relacji załóg Pattonów wynika, że jedyne problemy ze sprzętem dotyczyły dalmierzy, których obsługa okazała się zbyt trudna w warunkach bojowych. Problem tkwił jednak w niedostatecznym wyszkoleniu załóg, a nie w sprzęcie.

### Wojna sześciodniowa

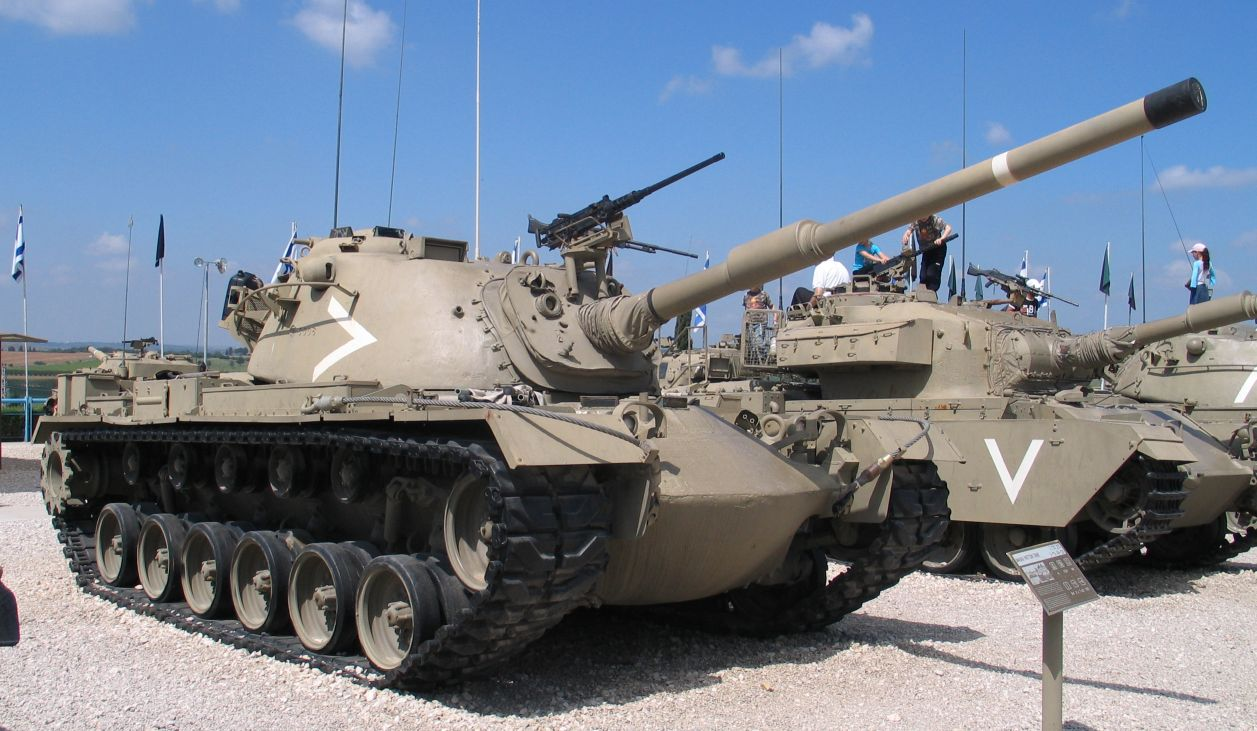
Czołg M48 znajdujący się w muzeum Yad la-Shiryon w Izraelu

Pattony po raz kolejny wzięły udział w walkach w czerwcu 1967 r., podczas ataku izraelskiego skierowanego przeciwko Egiptowi i Syrii. Kilka lat wcześniej Izrael otrzymał ponad 100 czołgów M48A2 od rządu RFN w ramach odszkodowania za II wojnę światową, jednak armia izraelska uznała, że armata 90 mm, w jaką były one wyposażone nie jest dostatecznie dobra przeciwko uzbrojonym w armaty 100 mm czołgom arabskim. W związku z tym rozpoczęto proces przezbrajania posiadanych wozów w armaty 105 mm. Do chwili rozpoczęcia wojny zdołano jednak sformować zaledwie kompanię tak zmodernizowanych wozów. Analiza działań bojowych wykazała natomiast, że nawet niezmodyfikowane Pattony doskonale radziły sobie z teoretycznie silniejszymi czołgami arabskimi. Izraelskie Pattony wykorzystano głównie przeciwko Egiptowi, na półwyspie Synaj, gdzie weszły w skład grupy pancernej Ugda, dowodzonej przez gen. Jisra’ela Tala, atakującej Strefę Gazy. W trakcie bitwy pod Rafah Pattony gen. Tala walczyły z czołgami IS-3 uzbrojonymi w armaty 122 mm, odnosząc miażdżące zwycięstwo. Po wojnie izraelscy czołgiści podkreślali niezawodność Pattonów, które doskonale się spisały w niezwykle trudnych warunkach klimatycznych panujących na pustyni. Zwycięstwo to należy także rozpatrywać pod kątem dowodzenia Korpusem Pancernym Israeli Defence Force (Tzahal) przez gen. Tala – jego zasługą jest tak wysoka skuteczność izraelskich załóg, które w procesie szkolenia szczególną wagę zwracały na odnajdywanie, identyfikowanie i nakierowywanie ognia na wrogie cele. Młodzi oficerowie wojsk pancernych byli uczeni agresywnego prowadzenia walki i umiejętności podejmowania ryzyka. Odnajdywanie celów było największym priorytetem i dowódcy izraelskich czołgów zazwyczaj dowodzili walką z otwartych włazów wież swoich czołgów przepatrując horyzont w poszukiwaniu wrogich jednostek, przez co niejednokrotnie byli zdolni do oddania pierwszego strzału, zanim jeszcze przeciwnicy zamknięci w kadłubach czołgów zdołali wypatrzyć ich czołgi. Pattony ze swoim nowoczesnym systemem naprowadzania ognia i skutecznym działem szczególnie dobrze spisywały się podczas tego typu działaniach. Armia Izraela do tego stopnia była zadowolona z Pattonów, że po zakończeniu wojny zdecydowała się zastąpić swoje przestarzałe Shermany, właśnie tymi czołgami. Izraelscy czołgiści zwrócili jednak uwagę na wady oryginalnej, wysokiej wieżyczki dowódcy czołgu. W trakcie tej wojny Izraelczycy walczyli także przeciwko Pattonom, bowiem w wozy wersji M48 i M48A1 były uzbrojone jordańskie 40. i 60. Brygady Pancerne. Choć Izrael zabiegał w Jordanii o zachowanie neutralności w konflikcie, król tego państwa, Husajn, zdecydował się włączyć do walki po stronie Egiptu i Syrii. Początkowe uderzenie izraelskie zostało sparowane przez kontratak jordański, jednak w trakcie walk czołgi obrońców w większości zniszczyły silne ataki lotnicze – poza Jordan zdołało wycofać się zaledwie około 20 wozów. Już po zakończeniu walk Izraelczycy stwierdzili, że zdecydowanie najtrudniejszym przeciwnikiem w tej wojnie była armia jordańska. Po zaprzestaniu walk armia Izraela ściągnęła z pobojowisk i wyremontowała wiele jordańskich Pattonów, które weszły potem do służby w izraelskich siłach pancernych.

### Wietnam
Amerykańskie M48 Patton brały także udział w coraz liczniejszych operacjach wojskowych w Wietnamie. Początkowy opór związany z wykorzystaniem broni pancernej w dżungli zanikł po pierwszych operacjach przeprowadzonych z ich udziałem. Wykorzystano je do wspierania piechoty w trakcie przeczesywania baz wroga, działań patrolowych i kontrolnych na drogach, a także obrony własnych baz. W sumie w konflikcie wzięło udział około 600 czołgów. W Wietnamie dość powszechną czynnością było umieszczanie działonowego na górnej płycie pancerza przedziału silnikowego uzbrojonego w karabin M16 lub granatnik M79. Taka pozycja dawała możliwość skuteczniejszej obserwacji pobliskiej okolicy oraz operowanie ogniem w przypadku dostrzeżenia wroga czy zasadzki. W tym miejscu był on stosunkowo dobrze chroniony przed wybuchami min, a w przypadku, kiedy spodziewano się ich na drodze, także ładowniczy oraz dowódca podróżowali w otwartych włazach wieży czołgu. Większość z M48 używanych w Wietnamie miała zamontowany karabin kalibru.50 przy włazie dowódcy. Takie rozwiązanie gwarantowało lepsze pole widzenia, kładzenie ognia, pozwalała na szybsze przeładowanie broni, a także sam karabin maszynowy był mniej podatny na zacięcie (biorąc pod uwagę fakt, że karabin maszynowy M2 montowany w kopule dowódcy umieszczony był tam na boku, co nie było korzystną pozycją dla tej broni). Jednak pomimo wielu zalet, pozycja ta miała jedną zasadniczą wadę – dowódca był wysoce narażony na ogień przeciwnika. Czynnikiem minimalizującym zagrożenie w tym przypadku były ułożone na brzegu wieży worki z piaskiem.
Wyrzutniki RPG były wielkim zagrożeniem dla czołgów M48 Patton. Załogi starały się zwiększyć swoje bezpieczeństwo poprzez montowanie na czołgu kombinowanego pancerza, a do tego celu używano między innymi: mat utwardzających PSP, arkuszy blach, przęseł płotów czy fragmentów gąsienic. Ponadto używano także skrzynek (lub kartonów) z racjami żywnościowymi typu C, które przywiązywano do bocznych szyn wieży (było to także praktycznie jedyne miejsce do ich przewożenia, gdyż wolną przestrzeń we wnętrzu czołgu zajmowała głównie amunicja). Niezależnie od stosowanego materiału, głównym zadaniem umieszczonych na pancerzu przedmiotów było doprowadzenie do wcześniejszego wybuchu rakiety granatnika, jeszcze przed pancerzem właściwym. Jeżeli chodzi o amunicję, w jaką najczęściej były zaopatrywane czołgi M48, były to pociski typu HE – sprawdzały się szczególnie dobrze w przypadku niszczeniu umocnień przeciwnika. Pocisk XM625 Beehive (ang. „pszczeli ul”; zawierał 9900 niewielkich igieł i okazał się bardzo skuteczny w zwalczaniu nieosłoniętej piechoty) był również pożądany, jednak dostępny w małych ilościach. Pociski z białym fosforem były przydatne, jednak ich przewożenie było niebezpieczne dla załogi, gdyż w przypadku trafienia przez RPG lub po najechaniu na minę miały tendencję do wybuchania we wnętrzu pojazdu, poważnie raniąc przy tym załogę – ze względu na to starano się wymieniać ich zapas możliwie jak najszybciej, np. na pociski HE. Amunicja typu HEAT była raczej niezbyt popularna, jednak zapotrzebowanie na te pociski zwiększyło się znacznie, po użyciu czołgów przez Północny Wietnam pod Ben Het.
W trakcie wojny wietnamskiej miała miejsce tylko jedna walka, w której amerykańskie czołgi walczyły z północnowietnamskimi wozami pancernymi. Było to w marcu 1969 r., kiedy grupa ośmiu czołgów pływających PT-76 i kilku transporterów opancerzonych zaatakowała pod osłoną nocy obóz Sił Specjalnych w Ben Het, w którym stacjonował pluton M48. W trakcie wymiany ognia zniszczono dwa PT-76 i transporter piechoty, natomiast po stronie amerykańskiej nieznacznie został uszkodzony jeden z biorących udział w potyczce Pattonów.
Kolejne starcia pancerne w Wietnamie miały miejsce już po wycofaniu amerykańskich wojsk lądowych, wiosną 1972 roku. Wojska Wietnamu Północnego przeprowadziły wówczas ofensywę, w trakcie której wykorzystano liczne czołgi T-54, T-59 i PT-76. Naprzeciw nim stanęły Pattony z armii Wietnamu Południowego. W trakcie walk ani jeden Patton nie został zniszczony przez czołgi wroga, choć dwa pojazdy (jeden czołg M48A3 Patton oraz jeden transporter M113) południowowietnamskiej armii uległy zniszczeniu w wyniku ognia rakiet przeciwpancernych 9M14 Malutka. M48 wchodzące w skład Armii Południowego Wietnamu brały także udział w tzw. ofensywie Ho Chi Minh w 1975 roku. W kilku potyczkach południowowietnamskiej armii udało się zniszczyć kilka czołgów T-34 i T-55 Armii Północnego Wietnamu, a nawet spowolnić północnowietnamską ofensywę. Jednakże kiedy kongres Stanów Zjednoczonych wstrzymał transporty z amunicją i paliwem dla Południowego Wietnamu, czołgi amerykańskiej produkcji wkrótce na skutek wyczerpania zapasów zostały porzucone przez swoje załogi, jeszcze w 1975.
Warto nadmienić, że M48, wraz z Centurionami z australijskiego 1, Regimentu Pancernego jako jedyne ze wszystkich czołgów biorących udział w tym konflikcie mogły skutecznie chronić załogi przed minami lądowymi. Były często wykorzystywane do neutralizowania min w obrębie Highway 19 – dwupasmowej drogi utwardzonej zlokalizowanej w regionie Płaskowyżu Centralnego, pomiędzy An Khe i Pleiku. Konwoje pokonywały tę trasę codziennie w obu kierunkach. Aby zapewnić bezpieczeństwo poruszającym się tamtędy jednostkom, w początkowym okresie pobocze drogi było sprawdzane przez saperów z ręcznymi wykrywaczami min poruszających się pieszo. Z oczywistych względów proces ten był bardzo powolny, a poruszająca się w tym tempie kolumna pojazdów z zaopatrzeniem była szczególnie narażona na atak nieprzyjaciela. Problem ten rozwiązano wykorzystując czołgi M48 jako trały przeciwminowe. Proces oczyszczania drogi nazywany był „Thunder Run”, a wyglądał następująco: M48 ustawiały się w kolumnie po obu stronach dogi, jedną gąsienicą na asfalcie, a drugą na piaszczystym poboczu, gdzie najczęściej umieszczano miny. Następnie pojazdy strzelając z każdej dostępnej broni mknęły do wyznaczonych punktów na drugim końcu drogi, oddalonych od miejsca startu o wiele kilometrów. Kiedy M48 dotarły na miejsce, nie najeżdżając, ani nie trafiając przy tym żadnej miny, drogę uznawano za bezpieczną i umożliwiano konwojom przejazd. W większości przypadków, kiedy M48 najechał na minę w trakcie tej operacji, dochodziło do uszkodzenia zawieszenia (najczęściej utraty jednego lub dwóch kół nośnych) wskutek eksplozji. Niezwykle rzadko dochodziło do uszkodzeń pancerza pojazdu.

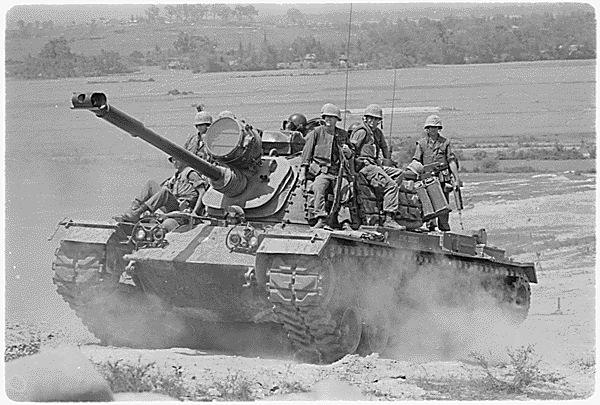
W Wietnamie najbardziej rozpowszechnioną wersją czołgu Patton była wersja M48A3. Często spotykanym widokiem podczas działań w Wietnamie, była przewożona na tyle pancerza piechota. Miało to dwojakie znaczenie: po pierwsze pozwalało piechurom pokonywać większe dystanse w o wiele krótszym czasie (bez jednoczesnego marnowania sił), a po drugie zwiększało bezpieczeństwo pojazdu i jego załogi, w przypadku ewentualnej zasadzki wroga.
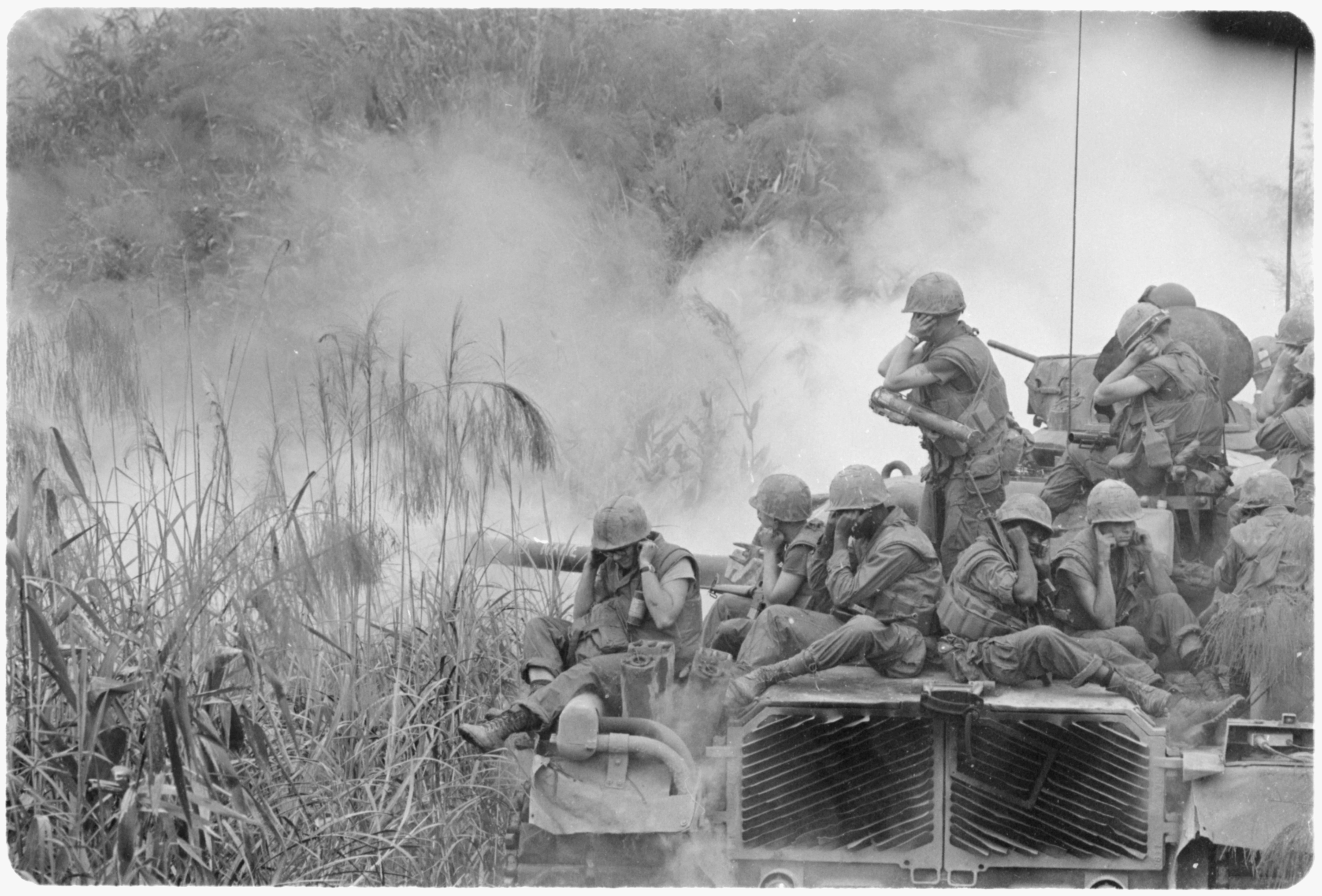
W trakcie wojny w Wietnamie czołgi M48 okazały się nadzwyczaj skuteczne w czasie operacji typu „odszukaj i zniszcz”, podczas których często zachodziła potrzeba szybkiej likwidacji umocnionych punktów oporu nieprzyjaciela. Dobrze wyszkolona załoga w warunkach optymalnych była w stanie trafić w cel z odległości około 1800 metrów za pierwszym strzałem w 90% przypadków.
Pojazdy opancerzone ustawiano w kluczowych miejscach miast, skąd kontrolowały ruch na drogach.
W trakcie konfliktu wietnamskiego M48 rzadko pełniły swą podstawową funkcję niszczyciela czołgów. Niektóre czołgi M48 poddano modyfikacji polegającej na zamontowaniu miotacza płomieni strzelającego poprzez lufę armaty. Tak zmodyfikowane pojazdy okazały się nieocenione w oczyszczaniu umocnień wroga.
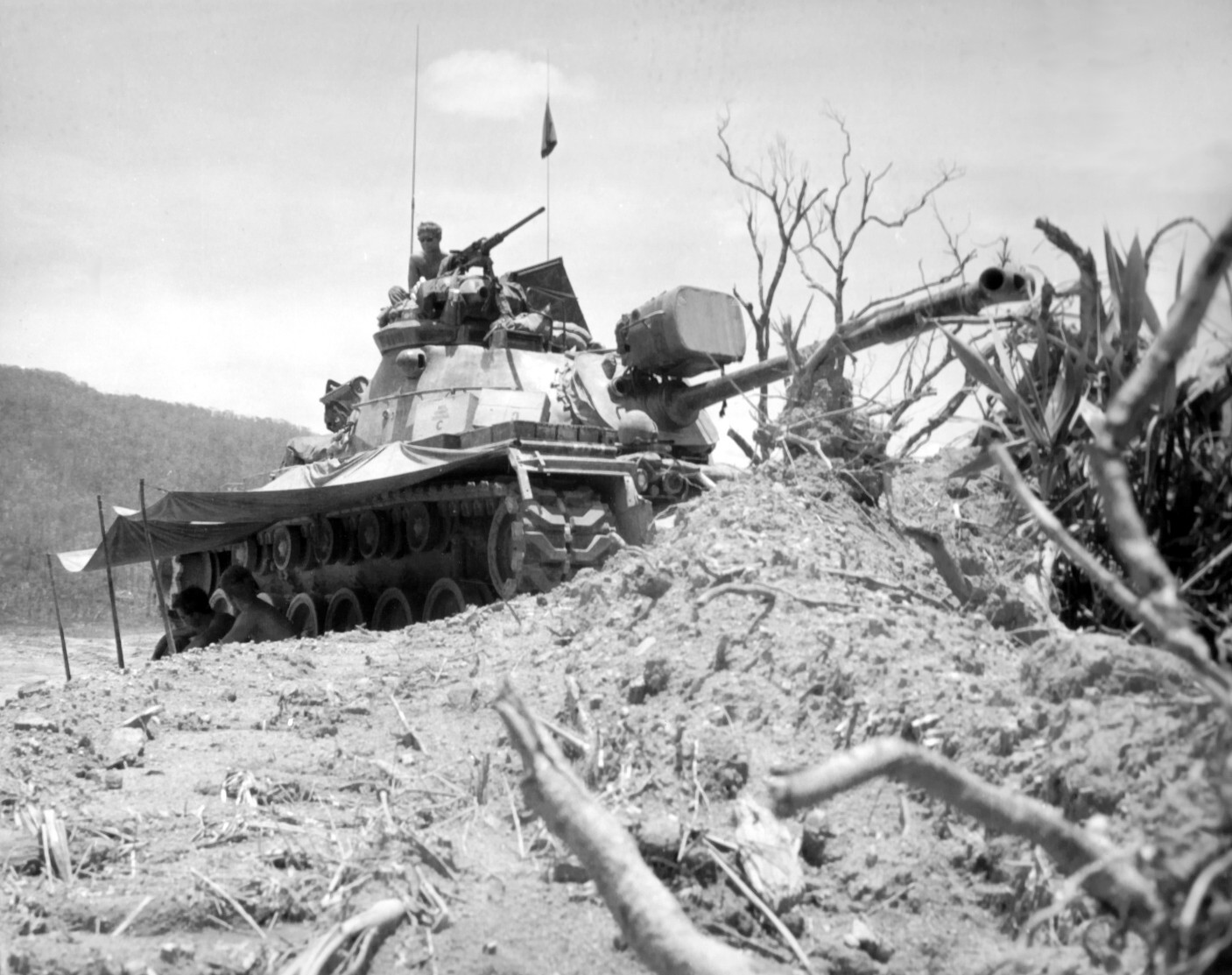
Stanowisko ogniowe M48 w Wietnamie. Przy prawym boku pojazdu widać prowizoryczne osłony przed słońcem, co wskazywać może na to, że charakter działań tej jednostki był raczej statyczny. Na wieży znajduje się także kombinowana osłona strzelca karabinu maszynowego w postaci worków z piaskiem.
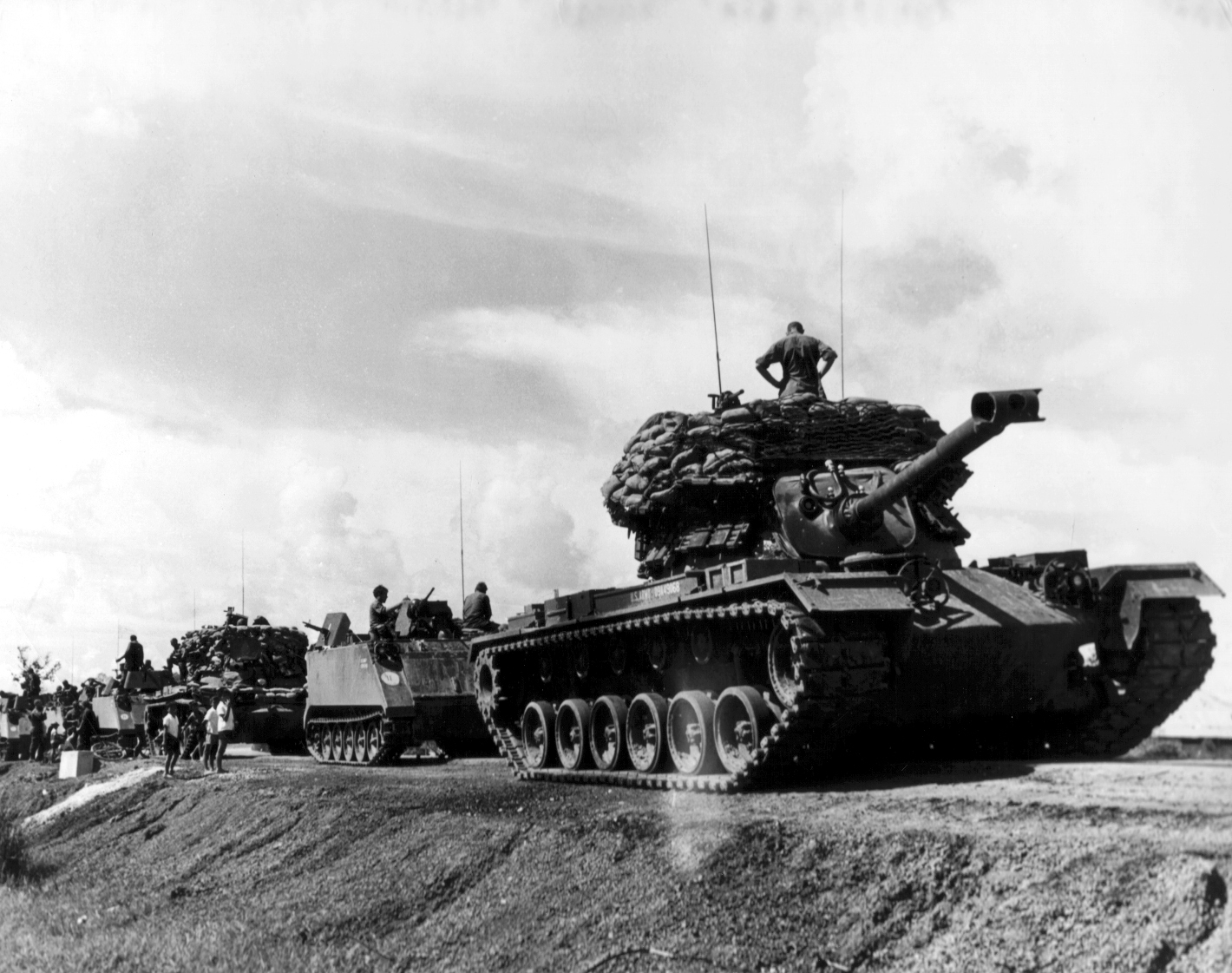
Konwój z zaopatrzeniem w Wietnamie. Bezpieczeństwo członków załogi obsługujących karabin maszynowy na wieży czołgu starano się zwiększyć, poprzez ułożenie worków z piaskiem.
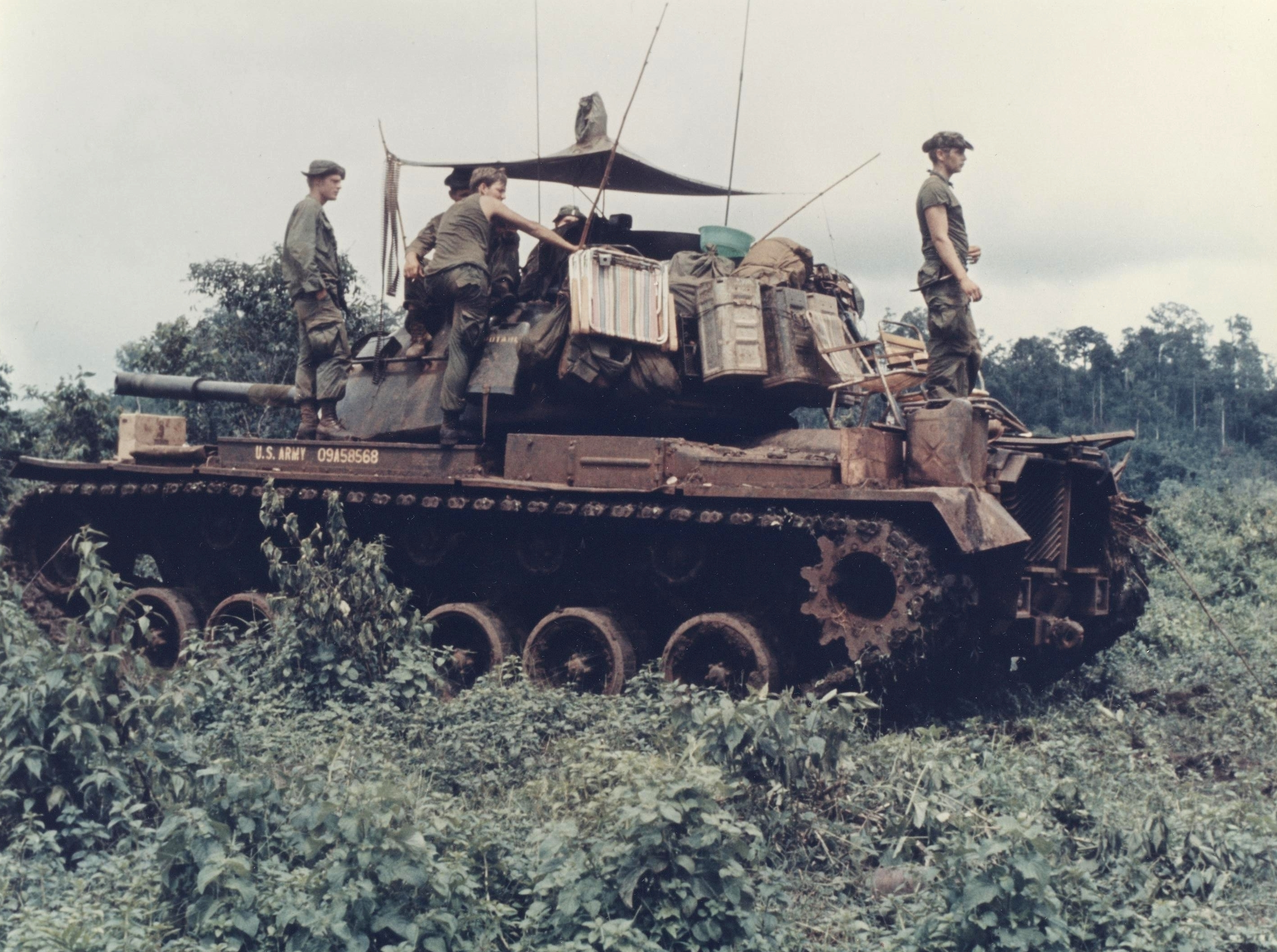
M48A5 Patton w Wietnamie. Uwagę zwraca ilość sprzętu przewożona przez załogę na pancerzu czołgu (których dodatkowym zadaniem była ochrona pancerza właściwego przed pociskami RPG), oraz prowizoryczna ochrona przed słońcem nad włazami wieży.

### Wojna Jom Kipur

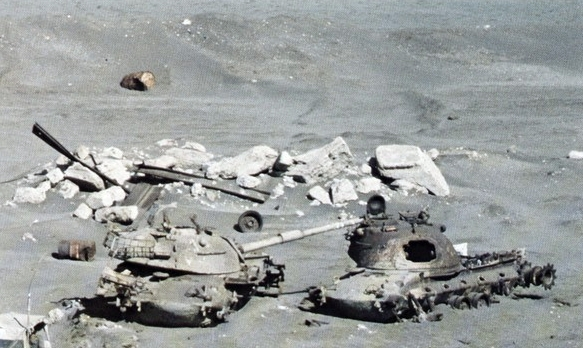
Zniszczone izraelskie czołgi M48

Ostatnie duże walki, w których wzięły dział czołgi M48 Patton, rozegrały się w 1973 roku, w trakcie wojny Jom Kipur. Armia izraelska została zaskoczona zmasowanymi uderzeniami wojsk egipskich i syryjskich, a jej Pattony zdziesiątkowane przez piechotę egipską, wyposażoną w granatniki przeciwpancerne i wyrzutnie rakiet przeciwpancernych Malutka. Egipski atak został ostatecznie powstrzymany przez załogi 170 walczących izraelskich czołgów, po czym Izraelczycy przeszli do ofensywy. Kiedy Izraelczycy kontratakowali napotkali burzę przeciwpancernych pocisków kierowanych Malutka i granatów z RPG. Aby zneutralizować zagrożenie ze strony tej broni Izraelczycy musieli uciec się do wystrzeliwania gęstych zasłon dymnych i nawał artyleryjskich – to pozwoliło z kolei piechocie na podejście do okopów nieprzyjaciela i oczyszczenie drogi dla czołgów. Po zakończeniu działań wojennych okazało się, że arabscy napastnicy stracili w trakcie walk około 2500 czołgów, jednak armia izraelska poniosła także olbrzymie straty – uszkodzeniu uległa ok. połowa izraelskich czołgów. Część z nich udało się jednak wyremontować. Analiza działa izraelskich Pattonów wykazała potem, że spisały się one doskonale, walcząc z silniejszymi w teorii czołgami produkcji radzieckiej.

### Afryka
W roku 1987 Maroko zakupiło ze Stanów Zjednoczonych 100 czołgów M48A5, które służyły do tego momentu w Wisconsin National Guard. Nabyte czołgi zostały użyte przez wojska Maroka na terenie Sahary Zachodniej przeciwko partyzantom Polisario.
Pakistańczycy wykorzystali posiadane przez siebie czołgi M48 Patton podczas bitwy w Mogadiszu. Stanowiły one część konwoju, który udał się w celu podjęcia rannych żołnierzy i ciał poległych z katastrofy śmigłowca.

## M48 w Polsce
We wrześniu 2012 roku armia grecka przekazała Polsce po jednym egzemplarzu czołgów M48 i M60. Czołgi trafią do Muzeum Broni Pancernej Centrum Szkolenia Wojsk Lądowych w Poznaniu.

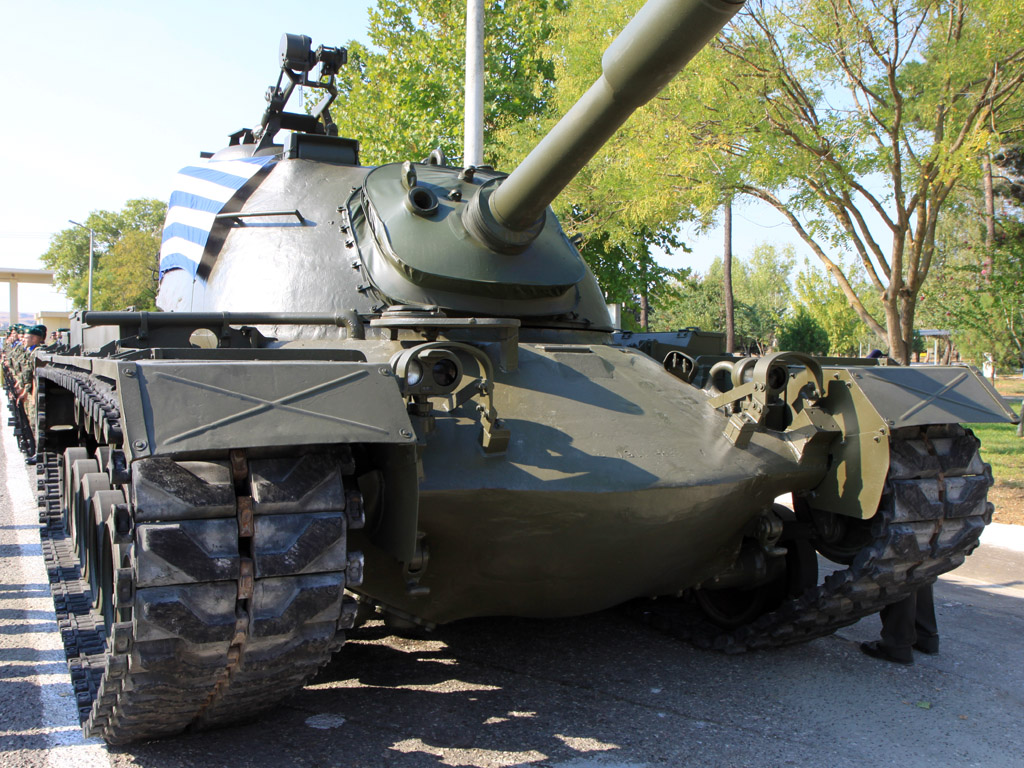
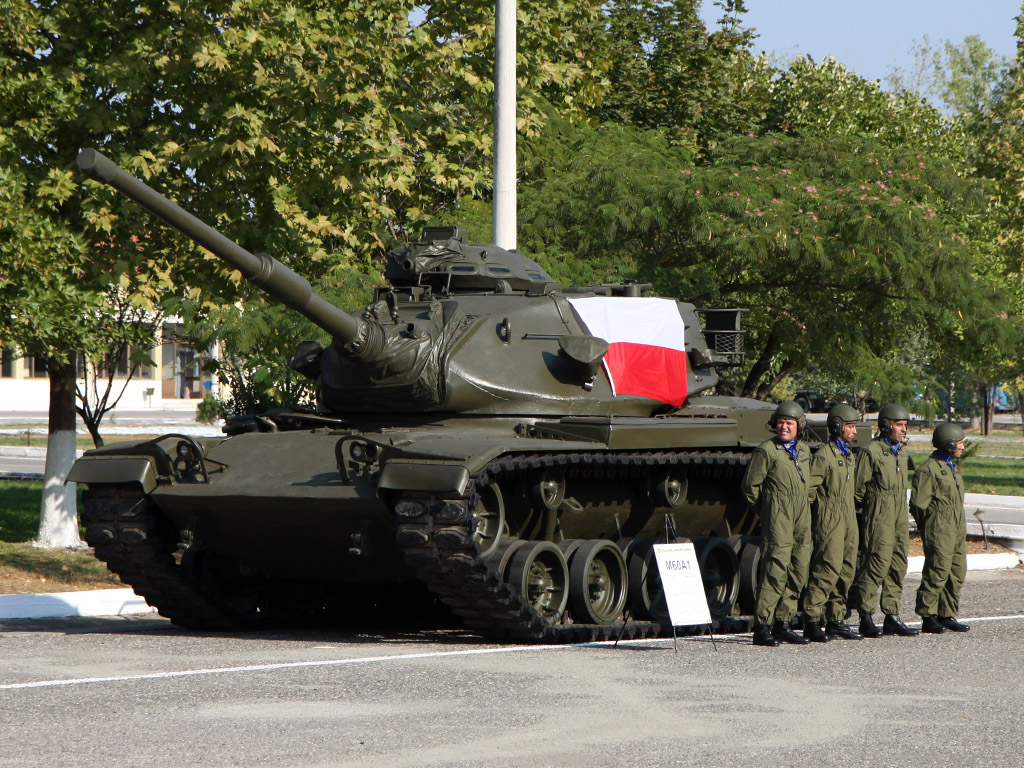
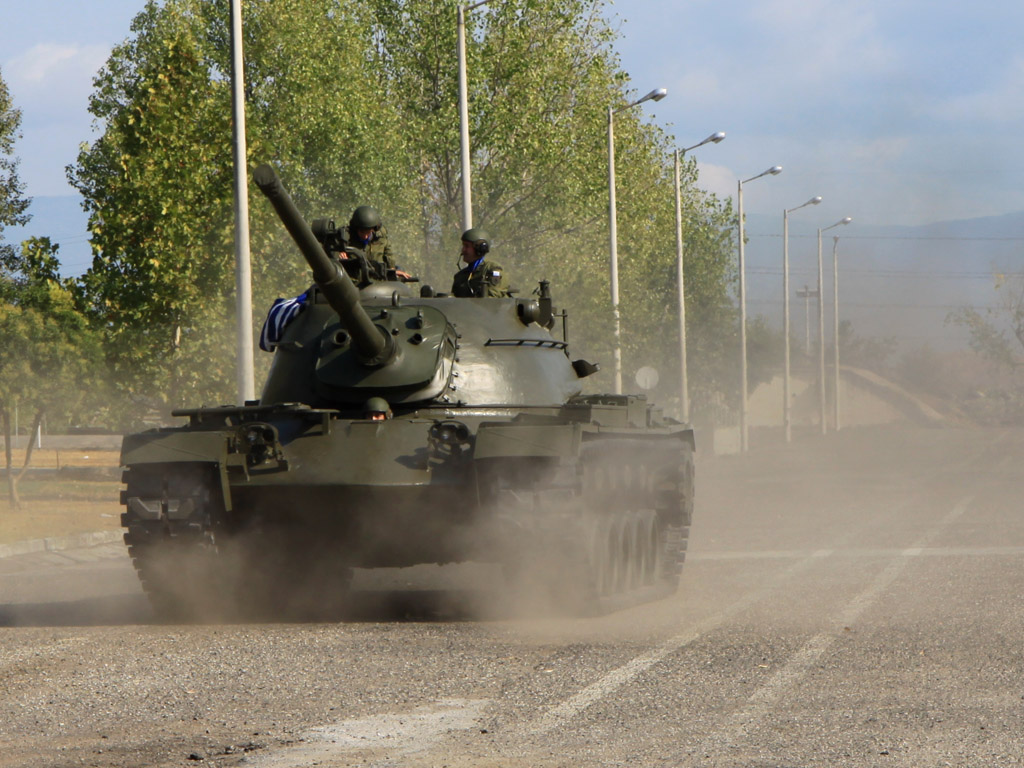
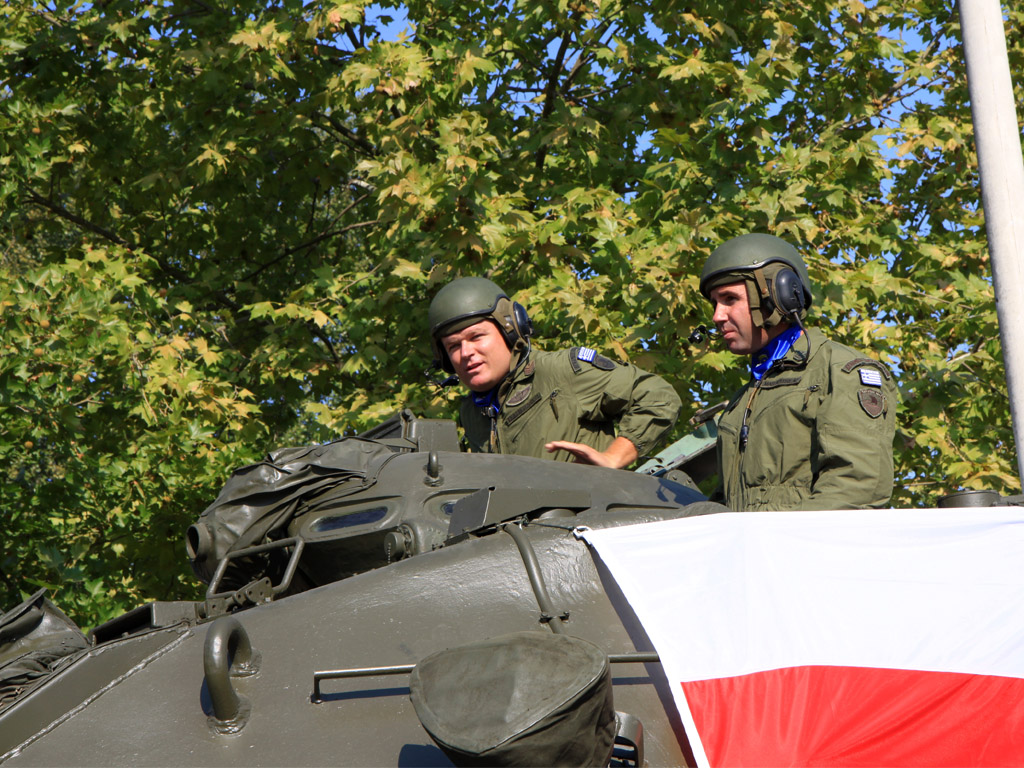

## Galeria

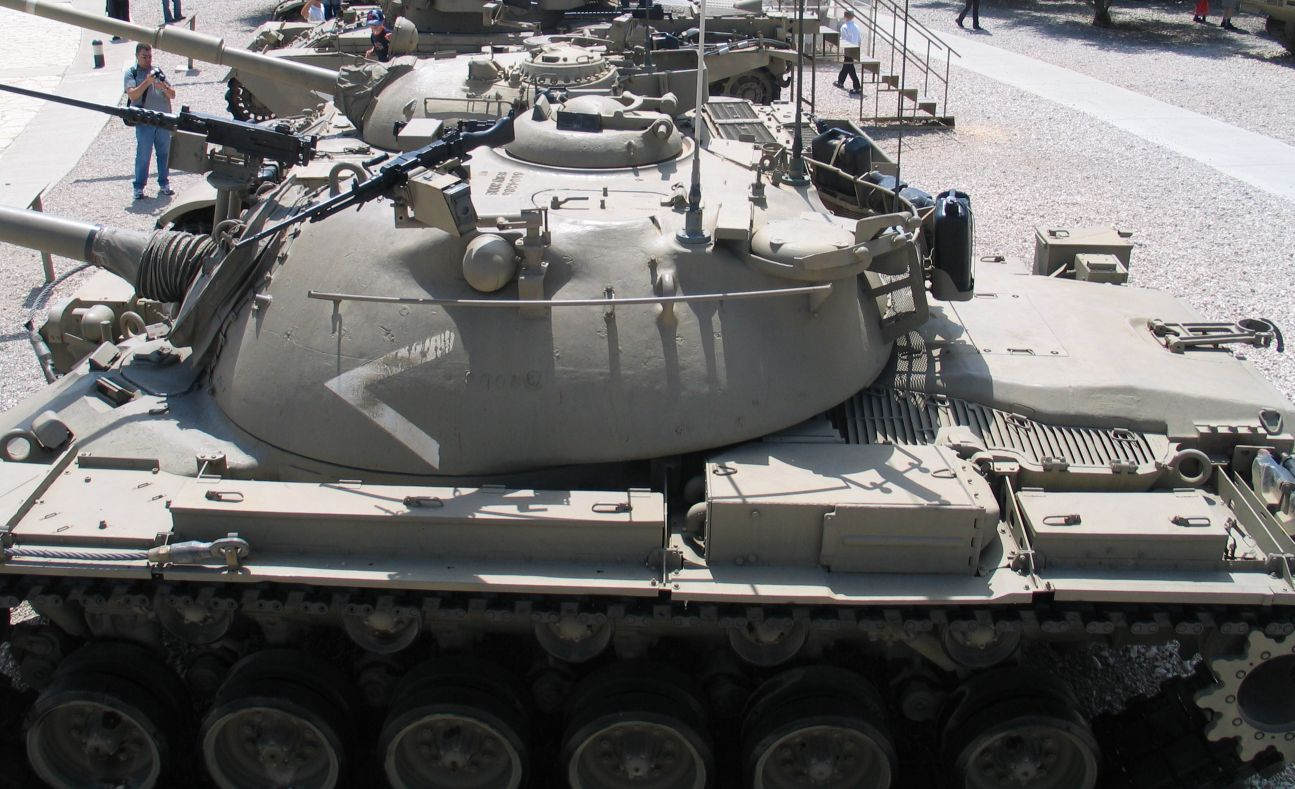
M48A5. Za włazem ładowniczego (przy którym umieszczono dwie podstawy słupkowe do zamontowania km), przy podstawie anteny znajduje się pokrywa układu wentylacyjnego pojazdu. Przed włazem dowódcy widoczny (w kształcie prostokąta) peryskop działonowego.
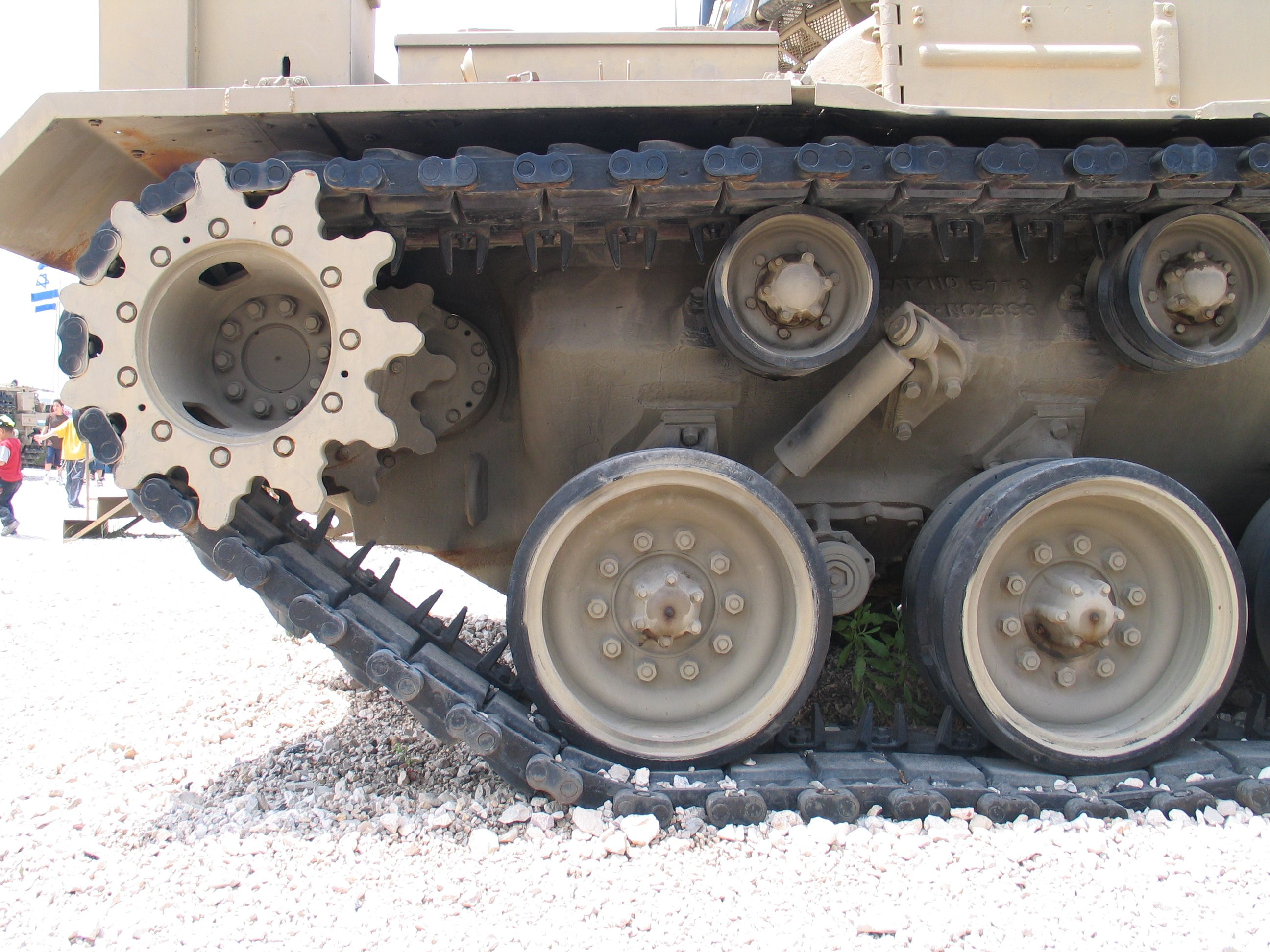
M48A5. 11-zębowe koło napędowe oraz dobrze widoczny układ amortyzacyjny czołgu – zawieszenie na drążkach skrętnych oraz jeden z amortyzatorów.
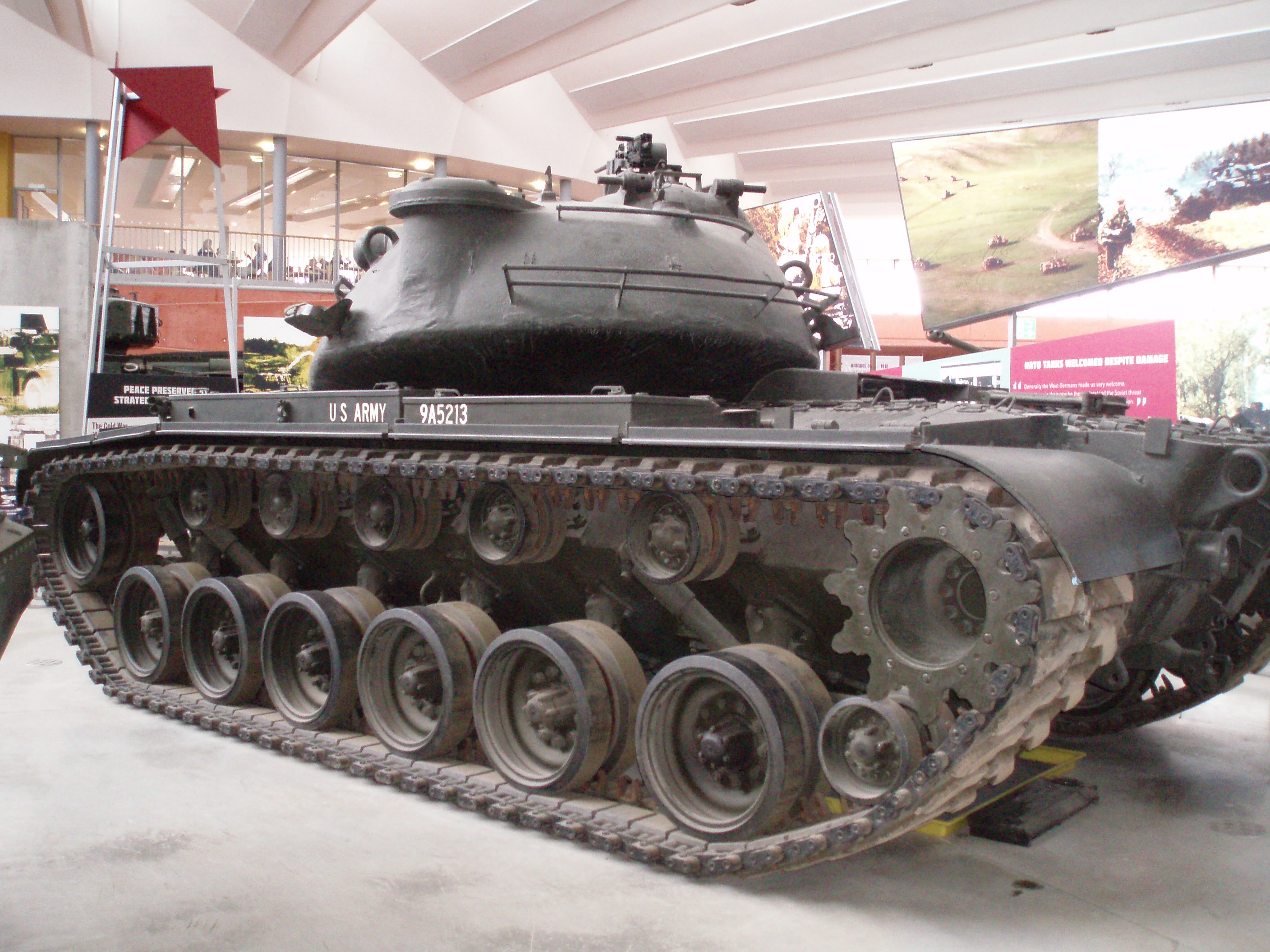
M48. Dodatkowe wolne koło pasowe, umieszczone pomiędzy szóstym kołem nośnym i kołem napędowym, zapobiegające gubieniu gąsienic podczas skrętu. Nisko pod osłoną wentylacji, z boku wieży zamontowano uchwyt na zbiornik z wodą.
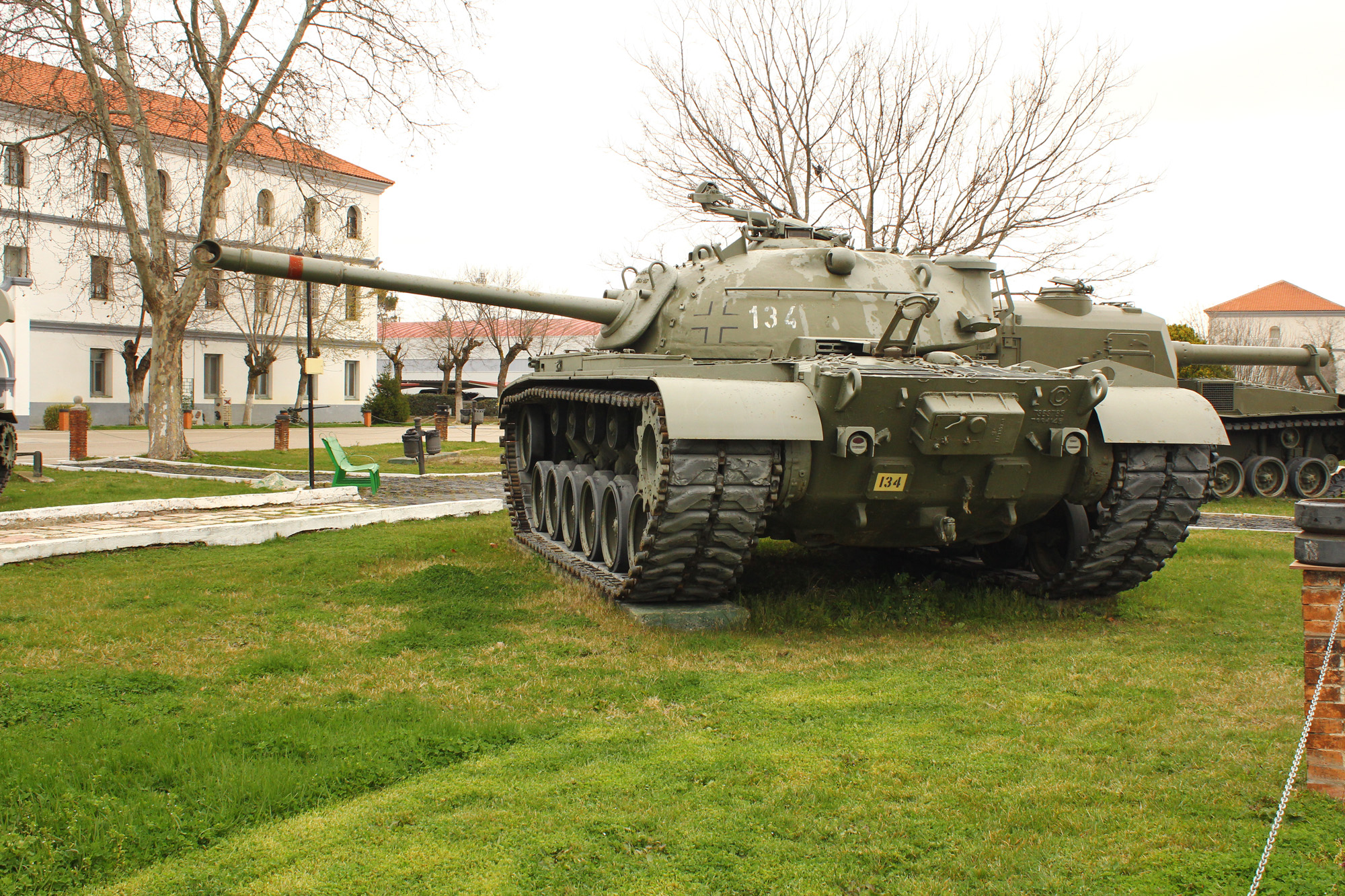
M48A1. Za podniesioną podpórką lufy, częściowo widoczna płyta osłaniająca wylot spalin (deflektor)
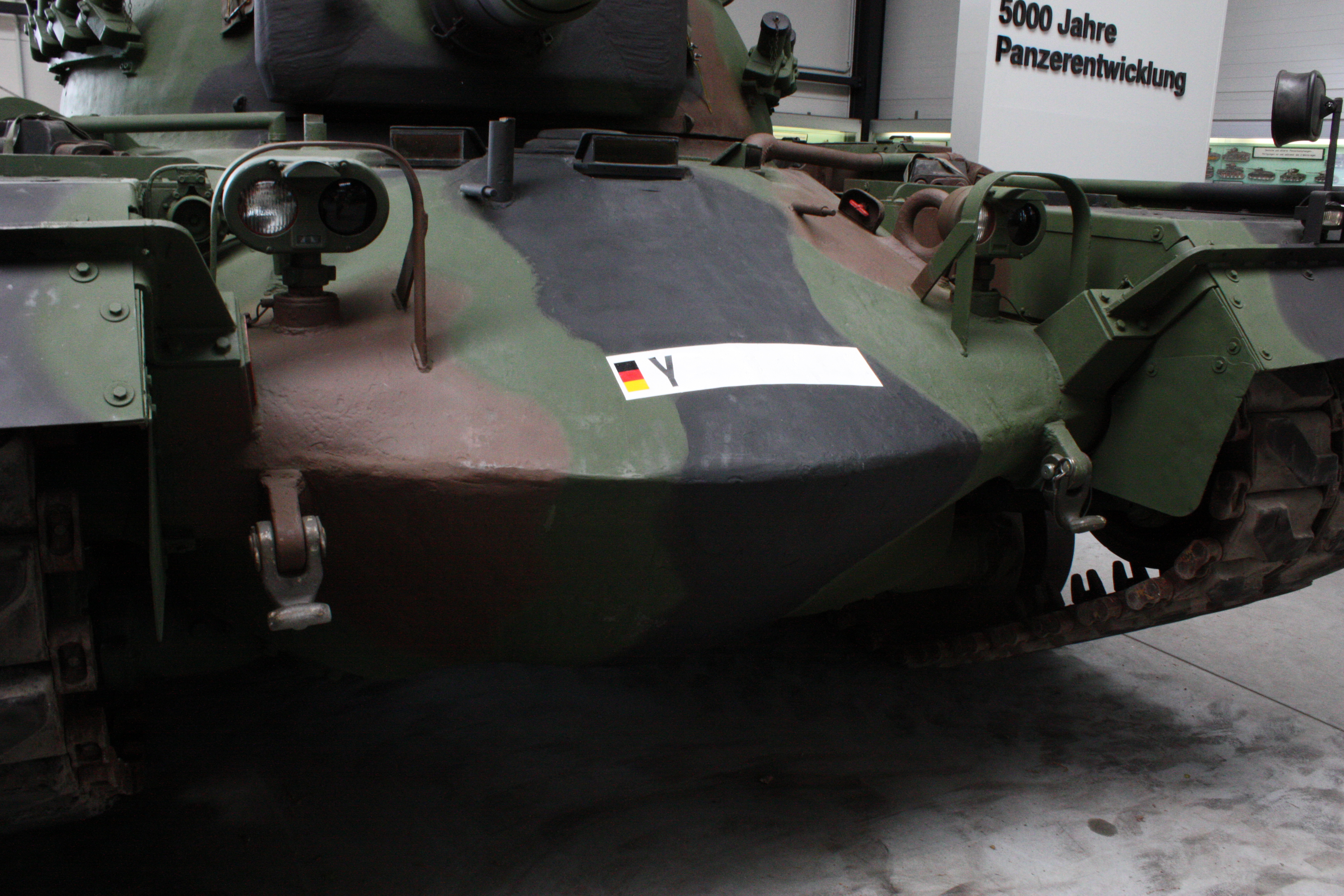
Poziome rury, jakie widać po obu stronach kadłuba, na wysokości peryskopu kierowcy były elementem systemu ogrzewania przedziału załogi. Odpowiadały za odprowadzanie spalin z nagrzewnicy.
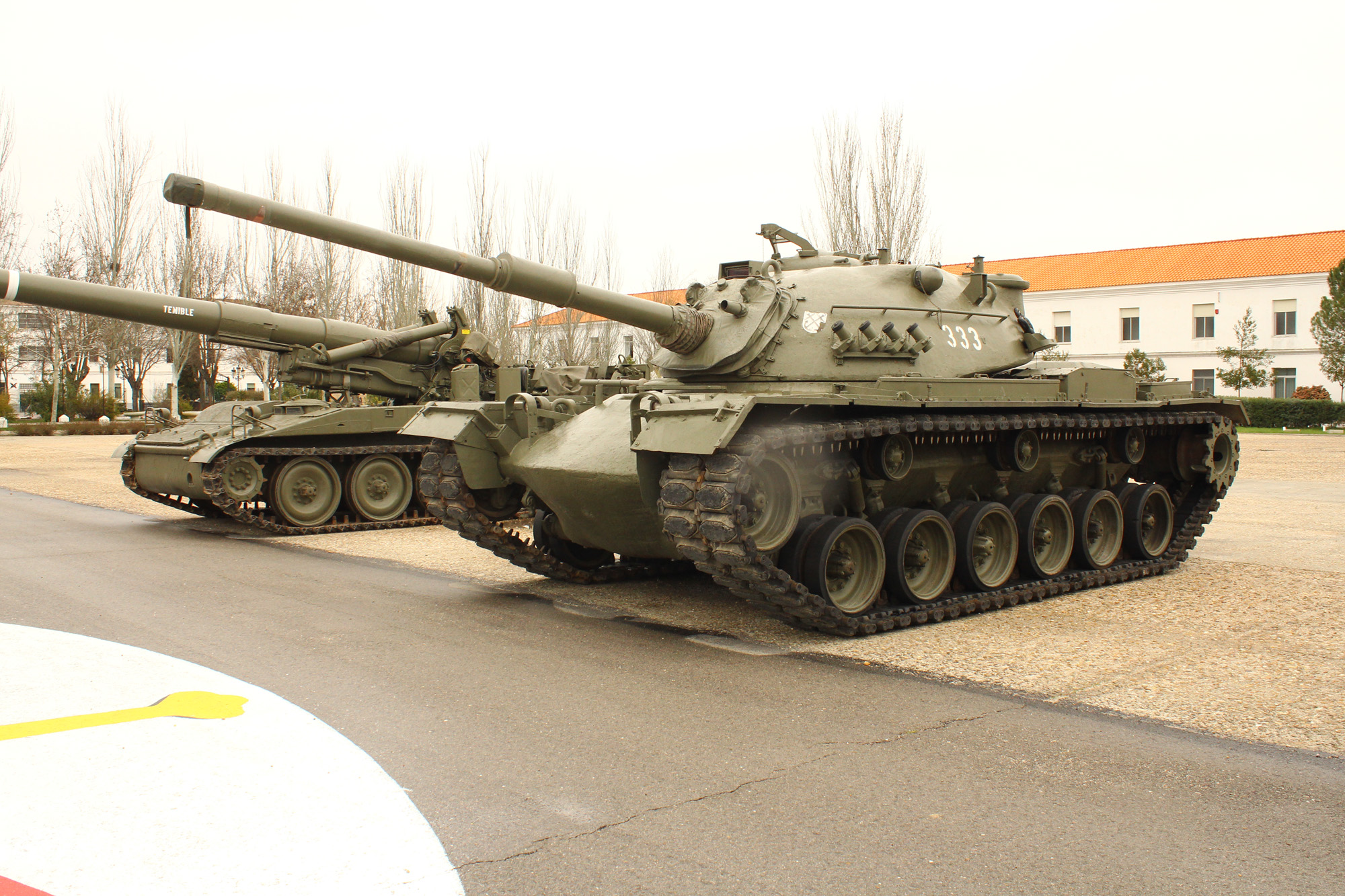
M48A5. Doskonale widoczny przedmuchiwacz mniej więcej w połowie lufy. Widoczne także wyrzutnie granatów dymnych.
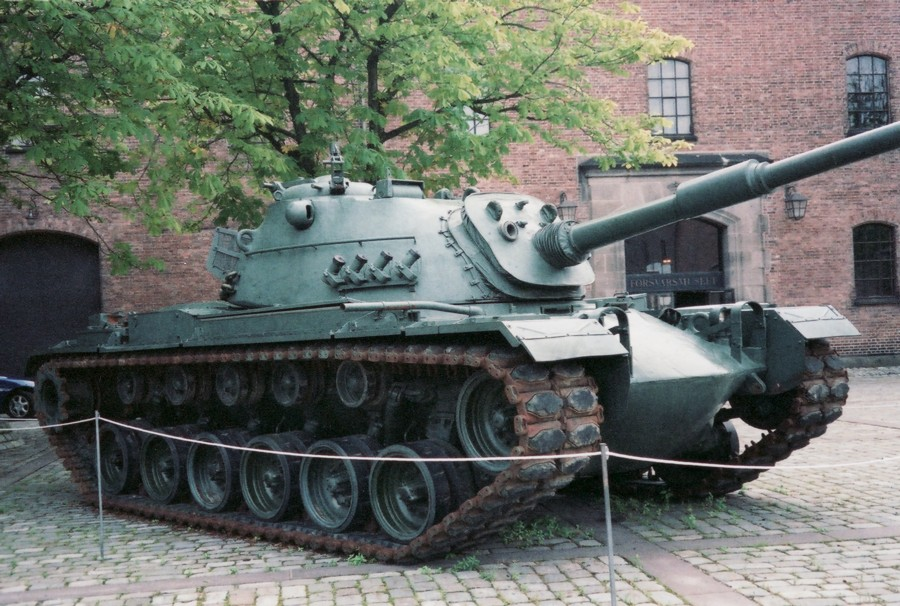
M48A5 norweskiej armii. Za podłużnym schowkiem umieszczonym na prawym błotniku, w wysokiej skrzynce znajdował się filtr powietrza silnika.
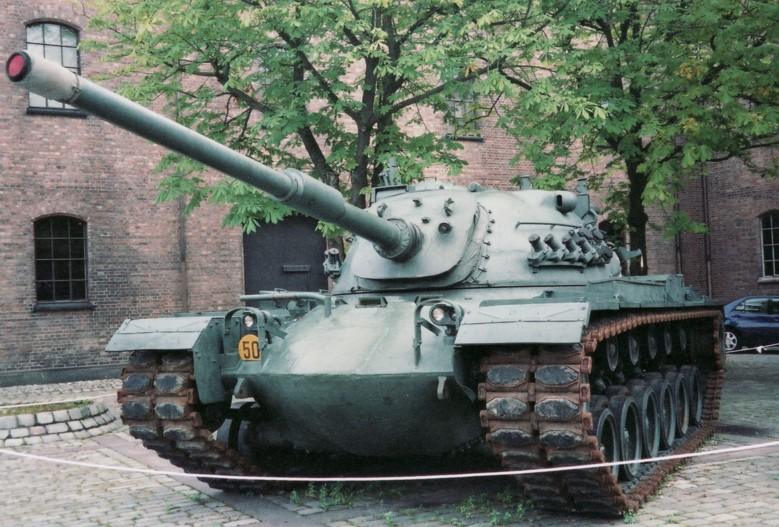
M48A5 norweskiej armii. Na szczycie wieży, pomiędzy włazami dowódcy i ładowniczego widoczne gniazdo do podłączenia reflektora światła białego/podczerwonego (półokrągły wystający element).
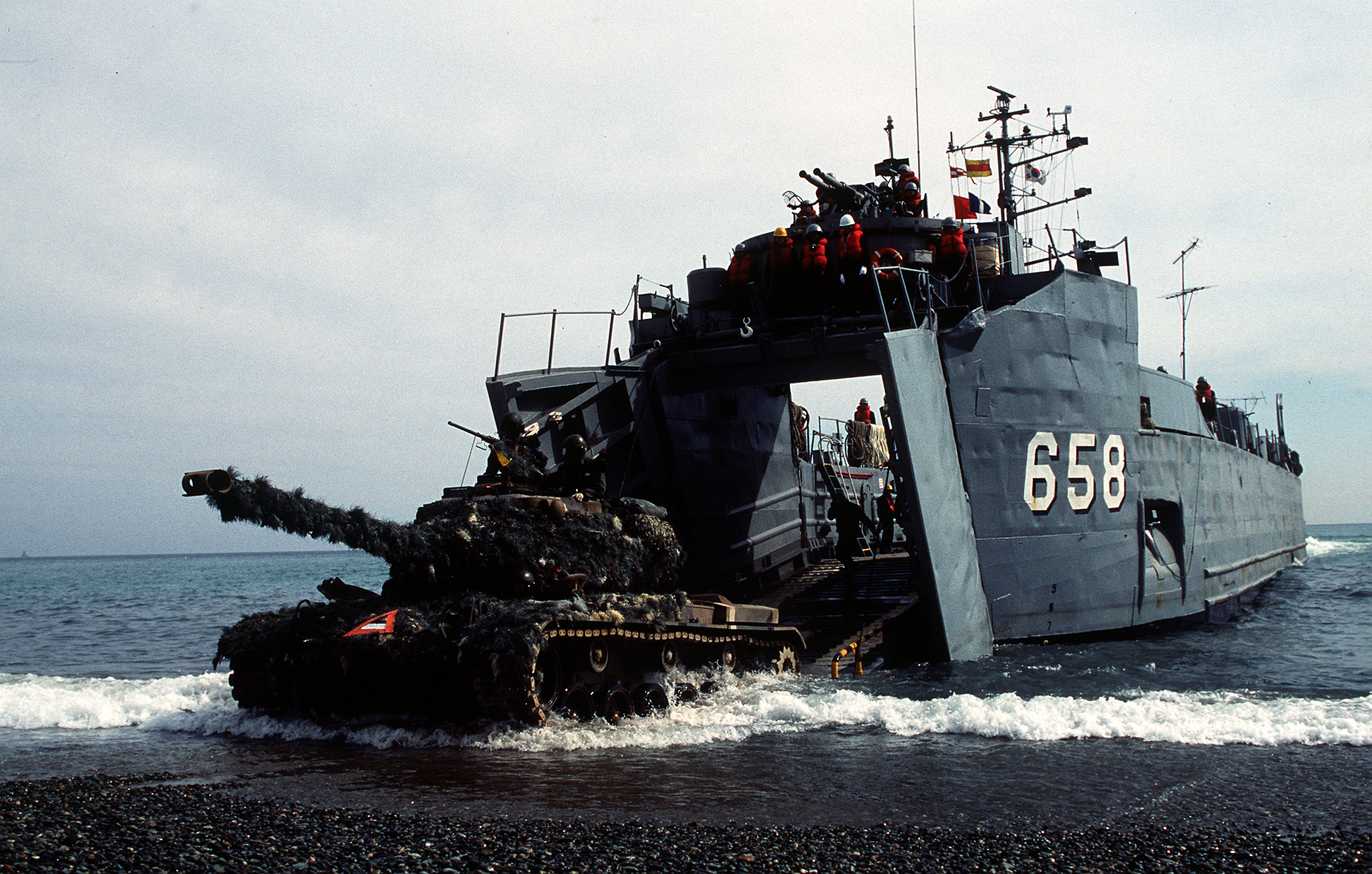
M48 południowokoreańskiej armii wyjeżdżający z okrętu desantowego KI RIN (LSM-658)
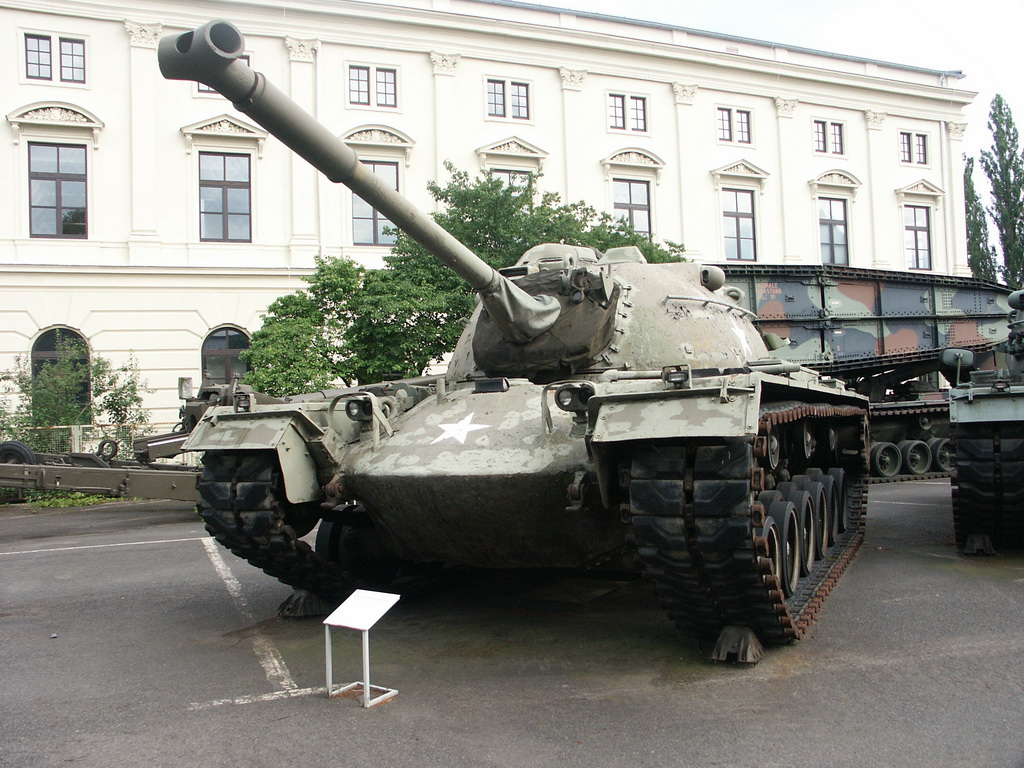
M48 (prawdopodobnie A2C) z Y-kształtnym hamulcem wylotowym
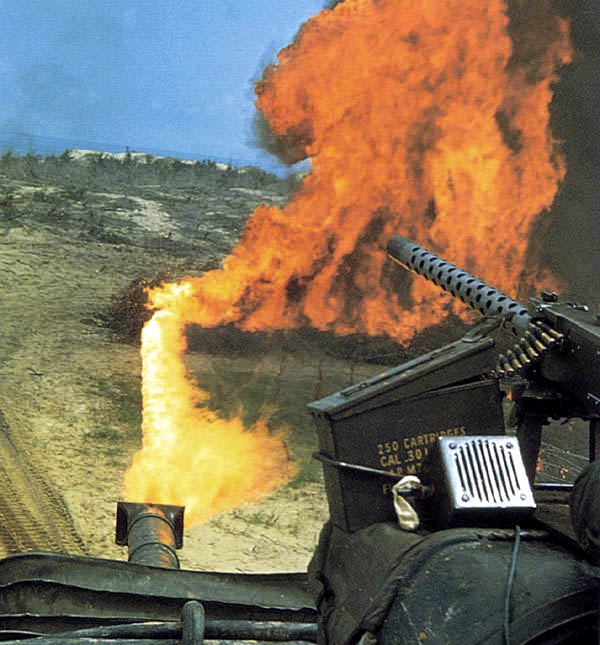
M67 „Zippo”
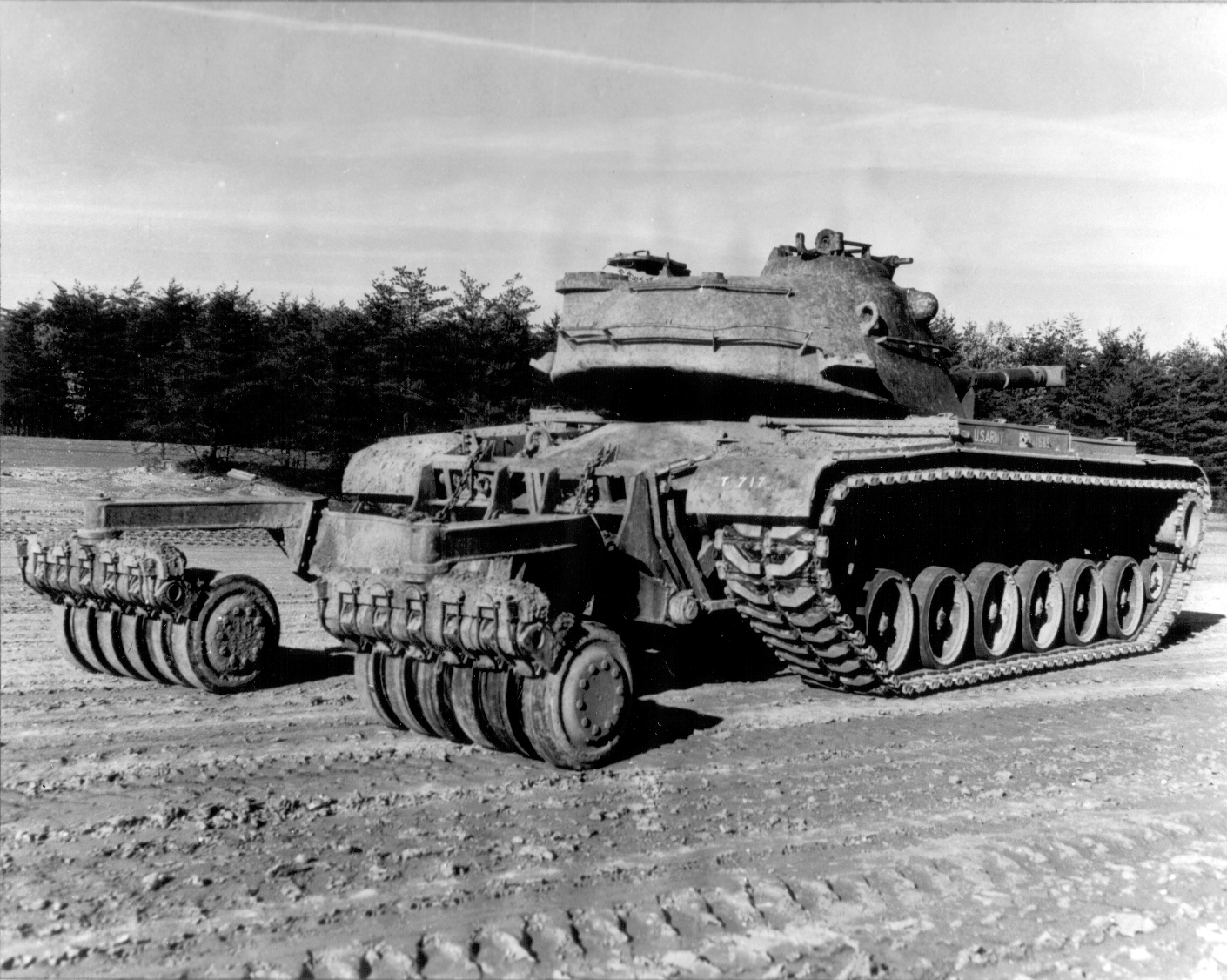
M48 z trałem przeciwminowym
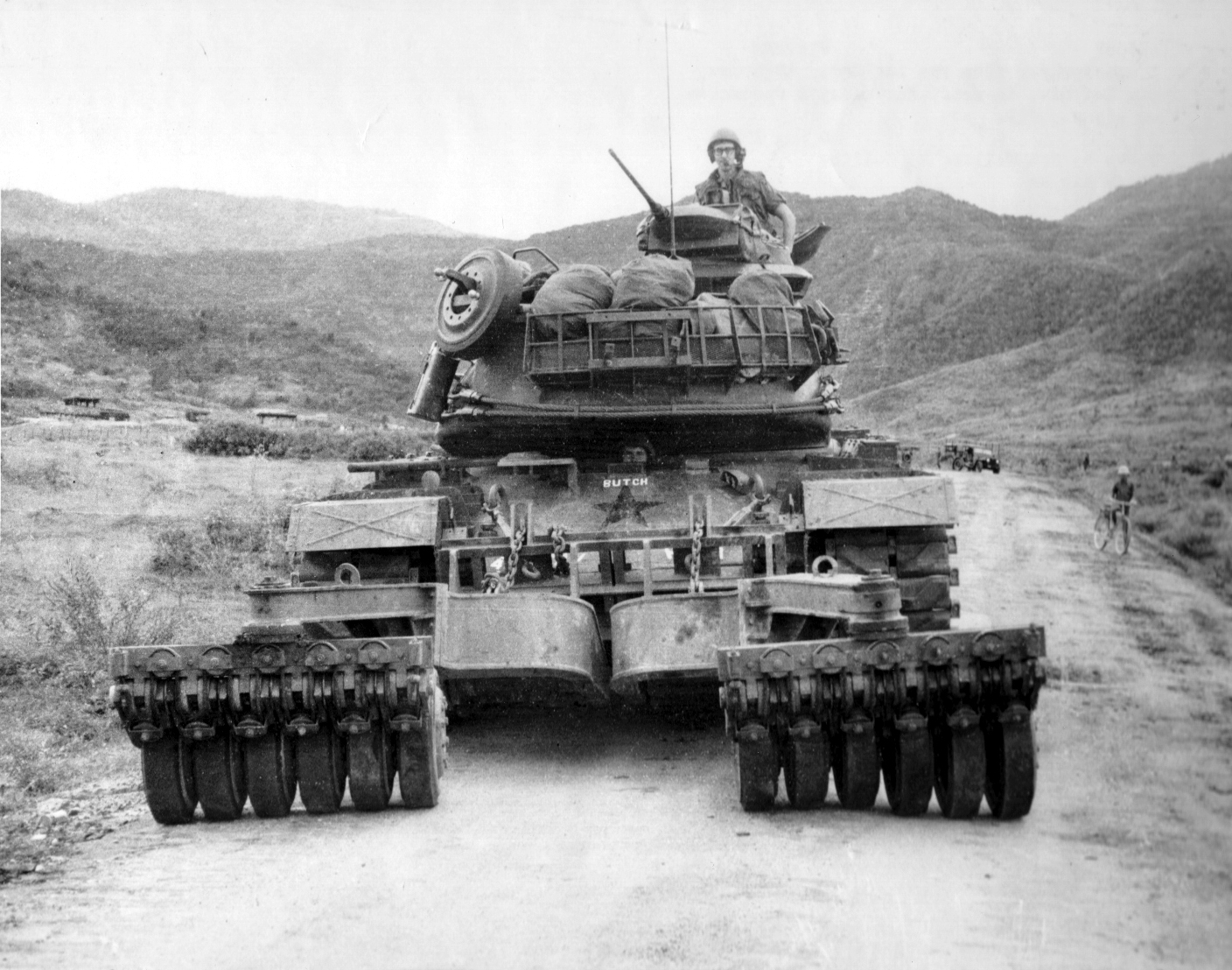
M48 (prawdopodobnie A3) z założonym zestawem do trałowania
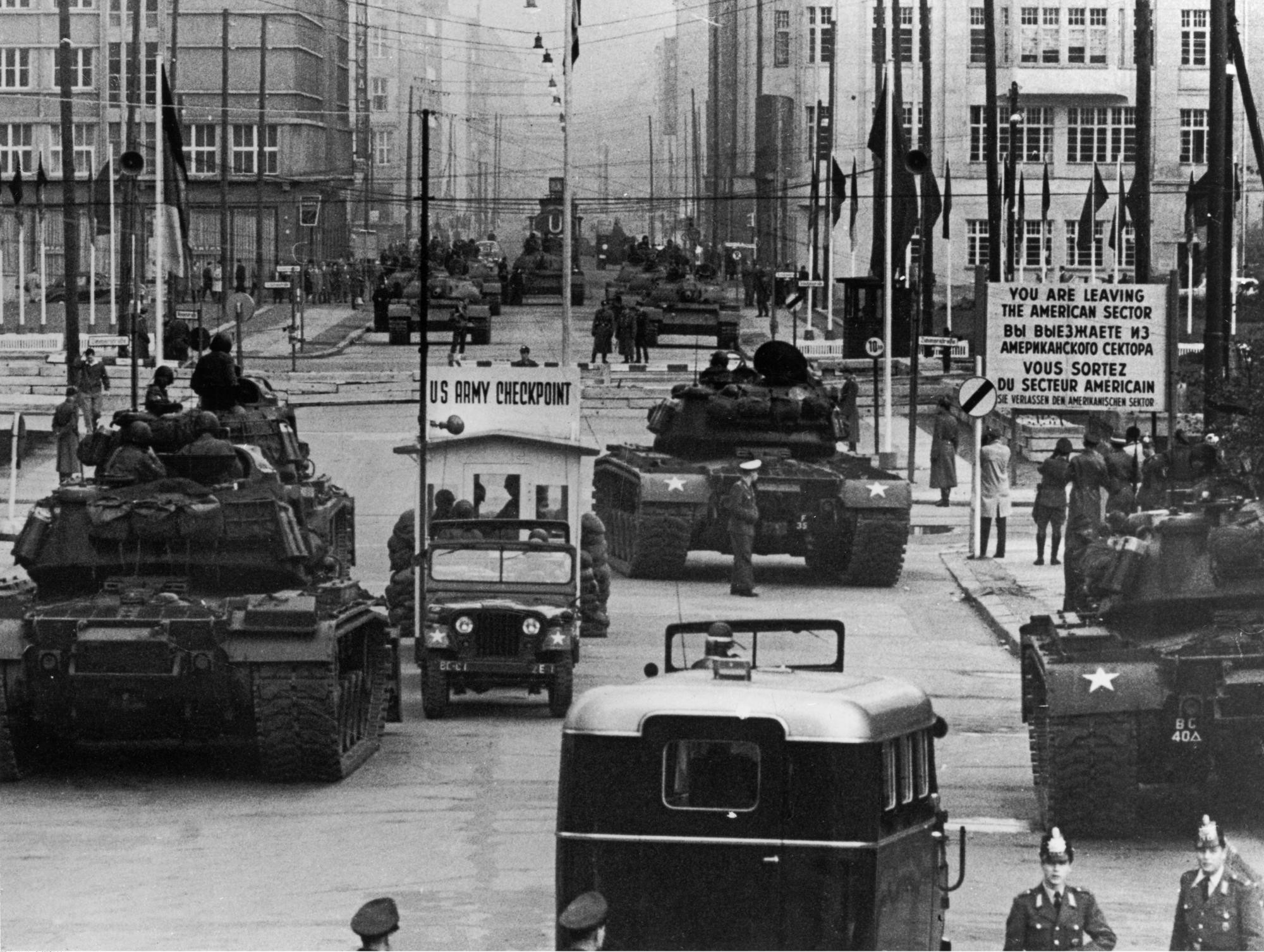
Punkt kontrolny Charlie. Berlin, październik 1961
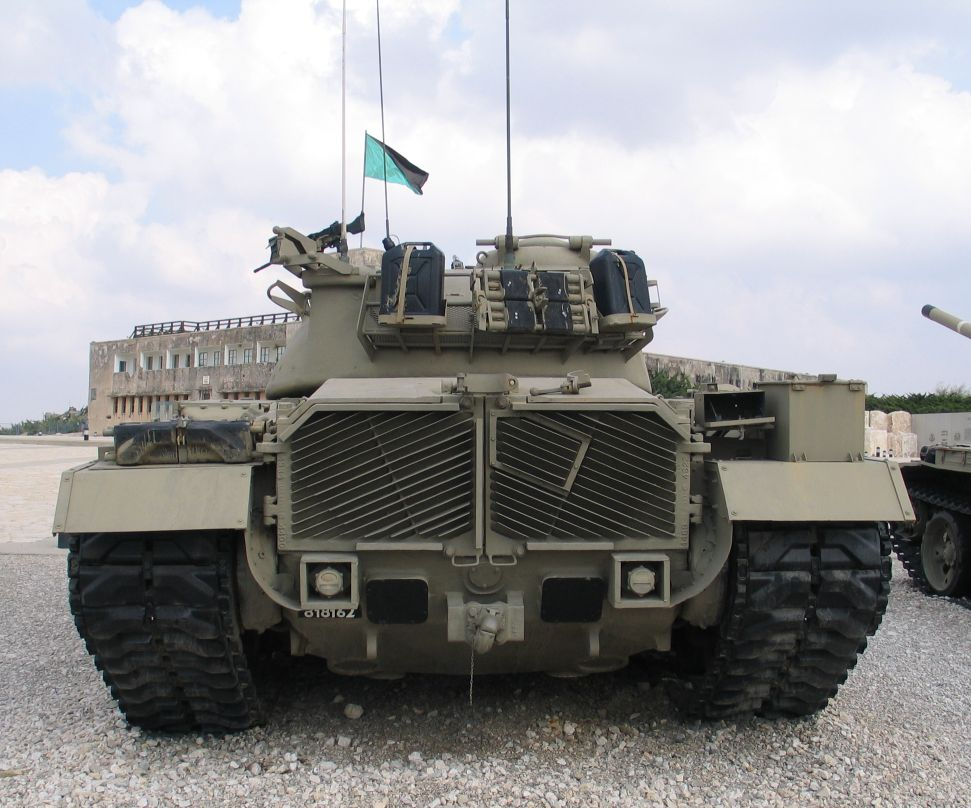
Kwadratowe wycięcie na prawym skrzydle umożliwiało zamontowanie specjalnego komina spalin, pozwalającego na pokonywanie przeszkód wodnych (brodów) do 4,4 metra. Tylne światła pojazdu zamontowano w osłonach pod drzwiami komory silnika. Dwie kwadratowe płytki pomiędzy światłami oraz jedna okrągła nad hakiem holowniczym pozwalały na dostęp do układu przeniesienia napędu. Opancerzona rama żaluzji oraz tylnych świateł po raz pierwszy pojawiła się w wersji M48A3 (Mod. B).
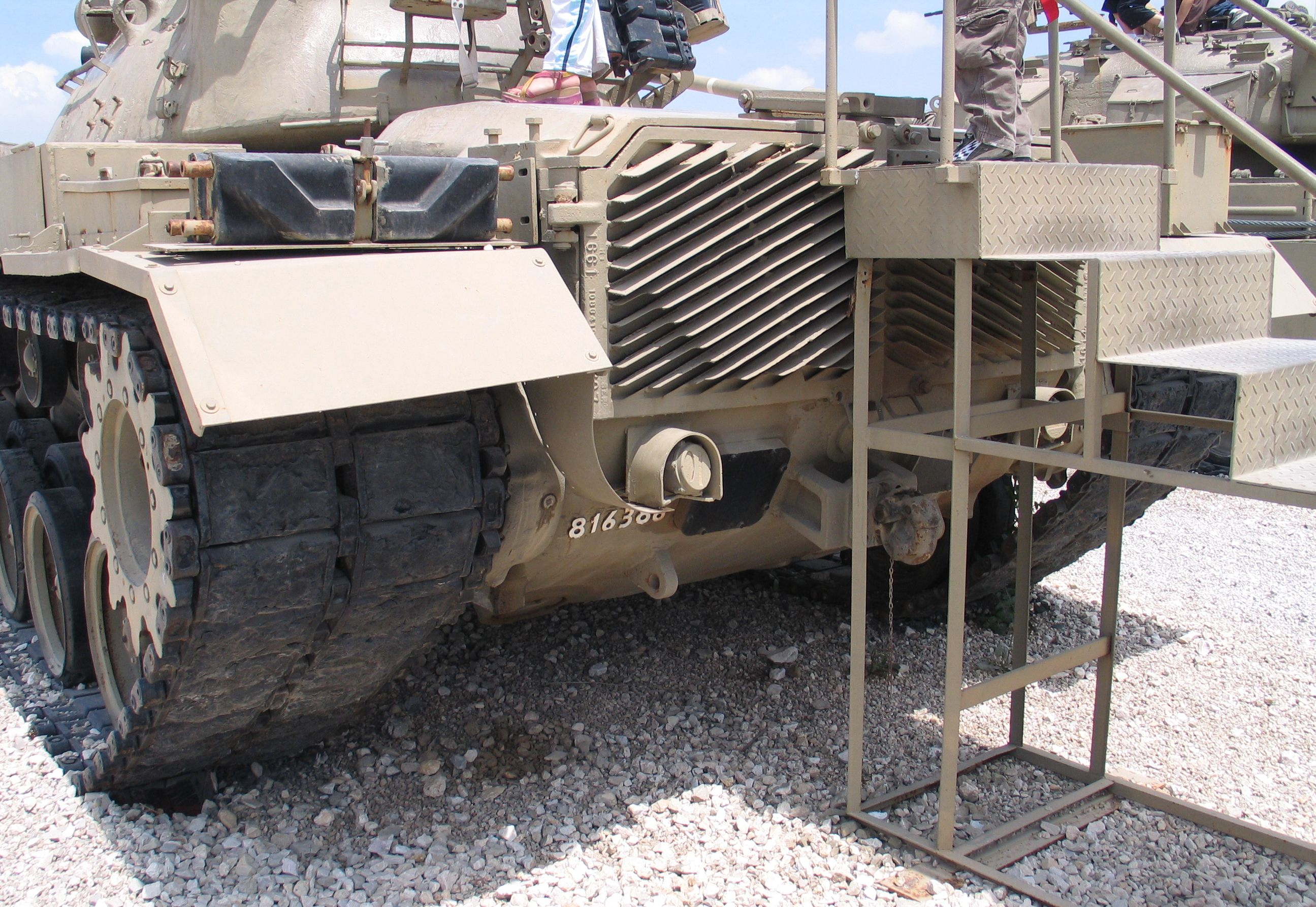
Nowy grill z tyłu kadłuba oraz kolektor wydechowy, po raz pierwszy zamontowany w wersji M48A2C. Doskonale widoczne zawiasy drzwi pancernych, dające dostęp do przedziału silnikowego.
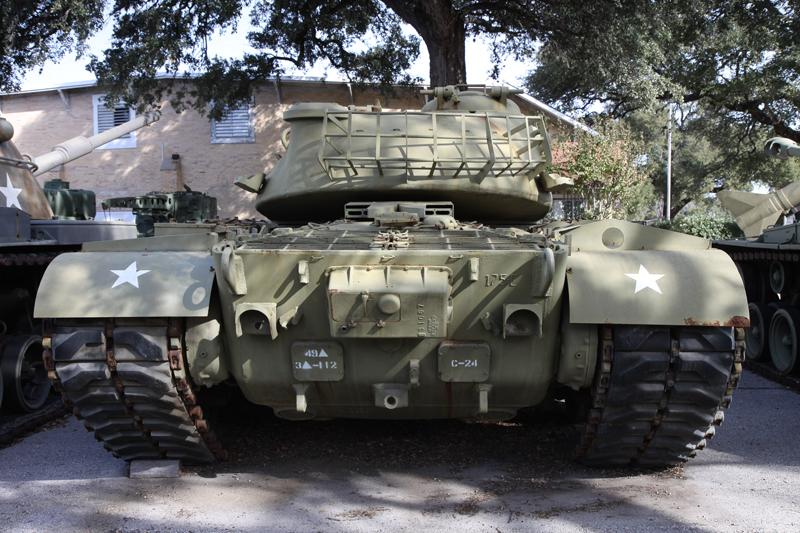
Tył czołgu M48A2. Dobrze widoczny kosz na wyposażenie załogi, umieszczony z tyłu wieży, a także wydech spalin, znajdujący się pod wieżą.
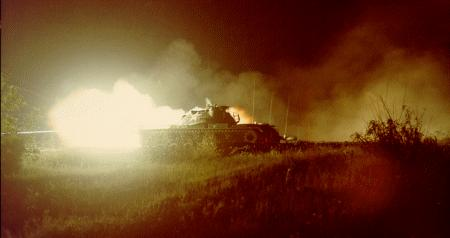
M48 podczas nocnego strzelania